# Transports en commun de Bourges
Pour les articles homonymes, voir Agglobus.
Le transport de l'agglomération berruyère est constitué d'un réseau d'autobus qui dessert Bourges et les 17 communes de son agglomération ainsi que Fussy, Pigny et Saint-Florent-sur-Cher, mis en place par le Syndicat mixte intercommunal des transports urbains de l'agglomération de Bourges sous la marque AggloBus.
Depuis 2011, le réseau est exploité par RATP Dev, dans le cadre d'une délégation de service public accordée par le Syndicat intercommunal Agglobus. Le contrat avec RATP Dev, a été renouvelé en 2017 puis en 2022 pour la période allant jusqu'en 2030.

## Présentation
Le réseau AggloBus dispose d'un parc d'autobus de 92 véhicules et comprend 15 lignes de bus desservant l'agglomération de Bourges et se croisant au pôle d'échange Place de la Nation (toutes excepté les lignes 11 et 14). Ces lignes qui circulent de 5 h 07 à 21 h 53 du lundi au samedi ont des fréquences allant de 12 minutes (ligne 1) à huit allers-retours par jour (lignes 21, 24 et 25). Quatre lignes de bus desservent seulement la ville de Bourges, les autres lignes desservent également son agglomération.
Un projet de Bus à Haut Niveau de Service (BHNS) est prévu pour être mis en service en 2026 sur plusieurs lignes du réseau, notamment les lignes 1, 2, 3, 4, 12, 20 et navette. Ce projet multi-lignes vise à améliorer la rapidité et la fréquence des services, contribuant ainsi à une meilleure performance globale du réseau de transport en commun.
Ce volet d’aménagement permet d’augmenter les fréquences d’environ 30 %, avec l’introduction d’une navette offrant un passage toutes les 6 minutes.
Il existe d'autres services :
- Un circuit de navette de centre-ville faisant une boucle avec comme point de départ et terminus l'arrêt Séraucourt ;
- Un service du dimanche fonctionnant toute la journée et utilisant les mêmes lignes que la semaine. Seules les lignes 1 à 4, 10, 11 et 20 circulent le dimanche.
- Un service de soirée desservant 36 arrêts prédéfinis sur tout le réseau et ayant pour point de départ les arrêts Gare SNCF, Cinémas Prado et André Malraux. Trois départs sont effectués chaque soir.
- Un service durant le Printemps de Bourges appelé VitaBus Printemps. Une navette entre la Gare SNCF et le festival est ainsi mise en place en journée. Le soir et la nuit, plusieurs bus desservent à la demande divers arrêts dans Bourges et son agglomération;
- Sept services de transport à la Demande :
  - LibertiBus destiné aux personnes en situation de handicap ;
  - Saint-Michel-de-Volangis : desserte par VitaBus St Michel;
  - Arcay, Lissay-Lochy, Vorly, Annoix et Saint-Just : desserte par VitaBus Sud ;
  - Mehun-sur-Yèvre : desserte par VitaBus Mehun ;
  - Berry-Bouy et Marmagne : desserte par VitaBus Berry Bouy / Marmagne ;
  - Bourges Avenue de la Prospective et Saint-doulchard rue de Malitorne : desserte par VitaBus Prospective/Malitorne ;
  - Saint-Germain-du-Puy : desserte par VitaBus Saint-Germain.
- Un service de location de vélo classique et électrique de longue durée dénommé Cycloplus.

Le réseau dispose de 615 points d'arrêt environ et est gratuit, toute l'année, depuis le 1er septembre 2023.
Le siège d'Agglobus ainsi que le dépôt est situé rue Théophile-Lamy à Bourges et dispose, place de la Nation, au cœur de Bourges, un espace d’information (Espace Nation).

## Première restructuration: service du 26 août 2013 au 3 septembre 2017

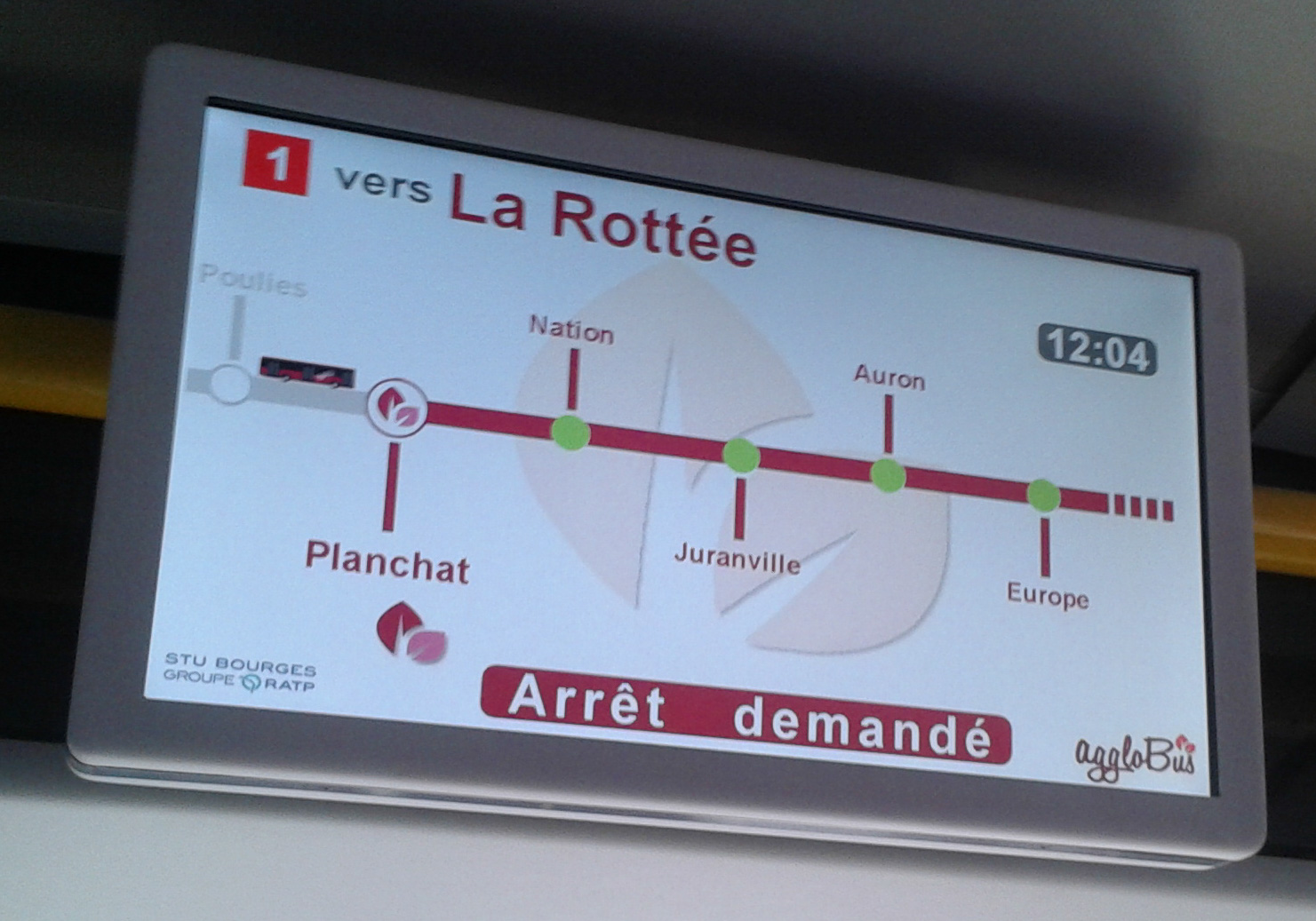
Système d'annonce visuelle dans les bus

À la suite du P.D.U (Plan de Déplacement Urbain) mis en place à Bourges, le réseau Agglobus a été restructuré pour permettre un meilleur service, une meilleure desserte de la ville et de ses quartiers. Cette restructuration  a permis de créer :
- Deux lignes cadencées (Ligne no 1 à 12 min (10 min en heure de pointe) et Ligne no 2 à 15 min)
- Un réseau hiérarchisé
- Plusieurs secteurs mieux desservis ou nouvellement desservis
- Une information en temps réel avec la mise en place de 25 bornes d'information aux principaux arrêts et 10 bornes en centre-ville, ainsi qu'au développement d'une application pour smartphones iOS et Android
- Une annonce sonore et visuelle grâce à la mise en place d'écrans dans les bus

Aujourd'hui, le système d'annonce sonore et visuelle par la mise en place d'écrans dans les bus, le système d'annonce sonore à l'arrivée des bus et le système d'annonce visuelle à l'extérieur dans les arrêts de bus sont opérationnels.

### Lignes de semaine et du samedi

#### Lignes métropoles
| Ligne | Caractéristiques | Caractéristiques     | Caractéristiques     | Caractéristiques     | Caractéristiques                                             | Caractéristiques                           | Caractéristiques                         | Caractéristiques     | Caractéristiques     |
| 1     | Ligne 1 | Ligne 1              | Ligne 1              | Ligne 1              | Ligne 1                                                      | Ligne 1                                    | Ligne 1                                  | Ligne 1              | Ligne 1              |
| 1     | Foulonne ⥋ La Rottée | Foulonne ⥋ La Rottée | Foulonne ⥋ La Rottée | Foulonne ⥋ La Rottée | Foulonne ⥋ La Rottée                                         | Foulonne ⥋ La Rottée                       | Foulonne ⥋ La Rottée                     | Foulonne ⥋ La Rottée | Foulonne ⥋ La Rottée |
| ----- | --- | -------------------- | -------------------- | -------------------- | ------------------------------------------------------------ | ------------------------------------------ | ---------------------------------------- | -------------------- | -------------------- |
| 1     | Ouverture / Fermeture 26 août 2013 / 03 septembre 2017 | Longueur 12 km       | Durée 45 min         | Nb. d’arrêts 36      | Matériel Mercedes-Benz Citaro Heuliez GX 327 Renault Agora L | Jours de fonctionnement L, Ma, Me, J, V, S | Jour / Soir / Nuit / Fêtes O / N / N / N | Voy. / an —          | Exploitant STUB      |
| 1     | Desserte : - Villes et lieux desservis : Bourges, Foulonne, Centre commercial Cap Nord, Pôle de centralité Cothenet, Gare SNCF, Jardin des Près Fichaux, Médiathèque, lac d'Auron et La Rottée - Principaux arrêts : Foulonne • Cothenet • Gare SNCF • Planchat • Nation • Juranville • Auron • Europe • Séraucourt • Jacques-Cœur • Renoir • Point zéro • Lac • La Rottée |                      |                      |                      |                                                              |                                            |                                          |                      |                      |
| 1     | Autre : - Modification de la ligne : Itinéraire redressé avenue du Général-De-Gaulle (D940) pour rejoindre l’arrêt Cothenet. Le golf n’est plus desservi. La ligne est cadencée à raison d’un bus toutes les 12 minutes. - Arrêts non accessibles aux UFR : "Foulonne", "Eschbach", Corneille, Romain Rolland, Jean-Moulin, Poulie, Séraucourt, Joffre, Léo Lagrange, Bourdelle, Lac - Amplitudes horaires : La ligne fonctionne du lundi au vendredi de 5 h 55 à 20 h 30 et le samedi et les vacances scolaires de 6 h 00 à 20 h 20. La ligne a une fréquence de passage de 12 min (10 min en heure de pointe) - Équipement et information : La ligne possède des Bornes d'Information aux Voyageur sur 7 arrêts et des annonces sonores et visuelles des arrêts dans les bus.              |                      |                      |                      |                                                              |                                            |                                          |                      |                      |
| 1     | Dernière actualisation : — |                      |                      |                      |                                                              |                                            |                                          |                      |                      |
| 2     | Ligne 2 | Ligne 2              | Ligne 2              | Ligne 2              | Ligne 2                                                      | Ligne 2                                    | Ligne 2                                  | Ligne 2              | Ligne 2              |
| 2     | Bourges Nation ⥋ Saint-Germain-du-Puy |                      |                      |                      |                                                              |                                            |                                          |                      |                      |
| 2     | Ouverture / Fermeture 26 août 2013 / — | Longueur 11 km       | Durée 50 à 52 min    | Nb. d’arrêts 24      | Matériel Mercedes-Benz Citaro Heuliez GX 327                 | Jours de fonctionnement L, Ma, Me, J, V, S | Jour / Soir / Nuit / Fêtes O / N / N / N | Voy. / an —          | Exploitant STUB      |
| 2     | Desserte : - Villes et lieux desservis : Bourges, Nation, Pôle universitaire Lahitolle, Centre Commercial, route de La Charité et Saint-Germain-du-Puy. - Principaux arrêts : Nation • Juranville • Auron • Europe • Marronniers • Pignoux • Centre Commercial • Porte de Saint-Germain • Lamartine • Salle des fêtes • Place du 8 Mai • Terres de Chailloux |                      |                      |                      |                                                              |                                            |                                          |                      |                      |
| 2     | Autre : - Modification de la ligne : Itinéraire redressé sur l’axe principal à Saint-Germain-du-Puy. Le terminus est déplacé à Terres de Chailloux. Un service Vitabus est en complément et la ligne est cadencée à raison d’un bus toutes les 15 minutes. - Arrêts non accessibles aux UFR : Marroniers, Malus, Robespierre, Fourchette, Esprit 1, Lamartine, La Fontaine, Pont Réau, Concorde, Les Lilas, Place du 8 Mai, Alsace. - Amplitudes horaires : La ligne fonctionne du lundi au samedi et les vacances scolaires de 6 h 00 à 20 h 30. La ligne a une fréquence de passage de 15 min (12 min en heure de pointe) - Équipement et information : La ligne possède des Bornes d'Information aux Voyageurs sur 5 arrêts et des annonces sonores et visuelles des arrêts dans les bus. |                      |                      |                      |                                                              |                                            |                                          |                      |                      |
| 2     | Dernière actualisation : — |                      |                      |                      |                                                              |                                            |                                          |                      |                      |

#### Lignes fortes
| Ligne | Caractéristiques | Caractéristiques                       | Caractéristiques                       | Caractéristiques                       | Caractéristiques                                             | Caractéristiques                           | Caractéristiques                         | Caractéristiques                       | Caractéristiques                       |
| 3     | Ligne 3 | Ligne 3                                | Ligne 3                                | Ligne 3                                | Ligne 3                                                      | Ligne 3                                    | Ligne 3                                  | Ligne 3                                | Ligne 3                                |
| 3     | Asnières-lès-Bourges ⥋ Centre Hippique | Asnières-lès-Bourges ⥋ Centre Hippique | Asnières-lès-Bourges ⥋ Centre Hippique | Asnières-lès-Bourges ⥋ Centre Hippique | Asnières-lès-Bourges ⥋ Centre Hippique                       | Asnières-lès-Bourges ⥋ Centre Hippique     | Asnières-lès-Bourges ⥋ Centre Hippique   | Asnières-lès-Bourges ⥋ Centre Hippique | Asnières-lès-Bourges ⥋ Centre Hippique |
| ----- | --- | -------------------------------------- | -------------------------------------- | -------------------------------------- | ------------------------------------------------------------ | ------------------------------------------ | ---------------------------------------- | -------------------------------------- | -------------------------------------- |
| 3     | Ouverture / Fermeture 31 août 2015 / — | Longueur 16 km                         | Durée 30 min                           | Nb. d’arrêts 40                        | Matériel Mercedes-Benz Citaro Heuliez GX 317                 | Jours de fonctionnement L, Ma, Me, J, V, S | Jour / Soir / Nuit / Fêtes O / N / N / N | Voy. / an —                            | Exploitant STUB                        |
| 3     | Desserte : - Villes et lieux desservis : Bourges, Centre Hippique, Base de voile, Nation, Jardin des Près Fichaux, Place Cothenet et Asnières-lès-Bourges. - Principaux arrêts : Centre Hippique • Base de voile • Roland-Garros • Beugnon • Bardoux • Juranville • Nation • Planchat • Parmentier • Centre nautique • Cothenet • Gay Lussac • Danton • 14 juillet • Racines • Asnières |                                        |                                        |                                        |                                                              |                                            |                                          |                                        |                                        |
| 3     | Autre : - Modification de la ligne : à la suite de l'ouverture du centre commercial Avaricum, la ligne 3 dessert un nouvel arrêt Avaricum pour rejoindre le boulevard de la République à l'arrêt Parmentier, puis passage par la gare SNCF. Modification du circuit dans Asnières. Le terminus d'Asnières est modifié. En provenance d’Asnières, desserte directe du pôle de centralité "place Cothenet" et du collège Victor-Hugo. - Arrêts non accessibles aux UFR : Centre Hippique, Jardins Du Val, Base De Voile, Archives, Maziières, Gendarmerie, Les Ormeaux, Jean Brivot, Jules Guesde, Beugnon, Barbès, La Fontaine, Poulies, Pierre Sémard, La Butte, La Gravette, Petite Aujonnière, Racines, Les Gatis, Allouettes, Blessangis, Fauvettes, Maurice Canon, Grosses Plantes. - Amplitudes horaires : La ligne fonctionne du lundi au samedi et les vacances scolaires de 6 h 20 à 20 h 20. La ligne a une fréquence de passage de 25 min à 30 min. - Équipement et information : La ligne possède des Bornes d'Information aux Voyageur sur 6 arrêts et des annonces sonores et visuelles des arrêts dans les bus. |                                        |                                        |                                        |                                                              |                                            |                                          |                                        |                                        |
| 3     | Dernière actualisation : — |                                        |                                        |                                        |                                                              |                                            |                                          |                                        |                                        |
| 4     | Ligne 4 | Ligne 4                                | Ligne 4                                | Ligne 4                                | Ligne 4                                                      | Ligne 4                                    | Ligne 4                                  | Ligne 4                                | Ligne 4                                |
| 4     | Aéroport ⥋ Hôpital |                                        |                                        |                                        |                                                              |                                            |                                          |                                        |                                        |
| 4     | Ouverture / Fermeture 31 août 2015 / 03 septembre 2017 | Longueur 12 km                         | Durée 30 min                           | Nb. d’arrêts 34                        | Matériel Mercedes-Benz Citaro Heuliez GX 327                 | Jours de fonctionnement L, Ma, Me, J, V, S | Jour / Soir / Nuit / Fêtes O / N / N / N | Voy. / an —                            | Exploitant STUB                        |
| 4     | Desserte : - Villes et lieux desservis : Bourges, Aéroport, Villeneuve, Nation et Hôpital. - Principaux arrêts : Bois Verts • Airville • Les Ailes • Mermoz • Goulevents • St-Henri • Bardoux • Juranville • Nation • Planchat • Poulies • Parmentier • St Bonnet • A.France • Lahitolle • Pignoux • L.E.P • Hôpital |                                        |                                        |                                        |                                                              |                                            |                                          |                                        |                                        |
| 4     | Autre : - Modification de la ligne : Le quartier de Villeneuve est relié à l’Hôpital. Elle relie désormais le quartier Aéroport à l'Hôpital. Après l'arrêt "Planchat", la ligne 4 emprunte l'avenue Jean-Jaurès et dessert les arrêts "Poulies", "Prés Fichaux", "Gare SNCF", "Pierre Sémard", "Centre Nautique" et "Parmentier". - Arrêts non accessibles aux UFR : Bois verts, Brassens, Les perches, Mermoz, Farman, Guilbeau, Poulies, Pierre Sémard, Parmentier, Anatole France, Strasbourg, Robespierre, Lapparent, L.E.P, Gadeaux. - Amplitudes horaires : La ligne fonctionne du lundi au samedi et les vacances scolaires de 6 h 15 à 20 h 05. La ligne a une fréquence de passage de 25 min. - Équipement et information : La ligne possède des Bornes d'Information aux Voyageur sur 5 arrêts et des annonces sonores et visuelles des arrêts dans les bus. |                                        |                                        |                                        |                                                              |                                            |                                          |                                        |                                        |
| 4     | Dernière actualisation : — |                                        |                                        |                                        |                                                              |                                            |                                          |                                        |                                        |
| 5     | Ligne 5 | Ligne 5                                | Ligne 5                                | Ligne 5                                | Ligne 5                                                      | Ligne 5                                    | Ligne 5                                  | Ligne 5                                | Ligne 5                                |
| 5     | Hôpital ⥋ Foulonne via CREPS |                                        |                                        |                                        |                                                              |                                            |                                          |                                        |                                        |
| 5     | Ouverture / Fermeture 26 août 2013 / 03 septembre 2017 | Longueur 11 km                         | Durée 30 min                           | Nb. d’arrêts 37 à 39                   | Matériel Renault Agora L Mercedes-Benz Citaro Heuliez GX 327 | Jours de fonctionnement L, Ma, Me, J, V, S | Jour / Soir / Nuit / Fêtes O / — / N / N | Voy. / an —                            | Exploitant STUB                        |
| 5     | Desserte : - Villes et lieux desservis : Bourges, Hôpital, Nation, CREPS et Foulonne. - Principaux arrêts : Foulonne • CREPS • Turly • Franz Lehar • Charité • Gare SNCF • Poulies • Planchat • Nation • Juranville • Auron • Europe • Séraucourt • Joffre • Jacques-Cœur • Guerry • Pyrotechnie • Sembat • Hôpital |                                        |                                        |                                        |                                                              |                                            |                                          |                                        |                                        |
| 5     | Autre : - Modification de la ligne : Le CREPS est maintenant desservi. La ligne 5 constitue une ligne importante du réseau car elle desservit de nombreux pôles comme le quartier « Maréchal Juin », le CREPS, les établissements scolaires et universitaires (rue de Turly, rue Jean-Baffier), la gare SNCF, le centre-ville de Bourges et le Centre hospitalier. - Arrêts non accessibles aux UFR : Foulonne, Creps, Saint-Michel, Politzer, D'Alembert, Montesquieu, Helvetius, Gaston Berger, Amandines, F.Léhar, Arthur Rimbaud (en direction de Nation), Charité, P.Sémard, Poulies, Sérocourt, Joffre, Napoléon III, Guerry, Sembat, Cne Locard, Dumones, Thyzons. - Amplitudes horaires : La ligne fonctionne du lundi au samedi et les vacances scolaires de 5 h 55 à 20 h 05. La ligne a une fréquence de passage de 25 min. - Équipement et information : La ligne possède des Bornes d'Information aux Voyageur sur 6 arrêts et des annonces sonores et visuelles des arrêts dans les bus. |                                        |                                        |                                        |                                                              |                                            |                                          |                                        |                                        |
| 5     | Dernière actualisation : — |                                        |                                        |                                        |                                                              |                                            |                                          |                                        |                                        |
| 8     | Ligne 8 | Ligne 8                                | Ligne 8                                | Ligne 8                                | Ligne 8                                                      | Ligne 8                                    | Ligne 8                                  | Ligne 8                                | Ligne 8                                |
| 8     | Bourges Nation ⥋ Saint-Florent-sur-Cher ↔ Massœuvre |                                        |                                        |                                        |                                                              |                                            |                                          |                                        |                                        |
| 8     | Ouverture / Fermeture 26 août 2013 / 03 septembre 2017 | Longueur 18 à 22 km                    | Durée 40 min                           | Nb. d’arrêts 20, 21, 24 à 25           | Matériel Mercedes-Benz Citaro Heuliez GX 327                 | Jours de fonctionnement L, Ma, Me, J, V, S | Jour / Soir / Nuit / Fêtes O / N / N / N | Voy. / an —                            | Exploitant STUB                        |
| 8     | Desserte : - Villes et lieux desservis : Bourges, Nation, Le Subdray, Saint-Florent-sur-Cher et Massœuvre. - Principaux arrêts : Nation • Juranville • Bardoux • Jean-Jacques Rousseau St-Henri • Goulevents • Les Ailes • Chambre de commerce • Verniller • Aérospatiale • Lycée Agricole • Le Subdray • Z.I • Général Leclerc • Supermarché • République • Salengro • Entrée du Bourg • Massœuvre |                                        |                                        |                                        |                                                              |                                            |                                          |                                        |                                        |
| 8     | Autre : - Modification de la ligne : La ligne dessert le village de Le Subdray et de Massœuvre seulement sur certains horaires. La ZAC Cézar n’est plus desservie. - Arrêts non accessibles aux UFR : "Jean-Jacques Rousseau" (en direction de Saint-Florent), Chambre de Commerce, Verniller, Aérospatiale, Route du Subdray, Z.I, Verdun, Général Leclerc, Supermarché, Ecoles, République, Salengro, La Chaise, Voltout, Entrée du bourg, Massœuvre. - Amplitudes horaires : La ligne fonctionne du lundi au samedi et les vacances scolaires de 5 h 45 à 20 h 40. La ligne a une fréquence de passage de 35 min. - Équipement et information : La ligne possède des Bornes d'Information aux Voyageur sur 3 arrêts et des annonces sonores et visuelles des arrêts dans les bus. |                                        |                                        |                                        |                                                              |                                            |                                          |                                        |                                        |
| 8     | Dernière actualisation : — |                                        |                                        |                                        |                                                              |                                            |                                          |                                        |                                        |
| 11A   | Ligne 11A | Ligne 11A                              | Ligne 11A                              | Ligne 11A                              | Ligne 11A                                                    | Ligne 11A                                  | Ligne 11A                                | Ligne 11A                              | Ligne 11A                              |
| 11A   | Bourges Nation ⥋ Saint-Doulchard |                                        |                                        |                                        |                                                              |                                            |                                          |                                        |                                        |
| 11A   | Ouverture / Fermeture 26 août 2013 / 03 septembre 2017 | Longueur 14 km                         | Durée 25 min                           | Nb. d’arrêts 25                        | Matériel Mercedes-Benz Citaro Heuliez GX 327                 | Jours de fonctionnement L, Ma, Me, J, V, S | Jour / Soir / Nuit / Fêtes O / N / N / N | Voy. / an —                            | Exploitant STUB                        |
| 11A   | Desserte : - Villes et lieux desservis : Bourges, Nation, Gare SNCF, Marie de Saint-Doulchard, Collèges, Hôpital Guillaume de Varye et route de Saint-Doulchard - Principaux arrêts : Nation • Planchat • Poulies • Gare SNCF • Prés-Le-Roi • Mairie • Collège • C. Commercial St Doulchard • Détour du Pavé • Croix de Varye • Le Bourg • Les Vignes |                                        |                                        |                                        |                                                              |                                            |                                          |                                        |                                        |
| 11A   | Autre : - Modification de la ligne : La ligne forme une boucle avec la ligne 11B pour permettre un bus toutes les 25 min et un déplacement interne dans Saint-Doulchard. - Arrêts non accessibles aux UFR : Poulies, Prés-le-Roi, Verdun, Saint-Sulpice, Muraille-Blanche, Le bourg, Varye, Centre des loisirs, Croix de Varye, Darlowo, Boisselés, Détour du Pavé. - Amplitudes horaires : La ligne fonctionne du lundi au samedi et les vacances scolaires de 6 h 15 à 20 h 10. La ligne a une fréquence de passage de 25 min. - Équipement et information : La ligne possède des Bornes d'Information aux Voyageur sur 4 arrêts et des annonces sonores et visuelles des arrêts dans les bus. |                                        |                                        |                                        |                                                              |                                            |                                          |                                        |                                        |
| 11A   | Dernière actualisation : — |                                        |                                        |                                        |                                                              |                                            |                                          |                                        |                                        |
| 11B   | Ligne 11B | Ligne 11B                              | Ligne 11B                              | Ligne 11B                              | Ligne 11B                                                    | Ligne 11B                                  | Ligne 11B                                | Ligne 11B                              | Ligne 11B                              |
| 11B   | Bourges Nation ⥋ Saint-Doulchard |                                        |                                        |                                        |                                                              |                                            |                                          |                                        |                                        |
| 11B   | Ouverture / Fermeture 26 août 2013 / 03 septembre 2017 | Longueur 14 km                         | Durée 20 min                           | Nb. d’arrêts 25                        | Matériel Mercedes-Benz Citaro Heuliez GX 327                 | Jours de fonctionnement L, Ma, Me, J, V, S | Jour / Soir / Nuit / Fêtes O / N / N / N | Voy. / an —                            | Exploitant STUB                        |
| 11B   | Desserte : Nation, Gare SNCF et Saint-Doulchard - Villes et lieux desservis : Bourges, Nation, Gare SNCF, Marie de Saint-Doulchard, Collèges, Hôpital Guillaume de Varye et route de Saint-Doulchard - Principaux arrêts : Nation • Planchat • Poulies • gare SNCF • Prés-Le-Roi • Mairie • Collège • C.Commercial St Doulchard • Détour du Pavé • Croix de varye • Le Bourg • Les Vignes |                                        |                                        |                                        |                                                              |                                            |                                          |                                        |                                        |
| 11B   | Autre : - Modification de la ligne : La ligne forme une boucle avec la ligne 11B pour permettre un bus toutes les 25 min et un déplacement interne dans Saint-Doulchard. - Arrêts non accessibles aux UFR : Poulies, Prés-le-Roi, Verdun, Saint-Sulpice, Muraille-Blanche, Le bourg, Varye, Centre des loisirs, Croix de Varye, Darlowo, Boisselés, Détour du Pavé. - Amplitudes horaires : La ligne fonctionne du lundi au samedi et les vacances scolaires de 6 h 15 à 20 h 10. La ligne a une fréquence de passage de 25 min. - Équipement et information : La ligne possède des Bornes d'Information aux Voyageur sur 4 arrêts et des annonces sonores et visuelles des arrêts dans les bus. |                                        |                                        |                                        |                                                              |                                            |                                          |                                        |                                        |
| 11B   | Dernière actualisation : — |                                        |                                        |                                        |                                                              |                                            |                                          |                                        |                                        |

#### Lignes classiques
| Ligne | Caractéristiques | Caractéristiques                         | Caractéristiques                         | Caractéristiques                         | Caractéristiques                                            | Caractéristiques                           | Caractéristiques                         | Caractéristiques                         | Caractéristiques                                  |
| 6     | Ligne 6 | Ligne 6                                  | Ligne 6                                  | Ligne 6                                  | Ligne 6                                                     | Ligne 6                                    | Ligne 6                                  | Ligne 6                                  | Ligne 6                                           |
| 6     | Bourges Nation ⥋ La Chapelle-Saint-Ursin | Bourges Nation ⥋ La Chapelle-Saint-Ursin | Bourges Nation ⥋ La Chapelle-Saint-Ursin | Bourges Nation ⥋ La Chapelle-Saint-Ursin | Bourges Nation ⥋ La Chapelle-Saint-Ursin                    | Bourges Nation ⥋ La Chapelle-Saint-Ursin   | Bourges Nation ⥋ La Chapelle-Saint-Ursin | Bourges Nation ⥋ La Chapelle-Saint-Ursin | Bourges Nation ⥋ La Chapelle-Saint-Ursin          |
| ----- | --- | ---------------------------------------- | ---------------------------------------- | ---------------------------------------- | ----------------------------------------------------------- | ------------------------------------------ | ---------------------------------------- | ---------------------------------------- | ------------------------------------------------- |
| 6     | Ouverture / Fermeture 26 août 2013 / — | Longueur 8 km                            | Durée 40 min                             | Nb. d’arrêts 15                          | Matériel Mercedes-Benz Citaro Heuliez GX 327                | Jours de fonctionnement L, Ma, Me, J, V, S | Jour / Soir / Nuit / Fêtes O / N / N / N | Voy. / an —                              | Exploitant STUB                                   |
| 6     | Desserte : - Villes et lieux desservis : Bourges Nation et La Chapelle-Saint-Ursin. - Principaux arrêts : Nation • Prado • Avenir • Saint Exupéry • Louis Armand • Les tilleuls • Ecoles • Accacias • Mairie • Les patureaux |                                          |                                          |                                          |                                                             |                                            |                                          |                                          |                                                   |
| 6     | Autre : - Modification de la ligne : Terminus Les Patureaux. La ligne a été restructurée pour mieux desservir La Chapelle-Saint-Ursin et la desserte de Morthomiers n'est plus effectuée par cette ligne. - Arrêts non accessibles aux UFR : Saint-Exupéry, Beauregard, Commandant Malbert, Louis Armand, Les Tilleuls, Pelvet, Ecoles, Acacias, Mairie, Les Patureaux. - Amplitudes horaires : La ligne fonctionne du lundi au samedi et les vacances scolaires de 6 h 10 à 19 h 55. La ligne a une fréquence de passage de 1 h. - Équipement et information : La ligne possède des Bornes d'Information aux Voyageur sur 1 arrêt et des annonces sonores et visuelles des arrêts dans les bus. |                                          |                                          |                                          |                                                             |                                            |                                          |                                          |                                                   |
| 6     | Dernière actualisation : — |                                          |                                          |                                          |                                                             |                                            |                                          |                                          |                                                   |
| 7     | Ligne 7 | Ligne 7                                  | Ligne 7                                  | Ligne 7                                  | Ligne 7                                                     | Ligne 7                                    | Ligne 7                                  | Ligne 7                                  | Ligne 7                                           |
| 7     | Chancellerie ⥋ Hôpital |                                          |                                          |                                          |                                                             |                                            |                                          |                                          |                                                   |
| 7     | Ouverture / Fermeture 26 août 2013 / 03 septembre 2017 | Longueur 8 km                            | Durée 20 min                             | Nb. d’arrêts 15                          | Matériel Mercedes-Benz Citaro Heuliez GX 327                | Jours de fonctionnement L, Ma, Me, J, V, S | Jour / Soir / Nuit / Fêtes O / N / N / N | Voy. / an —                              | Exploitant STUB                                   |
| 7     | Desserte : - Villes et lieux desservis : Bourges, Chancellerie et Hôpital. - Principaux arrêts : Poncarré • Libération • Cothenet • Jean-Moulin • Mallarmé • De Lattre • Centre commercial • Pignoux • Pyrotechnie • Sembat • Thyzons • Hôpital. |                                          |                                          |                                          |                                                             |                                            |                                          |                                          |                                                   |
| 7     | Autre : - Modification de la ligne' : La ligne ne passe pas par le pôle d'échange de La Nation, elle a été prolongée jusqu'à l'arrêt Poincaré pour mieux desservir le quartier de la Chancellerie et faire une boucle en rejoignant l'avenue du Maréchal-de-Lattre-de-Tassigny en passant par les arrets "Pierre et Marie Curie", "Général de Gaulle" et "Holbein". La ligne dessert aussi le technopole Lahitolle par un nouvel arret : "Technopole". - Arrêts non accessibles aux UFR : Jean-Moulin, "Général de Gaulle", "Holbein", De Lattre, Port Sec, Sembat, Capitaine Locard, Dumones, Thyzons. - Amplitudes horaires : La ligne fonctionne du lundi au samedi et les vacances scolaires de 7 h 30 à 18 h 30. La ligne a une fréquence de passage de 1 h. - Équipement et information : La ligne possède des Bornes d'Information aux Voyageur sur 2 arrêts et des annonces sonores et visuelles des arrêts dans les bus. |                                          |                                          |                                          |                                                             |                                            |                                          |                                          |                                                   |
| 7     | Dernière actualisation : — |                                          |                                          |                                          |                                                             |                                            |                                          |                                          |                                                   |
| 9     | Ligne 9 | Ligne 9                                  | Ligne 9                                  | Ligne 9                                  | Ligne 9                                                     | Ligne 9                                    | Ligne 9                                  | Ligne 9                                  | Ligne 9                                           |
| 9     | Bourges Nation ⥋ Pierrelay ↔ Pâtureaux ↔ Morthomiers |                                          |                                          |                                          |                                                             |                                            |                                          |                                          |                                                   |
| 9     | Ouverture / Fermeture 26 août 2013 / — | Longueur 13 km                           | Durée 35 min                             | Nb. d’arrêts 23                          | Matériel Mercedes-Benz Citaro Heuliez GX 327                | Jours de fonctionnement L, Ma, Me, J, V, S | Jour / Soir / Nuit / Fêtes O / N / N / N | Voy. / an —                              | Exploitant STUB                                   |
| 9     | Desserte : - Villes et lieux desservis : Bourges, Nation, Pierrelay, Pâtureaux, La Chapelle-Saint-Ursin et Morthomiers - Principaux arrêts : Nation • Prado • Pré-Doulet • Avenir • Vauvert • Z.I n°2 • Pierrelay • Avertin • Les Grenades • Les Pâtureaux • Mairie de La Chapelle-Saint-Ursin • Eminence • Les chaumes • Orchidée • Zones d'activités • Morthomiers Mairie. |                                          |                                          |                                          |                                                             |                                            |                                          |                                          |                                                   |
| 9     | Autre : - Modification de la ligne : La ligne est prolongée à Morthomiers et ne passe plus par l'hôpital. Elle offre une meilleure desserte de la ville de La Chapelle-Saint-Ursin. - Arrêts non accessibles aux UFR : Prado, Marguerite de Navarre, Charbonneux, Vauvert, Messagers, Pascaud, Tortu, ZI n°2, Thyssen, Pierrelay, Ecluse, Avertins, Les Grenades, Les Patureaux, Mairie, Eminances, Les Chaumes, Orchidée, Zones d'activités. - Amplitudes horaires : La ligne fonctionne du lundi au samedi et les vacances scolaires de 6 h 30 à 19 h 30. La ligne a une fréquence de passage de 1 h. - Équipement et information : La ligne possède des Bornes d'Information aux Voyageur sur 1 arrêt et des annonces sonores et visuelles des arrêts dans les bus. |                                          |                                          |                                          |                                                             |                                            |                                          |                                          |                                                   |
| 9     | Dernière actualisation : — |                                          |                                          |                                          |                                                             |                                            |                                          |                                          |                                                   |
| 10    | Ligne 10 | Ligne 10                                 | Ligne 10                                 | Ligne 10                                 | Ligne 10                                                    | Ligne 10                                   | Ligne 10                                 | Ligne 10                                 | Ligne 10                                          |
| 10    | Bourges Nation ⥋ Fussy ↔ Pigny |                                          |                                          |                                          |                                                             |                                            |                                          |                                          |                                                   |
| 10    | Ouverture / Fermeture 26 août 2013 / 03 septembre 2017 | Longueur 16 km                           | Durée 35 min                             | Nb. d’arrêts 26                          | Matériel Mercedes-Benz Citaro Heuliez GX 317                | Jours de fonctionnement L, Ma, Me, J, V, S | Jour / Soir / Nuit / Fêtes O / N / N / N | Voy. / an —                              | Exploitant STUB                                   |
| 10    | Desserte : - Villes et lieux desservis : Bourges, Fussy et Pigny - Principaux arrêts : Nation • Planchat • Poulies • Parmentier • Edouard Vailland • La Butte • Général de Gaulle • Romain Rolland • Corneille • La Gravette • Les Craies • Fussy • Bel Air • Lisy St Michel • Villeneuve • Mairie • Les Tuileries • Pigny. |                                          |                                          |                                          |                                                             |                                            |                                          |                                          |                                                   |
| 10    | Autre : - Modification de la ligne : La ligne empreinte l'itinéraire plus rapide en supprimant la boucle de Lisy St-Michel. - Arrêts non accessibles aux UFR : E.Vaillant, Beauvoir, M.Dormoy, La Butte, Général de Gaulle, Holbein, "Romain Rolland", Corneille, Eschbach, La Gravette, L'Arcade, Les Craies, ', Bel Air, Papin, Les Chardons, Les Casseriaux, Villeneuve, Mairie, Les Tuileries, Pigny. - Amplitudes horaires : La ligne fonctionne du lundi au samedi et les vacances scolaires de 6 h 20 à 20 h 20. La ligne a une fréquence de passage de 8 allers-retours par jour. - Équipement et information : La ligne possède des Bornes d'Information aux Voyageur sur 3 arrêts et des annonces sonores et visuelles des arrêts dans les bus. |                                          |                                          |                                          |                                                             |                                            |                                          |                                          |                                                   |
| 10    | Dernière actualisation : — |                                          |                                          |                                          |                                                             |                                            |                                          |                                          |                                                   |
| 13    | Ligne 13 | Ligne 13                                 | Ligne 13                                 | Ligne 13                                 | Ligne 13                                                    | Ligne 13                                   | Ligne 13                                 | Ligne 13                                 | Ligne 13                                          |
| 13    | Bourges Nation ⥋ Trouy |                                          |                                          |                                          |                                                             |                                            |                                          |                                          |                                                   |
| 13    | Ouverture / Fermeture — / — | Longueur 11 km                           | Durée 20 min                             | Nb. d’arrêts 20                          | Matériel Mercedes-Benz Citaro Heuliez GX 317                | Jours de fonctionnement L, Ma, Me, J, V, S | Jour / Soir / Nuit / Fêtes O / N / N / N | Voy. / an —                              | Exploitant STUB                                   |
| 13    | Desserte : - Villes et lieux desservis : Bourges, Nation et Trouy - Principaux arrêts : Nation • Juranville • Bardoux • Barbes • Beugnon • Jules Guesde • Roland-Garros • Les Talleries • Pertuisane • Saint Hélène • Les Mondors • Givray • Grand chemin • Temps Libre • Ecoles du Bourg • Eglise |                                          |                                          |                                          |                                                             |                                            |                                          |                                          |                                                   |
| 13    | Autre : - Modification de la ligne : L'offre reste identique à l'année précédente. - Arrêts non accessibles aux UFR : Barbes, Beugnon, Jules-Guesde, Jean-Brivot, Les Talleries, Fanal, Pertuisane, Les Mondores, Givray, Grand Chemin, Eglise. - Amplitudes horaires : La ligne fonctionne du lundi au samedi et les vacances scolaires de 6 h 05 à 20 h 00. La ligne a une fréquence de passage de 1 h - Équipement et information : La ligne possède des Bornes d'Information aux Voyageur sur 3 arrêts et des annonces sonores et visuelles des arrêts dans les bus. |                                          |                                          |                                          |                                                             |                                            |                                          |                                          |                                                   |
| 13    | Dernière actualisation : — |                                          |                                          |                                          |                                                             |                                            |                                          |                                          |                                                   |
| 14    | Ligne 14 | Ligne 14                                 | Ligne 14                                 | Ligne 14                                 | Ligne 14                                                    | Ligne 14                                   | Ligne 14                                 | Ligne 14                                 | Ligne 14                                          |
| 14    | Bourges Nation ⥋ ZAC Prospective |                                          |                                          |                                          |                                                             |                                            |                                          |                                          |                                                   |
| 14    | Ouverture / Fermeture 26 août 2013 / 03 septembre 2017 | Longueur 8 km                            | Durée 20 min                             | Nb. d’arrêts 22                          | Matériel Mercedes-Benz Citaro Heuliez GX 317                | Jours de fonctionnement L, Ma, Me, J, V, S | Jour / Soir / Nuit / Fêtes O / N / N / N | Voy. / an —                              | Exploitant STUB                                   |
| 14    | Desserte : - Villes et lieux desservis : Bourges, Nation, Asnières et ZAC prospective - Principaux arrêts : Nation • Planchat • Poulies • Prés Fichaux • Gare SNCF • Verdun • Mairie • College • Général de Gaulle • Malitorne • Les Sandins • Billant • Prospective • Gauchère • Coulangis. |                                          |                                          |                                          |                                                             |                                            |                                          |                                          |                                                   |
| 14    | Autre : - Modification de la ligne : La ligne effectue 8 allers retours dans la journée. L’itinéraire est modifié pour desservir la ville de Saint-Doulchard et Asnières. - Arrêts non accessibles aux UFR : Poulies, Prés le Roi, Verdun, Malitorne, Pieds blanc, Les Sandins, Gauchère, Mery-Es-Bois, Coulangis, Sablons. - Amplitudes horaires : La ligne fonctionne du lundi au vendredi et les vacances scolaires de 7 h 30 à 18 h 40. La ligne a une fréquence de passage de 8 allers-retours par jour. - Équipement et information : La ligne possède des Bornes d'Information aux Voyageur sur 3 arrêts et des annonces sonores et visuelles des arrêts dans les bus. |                                          |                                          |                                          |                                                             |                                            |                                          |                                          |                                                   |
| 14    | Dernière actualisation : — |                                          |                                          |                                          |                                                             |                                            |                                          |                                          |                                                   |
| 15    | Ligne 15 | Ligne 15                                 | Ligne 15                                 | Ligne 15                                 | Ligne 15                                                    | Ligne 15                                   | Ligne 15                                 | Ligne 15                                 | Ligne 15                                          |
| 15    | Bourges Nation ⥋ Golf ↔ Plaimpied-Givaudins |                                          |                                          |                                          |                                                             |                                            |                                          |                                          |                                                   |
| 15    | Ouverture / Fermeture 26 août 2013 / 03 septembre 2017 | Longueur 9 km                            | Durée 30 min                             | Nb. d’arrêts 23 à 32                     | Matériel Mercedes-Benz Citaro Heuliez GX 317                | Jours de fonctionnement L, Ma, Me, J, V, S | Jour / Soir / Nuit / Fêtes O / N / N / N | Voy. / an —                              | Exploitant STUB                                   |
| 15    | Desserte : - Villes et lieux desservis : Bourges, Nation, Golf et Plaimpied-Givaudins - Principaux arrêts : Nation • Juranville • Auron • Europe • Joffre • Abbé Moreux • Garcin • Renoir • Léo Lagrange • Pijolins • Justices • Centre Aéré • La Rottée • Becker • Golf • Le Porche • Porte de plaimpied • Givaudins • Vaurou • Eglise • La Paille • Grande Ruesse. |                                          |                                          |                                          |                                                             |                                            |                                          |                                          |                                                   |
| 15    | Autre : - Modification de la ligne : Prolongement de la ligne vers Plaimpied-Givaudins(fusion avec la ligne N°16) : Pour les habitants de Plaimpied, plus besoin de réserver son transport. Renforcement des correspondances avec les horaires d’entrées et de sorties des établissements. La boucle rue Éric-Labonne n’est plus effectuée. - Arrêts non accessibles aux UFR : Séraucourt, Joffre, Garcin, Provence, Léo Lagrange, Fileuses, Pigolins, Justice, Centre aéré, Les Peintres, Picasso, La Rottée, Becker, Camille Claudel, Yves Montand, Golf, Le Porche, Givaudins, Vauroux, Cimetière, Eglise, Les Bouloises, La Paille, Grande Ruesses. - Amplitudes horaires : La ligne fonctionne du lundi au samedi et les vacances scolaires de 6 h 15 à 19 h 50. La ligne a une fréquence de passage de 45 min pour le Golf et effectue 8 allers-retours par jour vers Plaimpied-Givaudins. - Équipement et information : La ligne possède des Bornes d'Information aux Voyageur sur 4 arrêts et des annonces sonores et visuelles des arrêts dans les bus. |                                          |                                          |                                          |                                                             |                                            |                                          |                                          |                                                   |
| 15    | Dernière actualisation : — |                                          |                                          |                                          |                                                             |                                            |                                          |                                          |                                                   |
| 16    | Ligne 16 | Ligne 16                                 | Ligne 16                                 | Ligne 16                                 | Ligne 16                                                    | Ligne 16                                   | Ligne 16                                 | Ligne 16                                 | Ligne 16                                          |
| 16    | Bourges Nation ⥋ Marmagne ↔ Berry-Bouy |                                          |                                          |                                          |                                                             |                                            |                                          |                                          |                                                   |
| 16    | Ouverture / Fermeture 26 août 2013 / 03 septembre 2017 | Longueur 24 km                           | Durée 40 min                             | Nb. d’arrêts 9                           | Matériel Mercedes-Benz Citaro Heuliez GX 317                | Jours de fonctionnement L, Ma, Me, J, V, S | Jour / Soir / Nuit / Fêtes O / N / N / N | Voy. / an —                              | Exploitant STUB                                   |
| 16    | Desserte : - Villes et lieux desservis : Bourges, Nation, Saint-Doulchard, Marmagne et Berry-Bouy - Principaux arrêts : Nation • Prado • Pré-Doulet • Centre Commercial St Doulchard • Détour du Pavé • Le Tronc • Berry-Bouy • Graire • Bouy • Presle • Marmagne. |                                          |                                          |                                          |                                                             |                                            |                                          |                                          |                                                   |
| 16    | Autre : - Modification de la ligne : La ligne a pris le n° 16. L'itinéraire reste identique. - Arrêts non accessibles aux UFR : Prado, Détour du Pavé, Le Tronc, Berry Bouy, Bouy, Grairie, Presle, Marmagne. - Amplitudes horaires : La ligne fonctionne du lundi au samedi et les vacances scolaires de 7 h 00 à 14 h 00 dans le sens Marmagne-Bourges et de 12 h 20 à 19 h 00 Dans le sens Marmagne-Bourges. La ligne a une fréquence de passage de 3 allers-retours le matin et le soir. - Équipement et information : La ligne possède des Bornes d'Information aux Voyageur sur 2 arrêts et des annonces sonores et visuelles des arrêts dans les bus. |                                          |                                          |                                          |                                                             |                                            |                                          |                                          |                                                   |
| 16    | Dernière actualisation : — |                                          |                                          |                                          |                                                             |                                            |                                          |                                          |                                                   |
| 17    | Ligne 17 | Ligne 17                                 | Ligne 17                                 | Ligne 17                                 | Ligne 17                                                    | Ligne 17                                   | Ligne 17                                 | Ligne 17                                 | Ligne 17                                          |
| 17    | Bourges Nation ⥋ César Zac ↔ Echangeur |                                          |                                          |                                          |                                                             |                                            |                                          |                                          |                                                   |
| 17    | Ouverture / Fermeture 26 août 2013 / 03 septembre 2017 | Longueur 9 km                            | Durée 25 min                             | Nb. d’arrêts 18                          | Matériel Mercedes-Benz Citaro Heuliez GX 317                | Jours de fonctionnement L, Ma, Me, J, V, S | Jour / Soir / Nuit / Fêtes O / N / N / N | Voy. / an —                              | Exploitant STUB                                   |
| 17    | Desserte : - Villes et lieux desservis : Bourges, Nation et la Zac Echangeur - Principaux arrêts : Nation • Juranville • Bardoux • Jean-Jacques Rousseau • Goulevants • Cimetière • Les ailes • Chambre de commerce • Météo • Beaulieu • Cézar • Chagnière • Echangeur • Charles Pathé |                                          |                                          |                                          |                                                             |                                            |                                          |                                          |                                                   |
| 17    | Autre : - Modification de la ligne : La desserte du ZAC Cézar est désormais effectuée par la ligne 17 en complément de celle des parcs Echangeur et Beaulieu d’ores et déjà desservis. Le départ est avancé a Nation et ne dessert plus la Gare SNCF. - Arrêts non accessibles aux UFR : Chambre de Commerce, Durand, Météo, Beaulieu, M. Dassault, César, Chagnières, Echangeur, Charles Pathé. - Amplitudes horaires : La ligne fonctionne du lundi au samedi et les vacances scolaires de 7 h 30 à 18 h 30. La ligne a une fréquence de passage de 6 allers-retours par jour. - Équipement et information : La ligne possède des Bornes d'Information aux Voyageur sur 3 arrêts et des annonces sonores et visuelles des arrêts dans les bus. |                                          |                                          |                                          |                                                             |                                            |                                          |                                          |                                                   |
| 17    | Dernière actualisation : — |                                          |                                          |                                          |                                                             |                                            |                                          |                                          |                                                   |
| 18    | Ligne 18 | Ligne 18                                 | Ligne 18                                 | Ligne 18                                 | Ligne 18                                                    | Ligne 18                                   | Ligne 18                                 | Ligne 18                                 | Ligne 18                                          |
| 18    | Gare SNCF ⥋ DGA |                                          |                                          |                                          |                                                             |                                            |                                          |                                          |                                                   |
| 18    | Ouverture / Fermeture — / — | Longueur 10 km                           | Durée 20 min                             | Nb. d’arrêts 18                          | Matériel Mercedes-Benz                                      | Jours de fonctionnement L, Ma, Me, J, V, S | Jour / Soir / Nuit / Fêtes O / N / N / N | Voy. / an —                              | Exploitant STUB                                   |
| 18    | Desserte : - Villes et lieux desservis : Bourges, Gare SNCF et DGA - Principaux arrêts : Gare SNCF • Centre nautique • Parmentier • St Bonnet • N. Leblanc • A. France • Robespierre • Fonds Gaidons • Thysons • DGA/ETBS |                                          |                                          |                                          |                                                             |                                            |                                          |                                          |                                                   |
| 18    | Autre : - Modification de la ligne : Cette ligne n'est pas assurée lors de la fermeture de la DGA/ETBS. Elle ne passe pas par le pôle d'échange de la Nation. - Arrêts non accessibles aux UFR : Pierre Sémard, Centre Nautique, Anatole France, Strasbourg, Robespierre, Fonds Gaidons, Sembat, Capitaine Locard, Dumones, Thyzons, DGA. - Amplitudes horaires : La ligne fonctionne du lundi au vendredi et les vacances scolaires avec un aller à 7 h 35 vers la DGA et un retour à 17 h 00 vers Nation. - Équipement et information : La ligne possède une Bornes d'Information aux Voyageur sur 1 arrêt. |                                          |                                          |                                          |                                                             |                                            |                                          |                                          |                                                   |
| 18    | Dernière actualisation : — |                                          |                                          |                                          |                                                             |                                            |                                          |                                          |                                                   |
| 19    | Ligne 19 | Ligne 19                                 | Ligne 19                                 | Ligne 19                                 | Ligne 19                                                    | Ligne 19                                   | Ligne 19                                 | Ligne 19                                 | Ligne 19                                          |
| 19    | Bourges Nation ⥋ DGA |                                          |                                          |                                          |                                                             |                                            |                                          |                                          |                                                   |
| 19    | Ouverture / Fermeture — / — | Longueur 11 km                           | Durée 20 min                             | Nb. d’arrêts 16                          | Matériel Variable (véhicules departementaux de STI Bourges) | Jours de fonctionnement L, Ma, Me, J, V, S | Jour / Soir / Nuit / Fêtes O / N / N / N | Voy. / an —                              | Exploitant STI Bourges groupe RATP (St-Doulchard) |
| 19    | Desserte : - Villes et lieux desservis : Bourges, Nation et DGA - Principaux arrêts : Nation • Juranville • Auron • Europe • Séraucourt • A. Hervet • Berthelot • Allende • Labonne • Bourdelle • H. Boyer • Picasso • Les Peintres • Centre Aéré • DGA |                                          |                                          |                                          |                                                             |                                            |                                          |                                          |                                                   |
| 19    | Autre : - Modification de la ligne : Cette ligne n'est pas assurée lors de la fermeture de la DGA/ETBS. - Arrêts non accessibles aux UFR : Berthelot, Allende, Labonne, Bourdelle, Hipollyte Boyer, La rottée, Picasso, Les Peintres, Centre Aéré, DGA. - Amplitudes horaires : La ligne fonctionne du lundi au vendredi avec 1 aller à 7 h 35 vers la DGA et 1 retour à 17 h 00 vers Nation. - Équipement et information : La ligne possède une Bornes d'Information aux Voyageur sur 4 arrêts. |                                          |                                          |                                          |                                                             |                                            |                                          |                                          |                                                   |
| 19    | Dernière actualisation : — |                                          |                                          |                                          |                                                             |                                            |                                          |                                          |                                                   |

### Lignes du dimanche
| Ligne | Caractéristiques | Caractéristiques            | Caractéristiques            | Caractéristiques            | Caractéristiques              | Caractéristiques            | Caractéristiques                         | Caractéristiques            | Caractéristiques            |
| A     | Ligne A | Ligne A                     | Ligne A                     | Ligne A                     | Ligne A                       | Ligne A                     | Ligne A                                  | Ligne A                     | Ligne A                     |
| A     | Asnières/Foulonne ⥋ Hôpital | Asnières/Foulonne ⥋ Hôpital | Asnières/Foulonne ⥋ Hôpital | Asnières/Foulonne ⥋ Hôpital | Asnières/Foulonne ⥋ Hôpital   | Asnières/Foulonne ⥋ Hôpital | Asnières/Foulonne ⥋ Hôpital              | Asnières/Foulonne ⥋ Hôpital | Asnières/Foulonne ⥋ Hôpital |
| ----- | --- | --------------------------- | --------------------------- | --------------------------- | ----------------------------- | --------------------------- | ---------------------------------------- | --------------------------- | --------------------------- |
| A     | Ouverture / Fermeture 26 août 2013 / 03 septembre 2017 | Longueur 8 km               | Durée 40 min                | Nb. d’arrêts 15             | Matériel Mercedes-Benz Citaro | Jours de fonctionnement D   | Jour / Soir / Nuit / Fêtes O / N / N / N | Voy. / an —                 | Exploitant STUB             |
| A     | Desserte : Asnières, Foulonne, Bourges (nation) et Hôpital. - Principaux arrêts : Grosses Plantes • Danton • Foulonne • Cothenet • Gare SNCF • Planchat • Nation • Juranville • Europe • Pyrotechnie • Hopital |                             |                             |                             |                               |                             |                                          |                             |                             |
| A     | Autre : - Modification de la ligne : Le circuit dans Anières est modifié. L'itinéraire est redressé avenue du Général-de-Gaulle. - Arrêt non disponible aux UFR : Danton, Foulonne, Eschbach, Corneille, Romain Rolland, Jean-Moulin, Poulies, Joffre, Jean de Berry, Jacques-Cœur, Pyrotechnie, Sembat, Cne Locard, Dumones. - Amplitudes horaires : La ligne fonctionne de 13 h 30 à 20 h. - Équipement et information : La ligne possède des Bornes d'Information aux Voyageur sur 7 arrêts et des annonces sonores et visuelles des arrêts dans les bus.                                                                   |                             |                             |                             |                               |                             |                                          |                             |                             |
| A     | Dernière actualisation : — |                             |                             |                             |                               |                             |                                          |                             |                             |
| B     | Ligne B | Ligne B                     | Ligne B                     | Ligne B                     | Ligne B                       | Ligne B                     | Ligne B                                  | Ligne B                     | Ligne B                     |
| B     | Saint-Doulchard ⥋ La rottée |                             |                             |                             |                               |                             |                                          |                             |                             |
| B     | Ouverture / Fermeture 26 août 2013 / 03 septembre 2017 | Longueur 8 km               | Durée 20 min                | Nb. d’arrêts 15             | Matériel Mercedes-Benz Citaro | Jours de fonctionnement D   | Jour / Soir / Nuit / Fêtes O / N / N / N | Voy. / an —                 | Exploitant STUB             |
| B     | Desserte : Saint-Doulchard et La rottée. - Principaux arrêts : Mairie • Détour du Pavé • Croix de Varye • Le bourg • Prés-le-roi • Gare SNCF • Planchat • Nation • Juranville • Europe • Renoir • Lac • La rottée |                             |                             |                             |                               |                             |                                          |                             |                             |
| B     | Autre : - Modification de la ligne : La ligne effectue une boucle pour mieux desservir Saint-Doulchard. - Arret non disponible aux UFR : Poulies, Prés-le-Roi, Détour du Pavé, Verdun, Joffre, Jean de Berry, Jacques-Cœur, Léo Lagrange, Allende, La Rottée. - Amplitudes horaires : La ligne fonctionne de 13 h 30 à 20 h. - Équipement et information : La ligne possède des Bornes d'Information aux Voyageur sur 7 arrêts et des annonces sonores et visuelles des arrêts dans les bus. |                             |                             |                             |                               |                             |                                          |                             |                             |
| B     | Dernière actualisation : — |                             |                             |                             |                               |                             |                                          |                             |                             |
| C     | Ligne C | Ligne C                     | Ligne C                     | Ligne C                     | Ligne C                       | Ligne C                     | Ligne C                                  | Ligne C                     | Ligne C                     |
| C     | Saint-Germain-du-Puy ⥋ Base de Voile |                             |                             |                             |                               |                             |                                          |                             |                             |
| C     | Ouverture / Fermeture 26 août 2013 / 03 septembre 2017 | Longueur 13 km              | Durée 35 min                | Nb. d’arrêts 23             | Matériel Mercedes-Benz Citaro | Jours de fonctionnement D   | Jour / Soir / Nuit / Fêtes O / N / N / N | Voy. / an —                 | Exploitant STUB             |
| C     | Desserte : Saint-Germain-du-Puy et la base de voile. - Principaux arrêts : Terre de chailloux • Place du 8 Mai • Salles des fêtes • Lamartine • Centre-commercial • Pignoux • Europe • Juranville • Nation • Bardoux • Beugnon • R. Garros • Base de voile |                             |                             |                             |                               |                             |                                          |                             |                             |
| C     | Autre : - Modifications de la ligne : Le terminus est déplacé à Terre de chailloux. - Arret non disponible aux UFR : Gendarmerie, Les Ormeaux, Jean Brivot, Jules Guesde, Beugnon, La Fontaine, Bardoux, Marroniers, Malus, Robespierre, Port Sec, Esprit 1, Lamartine, La Fontaine, Pont Réau, Concorde, Les Lilas. - Amplitudes horaires : La ligne fonctionne de 13 h 30 à 20 h. - Équipement et information : La ligne possède des Bornes d'Information aux Voyageur sur 6 arrêts et des annonces sonores et visuelles des arrêts dans les bus.                                                                            |                             |                             |                             |                               |                             |                                          |                             |                             |
| C     | Dernière actualisation : — |                             |                             |                             |                               |                             |                                          |                             |                             |
| D     | Ligne D | Ligne D                     | Ligne D                     | Ligne D                     | Ligne D                       | Ligne D                     | Ligne D                                  | Ligne D                     | Ligne D                     |
| D     | Foulonne ⥋ Aéroport/Saint-Florent-sur-Cher |                             |                             |                             |                               |                             |                                          |                             |                             |
| D     | Ouverture / Fermeture 26 août 2013 / 03 septembre 2017 | Longueur 16 km              | Durée 35 min                | Nb. d’arrêts 26             | Matériel Mercedes-Benz Citaro | Jours de fonctionnement D   | Jour / Soir / Nuit / Fêtes O / N / N / N | Voy. / an —                 | Exploitant STUB             |
| D     | Desserte : Saint-Florent-sur-Cher / Aéroport - Foulonne - Principaux arrêts : Foulonne • Creps • F.Lehar • Gare SNCF • Planchat • Nation • Juranville • Bardoux • Cimetière • Guynemer • Bois Vert • Salengro |                             |                             |                             |                               |                             |                                          |                             |                             |
| D     | Autre : - Modifications de la ligne : Un terminus est désormais assuré a Foulonne. Dessert maintenant le Creps. - Arret non disponible aux UFR : Foulonne, Gaston Berger, Amandines, Collèges, Turly, F. Léhar, Charité, P.Sémard, Poulies, Chambre de Commerce, Verniller, Aérospatiale, Route du Subdray, Vigonnière, Z.I, Verdun, Général Leclerc, Supermarché, Écoles, République, Salengro - Amplitudes horaires : La ligne fonctionne de 13 h 30 à 20 h. - Équipement et information : La ligne possède des Bornes d'Information aux Voyageur sur 4 arrêts et des annonces sonores et visuelles des arrêts dans les bus. |                             |                             |                             |                               |                             |                                          |                             |                             |
| D     | Dernière actualisation : — |                             |                             |                             |                               |                             |                                          |                             |                             |

### Ligne du centre-ville
En fin d'année 2015, les anciennes navettes Gruau Microbus, dont une avait pris feu accidentellement le 17 août 2015 ont été remplacées par des navettes Fiat Ducato III afin de moderniser le parc devenant vieillissant.
| Ligne | Caractéristiques | Caractéristiques                                                        | Caractéristiques                                                        | Caractéristiques                                                        | Caractéristiques                                                        | Caractéristiques                                                        | Caractéristiques                                                        | Caractéristiques                                                        | Caractéristiques                                                        |
| NAV   | navette séraucourt | navette séraucourt                                                      | navette séraucourt                                                      | navette séraucourt                                                      | navette séraucourt                                                      | navette séraucourt                                                      | navette séraucourt                                                      | navette séraucourt                                                      | navette séraucourt                                                      |
| NAV   | (Circulaire) Séraucourt ⥋ Séraucourt via Auron, Planchat et Rue Moyenne | (Circulaire) Séraucourt ⥋ Séraucourt via Auron, Planchat et Rue Moyenne | (Circulaire) Séraucourt ⥋ Séraucourt via Auron, Planchat et Rue Moyenne | (Circulaire) Séraucourt ⥋ Séraucourt via Auron, Planchat et Rue Moyenne | (Circulaire) Séraucourt ⥋ Séraucourt via Auron, Planchat et Rue Moyenne | (Circulaire) Séraucourt ⥋ Séraucourt via Auron, Planchat et Rue Moyenne | (Circulaire) Séraucourt ⥋ Séraucourt via Auron, Planchat et Rue Moyenne | (Circulaire) Séraucourt ⥋ Séraucourt via Auron, Planchat et Rue Moyenne | (Circulaire) Séraucourt ⥋ Séraucourt via Auron, Planchat et Rue Moyenne |
| ----- | --- | ----------------------------------------------------------------------- | ----------------------------------------------------------------------- | ----------------------------------------------------------------------- | ----------------------------------------------------------------------- | ----------------------------------------------------------------------- | ----------------------------------------------------------------------- | ----------------------------------------------------------------------- | ----------------------------------------------------------------------- |
| NAV   | Ouverture / Fermeture 1999 / 03 septembre 2017 | Longueur 3 km                                                           | Durée 15 min                                                            | Nb. d’arrêts 13                                                         | Matériel Fiat Ducato III                                                | Jours de fonctionnement L, Ma, Me, J, V, S                              | Jour / Soir / Nuit / Fêtes O / N / N / N                                | Voy. / an —                                                             | Exploitant STUB                                                         |
| NAV   | Desserte : - Lieux desservis : Bourges, Rue Moyenne, Rue d'auron et Séraucourt. - Principaux arrêts : Séraucourt • Europe • Auron • Labbé • St-Pierre • Arènes • Planchat • Cujas • Témoin • Moyenne • Victor Hugo • Hôtel de Ville. |                                                                         |                                                                         |                                                                         |                                                                         |                                                                         |                                                                         |                                                                         |                                                                         |
| NAV   | Autre : - Modification de la ligne : Le service reste le même. - Arrêts non accessibles aux UFR : Séraucourt, Europe (dans 1 sens), Labbé, Bienfaisance, Arènes, Témoin, Hôtel de Ville. - Amplitudes horaires : La navette a une fréquence de passage de 25 min. (15 min. rue Moyenne). - Équipement et information : La navette possède des cubes intelligents (Iqube) sur 10 arrêts du centre-ville et des annonces sonores et visuelles des arrêts dans les navettes.                                                  |                                                                         |                                                                         |                                                                         |                                                                         |                                                                         |                                                                         |                                                                         |                                                                         |
| NAV   | Dernière actualisation : — |                                                                         |                                                                         |                                                                         |                                                                         |                                                                         |                                                                         |                                                                         |                                                                         |
| NAV   | navette séraucourt | navette séraucourt                                                      | navette séraucourt                                                      | navette séraucourt                                                      | navette séraucourt                                                      | navette séraucourt                                                      | navette séraucourt                                                      | navette séraucourt                                                      | navette séraucourt                                                      |
| NAV   | (Circulaire) Séraucourt ⥋ Séraucourt via St-Bonnet, Avaricum et Rue Moyenne |                                                                         |                                                                         |                                                                         |                                                                         |                                                                         |                                                                         |                                                                         |                                                                         |
| NAV   | Ouverture / Fermeture — / — | Longueur 4 km                                                           | Durée 15 min                                                            | Nb. d’arrêts 13                                                         | Matériel Fiat Ducato III                                                | Jours de fonctionnement L, Ma, Me, J, V, S                              | Jour / Soir / Nuit / Fêtes O / N / N / N                                | Voy. / an —                                                             | Exploitant STUB                                                         |
| NAV   | Desserte : - Lieux desservis : Bourges, Boulevard de la République, Rue Jean-Jaurès et rue Moyenne. - Principaux arrêts : Séraucourt • Europe • Brisson • Charost • Brives • St Bonnet • Parmentier • Prés Fichaux • Poulies • Cujas • Témoin • Moyenne • Victor Hugo • Hôtel de Ville. |                                                                         |                                                                         |                                                                         |                                                                         |                                                                         |                                                                         |                                                                         |                                                                         |
| NAV   | Autre : - Modification de la ligne : Le service reste le même. - Arrêts non accessibles aux UFR : Séraucourt, Europe (dans 1 sens), Brisson, Charost, Brives, St Bonnet, Parmentier, Prés Fichaux, Poulies, Arènes, Témoin, Hôtel de Ville. - Amplitudes horaires : La navette a une fréquence de passage de 35 min (15 min rue Moyenne). - Équipement et information : La navette possède des cubes intelligents (Iqube) sur 10 arrêts du centre-ville et des annonces sonores et visuelles des arrêts dans les navettes. |                                                                         |                                                                         |                                                                         |                                                                         |                                                                         |                                                                         |                                                                         |                                                                         |
| NAV   | Dernière actualisation : — |                                                                         |                                                                         |                                                                         |                                                                         |                                                                         |                                                                         |                                                                         |                                                                         |

### Service à la demande

#### VitaBus
VitaBus est un transport à la demande, avec réservation, valable dans la commune de Saint-Doulchard et de Saint-Germain-du-Puy. Ce service permet de voyager de 9 h à 12 h 30 du lundi au vendredi sur la commune de Saint-Doulchard et de 13 h 30 à 16 h sur celle de Saint-Germain-du-Puy.
| Ligne | Caractéristiques                                                                                       | Caractéristiques                   | Caractéristiques                   | Caractéristiques                   | Caractéristiques                   | Caractéristiques                        | Caractéristiques                         | Caractéristiques                   | Caractéristiques                   |
| VB    | VitaBus Saint-Doulchard                                                                                | VitaBus Saint-Doulchard            | VitaBus Saint-Doulchard            | VitaBus Saint-Doulchard            | VitaBus Saint-Doulchard            | VitaBus Saint-Doulchard                 | VitaBus Saint-Doulchard                  | VitaBus Saint-Doulchard            | VitaBus Saint-Doulchard            |
| VB    | Bourges (Nation) ⥋ Saint-Doulchard                                                                     | Bourges (Nation) ⥋ Saint-Doulchard | Bourges (Nation) ⥋ Saint-Doulchard | Bourges (Nation) ⥋ Saint-Doulchard | Bourges (Nation) ⥋ Saint-Doulchard | Bourges (Nation) ⥋ Saint-Doulchard      | Bourges (Nation) ⥋ Saint-Doulchard       | Bourges (Nation) ⥋ Saint-Doulchard | Bourges (Nation) ⥋ Saint-Doulchard |
| ----- | --- | ---------------------------------- | ---------------------------------- | ---------------------------------- | ---------------------------------- | --------------------------------------- | ---------------------------------------- | ---------------------------------- | ---------------------------------- |
| VB    | Ouverture / Fermeture 30 août 2004 / 03 septembre 2017                                                 | Longueur x km                      | Durée x min                        | Nb. d’arrêts 38                    | Matériel Gruau Microbus            | Jours de fonctionnement L, Ma, Me, J, V | Jour / Soir / Nuit / Fêtes O / N / N / N | Voy. / an —                        | Exploitant STUB                    |
| VB    | Desserte : Saint-Doulchard et Bourges - Principaux arrêts : Détour du Pavé, Croix de Varye, Collège.   |                                    |                                    |                                    |                                    |                                         |                                          |                                    |                                    |
| VB    | Autre : Circule de 9 h à 12 h 30                                                                       |                                    |                                    |                                    |                                    |                                         |                                          |                                    |                                    |
| VB    | Dernière actualisation : —                                                                             |                                    |                                    |                                    |                                    |                                         |                                          |                                    |                                    |
| VB    | VitaBus Saint-Germain-du-Puy                                                                           | VitaBus Saint-Germain-du-Puy       | VitaBus Saint-Germain-du-Puy       | VitaBus Saint-Germain-du-Puy       | VitaBus Saint-Germain-du-Puy       | VitaBus Saint-Germain-du-Puy            | VitaBus Saint-Germain-du-Puy             | VitaBus Saint-Germain-du-Puy       | VitaBus Saint-Germain-du-Puy       |
| VB    | Bourges (Nation) ⥋ Saint-Germain-du-Puy                                                                |                                    |                                    |                                    |                                    |                                         |                                          |                                    |                                    |
| VB    | Ouverture / Fermeture 26 août 2013 / 03 septembre 2017                                                 | Longueur x km                      | Durée x min                        | Nb. d’arrêts 13                    | Matériel Gruau Microbus            | Jours de fonctionnement L, Ma, Me, J, V | Jour / Soir / Nuit / Fêtes O / N / N / N | Voy. / an —                        | Exploitant STUB                    |
| VB    | Desserte : Saint-Germain-du-Puy et Bourges - Principaux arrêts : Place de 8 mai, Gare, Queue de Palus. |                                    |                                    |                                    |                                    |                                         |                                          |                                    |                                    |
| VB    | Autre : Circule de 13 h 30 à 16 h                                                                      |                                    |                                    |                                    |                                    |                                         |                                          |                                    |                                    |
| VB    | Dernière actualisation : —                                                                             |                                    |                                    |                                    |                                    |                                         |                                          |                                    |                                    |

#### Libertibus
Libertibus est un service de Transport de Personnes à Mobilité Réduite. Il est disponible sur réservation du lundi au samedi de 13 h 30 à 19 h sauf le jeudi de 8 h à 19 h.
| Ligne | Caractéristiques | Caractéristiques                              | Caractéristiques                              | Caractéristiques                              | Caractéristiques                              | Caractéristiques                              | Caractéristiques                              | Caractéristiques                              | Caractéristiques                              |
| LB    | Libertibus Bourges | Libertibus Bourges                            | Libertibus Bourges                            | Libertibus Bourges                            | Libertibus Bourges                            | Libertibus Bourges                            | Libertibus Bourges                            | Libertibus Bourges                            | Libertibus Bourges                            |
| LB    | Bourges (Nation) ⥋ l'Agglomération de Bourges                                                                                   | Bourges (Nation) ⥋ l'Agglomération de Bourges | Bourges (Nation) ⥋ l'Agglomération de Bourges | Bourges (Nation) ⥋ l'Agglomération de Bourges | Bourges (Nation) ⥋ l'Agglomération de Bourges | Bourges (Nation) ⥋ l'Agglomération de Bourges | Bourges (Nation) ⥋ l'Agglomération de Bourges | Bourges (Nation) ⥋ l'Agglomération de Bourges | Bourges (Nation) ⥋ l'Agglomération de Bourges |
| ----- | --- | --------------------------------------------- | --------------------------------------------- | --------------------------------------------- | --------------------------------------------- | --------------------------------------------- | --------------------------------------------- | --------------------------------------------- | --------------------------------------------- |
| LB    | Ouverture / Fermeture — / — | Longueur x km                                 | Durée x min                                   | Nb. d’arrêts x                                | Matériel Renault Master                       | Jours de fonctionnement L, Ma, Me, J, V       | Jour / Soir / Nuit / Fêtes O / N / N / N      | Voy. / an —                                   | Exploitant STUB                               |
| LB    | Desserte : Bourges et son Agglomération - Principaux arrêts : Tous les arrêts AggloBus.                                         |                                               |                                               |                                               |                                               |                                               |                                               |                                               |                                               |
| LB    | Autre : Destiné aux personnes en situation de handicap. Circule de 13 h 30 à 19 h du lundi au samedi et de 8 h à 19 h le jeudi. |                                               |                                               |                                               |                                               |                                               |                                               |                                               |                                               |
| LB    | Dernière actualisation : — |                                               |                                               |                                               |                                               |                                               |                                               |                                               |                                               |

#### Desserte de Saint-Michel-de-Volangis et Arçay
Desserte de ces deux communes le mercredi et le samedi par un taxi. Ce service est accessible avec tous les titres de transport AggloBus.

#### La Fourmi
La Fourmi est un service uniquement assuré le dimanche matin entre Bourges-Nord et Saint-Bonnet. Il permet de se rendre au marché de Saint-Bonnet du dimanche matin à Bourges.

## Deuxième restructuration: service du 4 septembre 2017 au 3 septembre 2023

### Les objectifs
Dans le but de préserver l'hypothèse de l'instauration d'un BHNS (Bus à Haut Niveau de Service), une deuxième restructuration a été lancée dans le but de s'adapter à l'évolution de la ville. De plus, la diminution de la part modale de la voiture encore trop importante à Bourges nécessite un réaménagement complet de l'offre de transport. Une phase de concertation du 5 au 19 novembre 2015 a présenté cette restructuration avec des évolutions comme la mise en place de priorités aux bus à l'approche des intersections, la confirmation des couloirs de bus ou encore la suppression du pôle d'échange place de la Nation pour créer 2 pôles multimodaux (Gare SNCF et Europe/Séraucourt). Elle sera appliquée dès 2017 (non officiellement appliqué à ce jour, mais offre renforcée sur le pôle Gare SNCF et Europe/Séraucourt).

### Le bilan
À la suite des différentes réunions de concertation, Agglobus a publié sur son site internet le bilan de celles-ci afin de montrer les grandes lignes du projet qui seront appliquées entre 2017 et 2020. Parmi les grands projets, on retrouve :

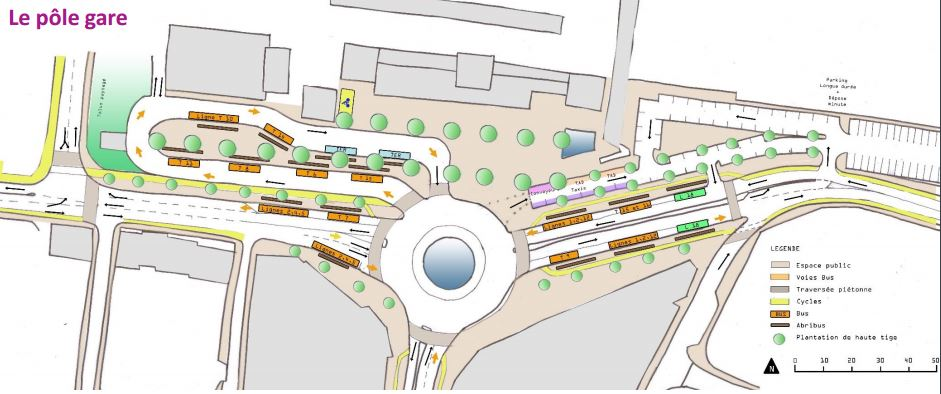
Futur pôle multimodal "gare SNCF" de Bourges

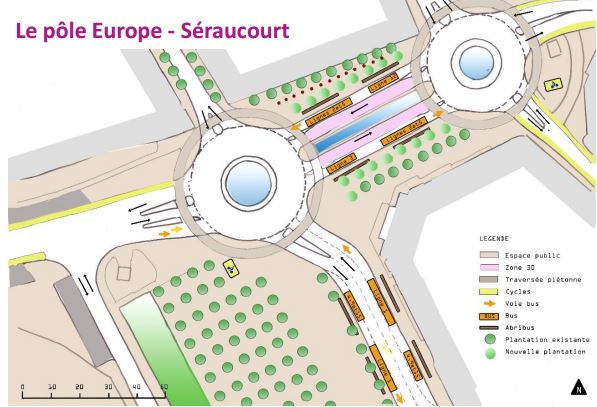
Futur pôle multimodal "Europe Séraucourt" de Bourges

- La création d'un réel pôle multimodal à la gare SNCF ainsi qu'à Europe/Séraucourt en réponse à la place de la nation surchargé.
- L'amélioration de la desserte du pôle du Prado par la déviation de l'actuelle ligne 8 et 13 ou par la création d'une 3e navette (mis en place de la déviation de la ligne 8 et 13, prolongement de la ligne 10 et création de la navette Prado le 4 septembre 2017).
- L'amélioration de la desserte des zones d'emplois.
- L'amélioration de la desserte du quartier de l'aéroport par la déviation de l'actuelle ligne 8 rue Charles-Durant (mis en place dès le 27 juin 2016).
- Le prolongement du terminus de l'actuelle ligne 4 jusqu'à l'échangeur d'autoroute (mis en place dès le 7 novembre 2022).
- La création de parkings relais pour favoriser l'intermodalité voiture-bus

Depuis fin 2017, des travaux d'accessibilité des quais de bus pour les PMR sont réalisés sur la commune de Bourges et dans l'agglomération. L'aménagement de tous les points d'arrêt devrait se poursuivre jusqu'en 2020-2021.

### Le réseau à compter du 04/09/2017

#### Lignes pilotes
| Ligne | Caractéristiques | Caractéristiques  | Caractéristiques              | Caractéristiques  | Caractéristiques                                                                                       | Caractéristiques                           | Caractéristiques                         | Caractéristiques  | Caractéristiques  |
| A     | Ligne A | Ligne A           | Ligne A                       | Ligne A           | Ligne A                                                                                                | Ligne A                                    | Ligne A                                  | Ligne A           | Ligne A           |
| A     | CREPS ⥋ La Rottée | CREPS ⥋ La Rottée | CREPS ⥋ La Rottée             | CREPS ⥋ La Rottée | CREPS ⥋ La Rottée                                                                                      | CREPS ⥋ La Rottée                          | CREPS ⥋ La Rottée                        | CREPS ⥋ La Rottée | CREPS ⥋ La Rottée |
| ----- | --- | ----------------- | ----------------------------- | ----------------- | --- | ------------------------------------------ | ---------------------------------------- | ----------------- | ----------------- |
| A     | Ouverture / Fermeture 04 Septembre 2017 / 03 Septembre 2023 | Longueur —        | Durée 45 min                  | Nb. d’arrêts 34   | Matériel Mercedes-Benz Citaro Heuliez GX 327 Renault Agora L Mercedes-Benz O.405 GN Irisbus Citelis 18 | Jours de fonctionnement L, Ma, Me, J, V, S | Jour / Soir / Nuit / Fêtes O / N / N / N | Voy. / an —       | exploitant STUB   |
| A     | Desserte : - Villes et lieux desservis : Bourges, CREPS, Centre commercial Cap Nord, Pôle de centralité Cothenet, Gare SNCF, Jardin des Près Fichaux, centre-ville de Bourges, Médiathèque, ensemble scolaire Saint-Dominique/Sainte-Marie, lycées Jacques-Coeur et Pierre Emile Matin, lac d'auron et La Rottée. - Principaux arrêts : CREPS • Romain Rolland • Cothenet • Gare SNCF • Planchat • Nation • Juranville • Auron • Europe • séraucourt • Jacques-Cœur • Renoir • Lac • La Rottée |                   |                               |                   | |                                            |                                          |                   |                   |
| A     | Autre : - Cette ligne remplace la ligne n°1 de l'ancien réseau. Elle est identique à celle-ci, mais passe désormais dans les 2 sens rue de séraucourt et un nouvel arrêt, Général Challe, est créé entre la gare SNCF et l'arrêt Ampère. Cette ligne est cadencée à raison d'un bus toutes les 12 minutes la semaine et 20 minutes le samedi. Modification du 10/05/2021 : la ligne effectue désormais son terminus au Creps. - Arrêts non accessibles aux UFR : General Challe, Poulies, Séraucourt, Joffre, Foch, Léo Lagrange. - Amplitudes horaires : La ligne fonctionne du lundi au vendredi de 5 h 55 à 20 h 30 et le samedi et les vacances scolaires de 6 h 00 à 20 h 20. - Équipement et information : La ligne possède des Bornes d'Information aux Voyageur sur 7 arrêts et des annonces sonores et visuelles des arrêts dans les bus. |                   |                               |                   | |                                            |                                          |                   |                   |
| A     | Dernière actualisation : — |                   |                               |                   | |                                            |                                          |                   |                   |
| B     | Ligne B | Ligne B           | Ligne B                       | Ligne B           | Ligne B                                                                                                | Ligne B                                    | Ligne B                                  | Ligne B           | Ligne B           |
| B     | CREPS ⥋ Bourges Hôpital |                   |                               |                   | |                                            |                                          |                   |                   |
| B     | Ouverture / Fermeture 04 Septembre 2017 / 03 Septembre 2023 | Longueur —        | Durée 43 min                  | Nb. d’arrêts 35   | Matériel Mercedes-Benz Citaro Heuliez GX 327 Renault Agora L Mercedes-Benz O.405 GN Irisbus Citelis 18 | Jours de fonctionnement L, Ma, Me, J, V, S | Jour / Soir / Nuit / Fêtes O / N / N / N | Voy. / an —       | Exploitant STUB   |
| B     | Desserte : - Villes et lieux desservis : Bourges, Hôpital, ensemble scolaire Saint-Dominique/Sainte-Marie, lycées Jacques-Coeur et Pierre Emile Matin, Nation, Gare SNCF, IUT de Bourges et CREPS. - Principaux arrêts : CREPS • Turly • Franz Lehar • Gare SNCF • Planchat • Nation • Juranville • Auron • Europe • Séraucourt • Jacques-Cœur • Pyrotechnie • Sembat • Hôpital. |                   |                               |                   | |                                            |                                          |                   |                   |
| B     | Autre : - Cette ligne reprend les courses de l'ancienne ligne 5 avec un passage dans les deux sens rue de Séraucourt, par le technopôle, pignoux et l'avenue François-Mitterrand. Modification à partir du 14 mai 2018 : après l'arrêt Pyrotechnie, la ligne passe par le quartier Sembat avant d'arriver à l'hopital. Modification du 10/05/2021 : la ligne effectue désormais son terminus au Creps. - Arrêts non accessibles aux UFR : F.Léhar, Arthur Rimbaud, Général Challe, Poulies, Séraucourt, Joffre, Foch. - Amplitudes horaires : La ligne fonctionne du lundi au samedi et les vacances scolaires de 5 h 55 à 20 h 05. La ligne a une fréquence de passage de 24 min. - Équipement et information : La ligne possède des Bornes d'Information aux Voyageur sur 6 arrêts et des annonces sonores et visuelles des arrêts dans les bus. |                   |                               |                   | |                                            |                                          |                   |                   |
| B     | Dernière actualisation : — |                   |                               |                   | |                                            |                                          |                   |                   |
| C     | Ligne C | Ligne C           | Ligne C                       | Ligne C           | Ligne C                                                                                                | Ligne C                                    | Ligne C                                  | Ligne C           | Ligne C           |
| C     | Saint-Doulchard Le briou ⥋ Bourges Hôpital |                   |                               |                   | |                                            |                                          |                   |                   |
| C     | Ouverture / Fermeture 04 Septembre 2017 / 03 Septembre 2023 | Longueur —        | Durée 1h44 (tour complet) min | Nb. d’arrêts 44   | Matériel Mercedes-Benz Citaro Heuliez GX 327 Renault Agora L Mercedes-Benz O.405 GN Irisbus Citelis 18 | Jours de fonctionnement L, Ma, Me, J, V, S | Jour / Soir / Nuit / Fêtes O / N / N / N | Voy. / an —       | Exploitant STUB   |
| C     | Desserte : - Villes et lieux desservis : Bourges, Hopîtal Jacques-Coeur, ensemble scolaire Saint-Dominique/Sainte-Marie, lycées Jacques-Coeur et Pierre Emile Matin, Nation, Gare SNCF, Marie de Saint-Doulchard, Collèges, Clinique Guillaume de Varye et route de Saint-Doulchard. - Principaux arrêts : Hôpital • Pignoux • Pyrotechnie • Jacques-Coeur • Europe • Auron • Juranville • Nation • Planchat • Gare SNCF • Mairie de Saint-Doulchard • C.Commercial St doulchard • Croix de varye • Le Bourg • Le briou |                   |                               |                   | |                                            |                                          |                   |                   |
| C     | Autre : - Nouvelle ligne du réseau, elle relie l'Hôpital à Saint-Doulchard. Sur cette dernière commune, la ligne se divise en 2 branches, la C1 qui a son terminus à l'arret Le Briou, et passe par le centre commercial chaussée de l'étang ainsi que la mairie de Saint-Doulchard, et la C2, qui a le même terminus que la C1 mais qui passe par la clinique Guillaume de Varye. Modification à partir du 14 mai 2018 : Retour à la boucle de l'année dernière sur Saint-Doulchard. Après pyrotechnie, la ligne passe par Technopôle et Pignoux avant d'aller à l'hôpital. - Arrêts non accessibles aux UFR' : Le briou, Muraille-Blanche, Saint-Sulpice, Poulies, Séraucourt, Joffre, Foch, Pignoux (direction hôpital). - Amplitudes horaires : La ligne fonctionne du lundi au samedi et les vacances scolaires de 6 h 09 à 20 h 09. La ligne a une fréquence de passage de 24 min sur le tronçon commun, et de 48 minutes sur chaque branche. - Équipement et information : La ligne possède des Bornes d'Information aux Voyageur sur 7 arrêts et des annonces sonores et visuelles des arrêts dans les bus. |                   |                               |                   | |                                            |                                          |                   |                   |
| C     | Dernière actualisation : — |                   |                               |                   | |                                            |                                          |                   |                   |

#### Lignes principales
| Ligne | Caractéristiques | Caractéristiques                                        | Caractéristiques                                        | Caractéristiques                                        | Caractéristiques                                        | Caractéristiques                                        | Caractéristiques                                        | Caractéristiques                                        | Caractéristiques                                        |
| 2     | Ligne 2 | Ligne 2                                                 | Ligne 2                                                 | Ligne 2                                                 | Ligne 2                                                 | Ligne 2                                                 | Ligne 2                                                 | Ligne 2                                                 | Ligne 2                                                 |
| 2     | Bourges Nation ⥋ St-Germain-du-Puy Terres des Chailloux | Bourges Nation ⥋ St-Germain-du-Puy Terres des Chailloux | Bourges Nation ⥋ St-Germain-du-Puy Terres des Chailloux | Bourges Nation ⥋ St-Germain-du-Puy Terres des Chailloux | Bourges Nation ⥋ St-Germain-du-Puy Terres des Chailloux | Bourges Nation ⥋ St-Germain-du-Puy Terres des Chailloux | Bourges Nation ⥋ St-Germain-du-Puy Terres des Chailloux | Bourges Nation ⥋ St-Germain-du-Puy Terres des Chailloux | Bourges Nation ⥋ St-Germain-du-Puy Terres des Chailloux |
| ----- | --- | ------------------------------------------------------- | ------------------------------------------------------- | ------------------------------------------------------- | ------------------------------------------------------- | ------------------------------------------------------- | ------------------------------------------------------- | ------------------------------------------------------- | ------------------------------------------------------- |
| 2     | Ouverture / Fermeture 26 août 2013 / 03 Septembre 2023 | Longueur —                                              | Durée 29 min                                            | Nb. d’arrêts —                                          | Matériel Mercedes-Benz Citaro Heuliez GX 327            | Jours de fonctionnement L, Ma, Me, J, V, S              | Jour / Soir / Nuit / Fêtes O / N / N / N                | Voy. / an —                                             | Exploitant STUB                                         |
| 2     | Desserte : - Villes et lieux desservis : Bourges, Nation, Pôle universitaire Lahitolle, Centre Commercial, route de La Charité et Saint-Germain-du-Puy. - Principaux arrêts : Nation • Juranville • Auron • Europe • Marronniers • Pignoux • Centre Commercial Chaussée de Chappe • Porte de Saint-Germain • Lamartine • Nelson Mandela • Roland Boual • Terres des Chailloux |                                                         |                                                         |                                                         |                                                         |                                                         |                                                         |                                                         |                                                         |
| 2     | Autre : - Ligne identique à l'ancien réseau. - Arrêts non accessibles aux UFR : Marronniers, Malus, Port Sec, Fourchette, Lamartine, La Fontaine (direction nation), Pont Réau, Concorde, Les Lilas, Nelson Mandela (direction terres des chailloux), Roland Boual. - Amplitudes horaires : La ligne fonctionne du lundi au samedi et les vacances scolaires de 6 h 00 à 20 h 30. La ligne a une fréquence de passage de 20 min. - Équipement et information : La ligne possède des Bornes d'Information aux Voyageurs sur 5 arrêts et des annonces sonores et visuelles des arrêts dans les bus. |                                                         |                                                         |                                                         |                                                         |                                                         |                                                         |                                                         |                                                         |
| 2     | Dernière actualisation : —. |                                                         |                                                         |                                                         |                                                         |                                                         |                                                         |                                                         |                                                         |
| 2 Bis | Navette St-Germain-du-Puy | Navette St-Germain-du-Puy                               | Navette St-Germain-du-Puy                               | Navette St-Germain-du-Puy                               | Navette St-Germain-du-Puy                               | Navette St-Germain-du-Puy                               | Navette St-Germain-du-Puy                               | Navette St-Germain-du-Puy                               | Navette St-Germain-du-Puy                               |
| 2 Bis | (circulaire) Nelson mandela ⥋ Nelson mandela via soutine, Saint-Germain gare, (porte de Saint-Germain) |                                                         |                                                         |                                                         |                                                         |                                                         |                                                         |                                                         |                                                         |
| 2 Bis | Ouverture / Fermeture 31 août 2015 / 02 Septembre 2018 | Longueur —                                              | Durée 20-33 min                                         | Nb. d’arrêts 18-24                                      | Matériel Heuliez GX 327                                 | Jours de fonctionnement L, Ma, Me, J, V, S              | Jour / Soir / Nuit / Fêtes O / — / N / N                | Voy. / an —                                             | Exploitant STUB                                         |
| 2 Bis | Desserte : - Villes et lieux desservis : St-Germain-du-Puy. - Principaux arrêts : Nelson Mandela, Soutine, Terres des Chailloux, Place du 8 mai, Saint-Germain Gare, Villemenard, Porte de Saint-Germain-du-Puy. St-Germain-du-Puy |                                                         |                                                         |                                                         |                                                         |                                                         |                                                         |                                                         |                                                         |
| 2 Bis | Autre : - Cette navette dessert les quartiers de Saint-germain-du-Puy avec comme point central l'arrêt Nelson Mandela. - Cette navette est assurée jusqu'au 02 septembre 2018. Au-delà de cette date, le service est supprimé. - Arrêts non accessibles aux UFR : Lamartine, La Fontaine, Pont Réau, Concorde, Les Lilas, Nelson Mandela (dans un sens), Lauriers, Ferdonnet, Saint-Germain cimetière, Armstrong, Champlin, Clos des Bouloises, Soutine, Alsace, Place du 8 mai, Eluard, Queue de Palus, Schweitzer, Saint-Germain Gare, Aragon, Villemenard. - Amplitudes horaires : La ligne fonctionne du lundi au samedi et les vacances scolaires de 9 h 00 à 12 h 30. La ligne a une fréquence de passage de 40 min, à raison de 5 aller-retour par jour. |                                                         |                                                         |                                                         |                                                         |                                                         |                                                         |                                                         |                                                         |
| 2 Bis | Dernière actualisation : —. |                                                         |                                                         |                                                         |                                                         |                                                         |                                                         |                                                         |                                                         |
| 3     | Ligne 3 | Ligne 3                                                 | Ligne 3                                                 | Ligne 3                                                 | Ligne 3                                                 | Ligne 3                                                 | Ligne 3                                                 | Ligne 3                                                 | Ligne 3                                                 |
| 3     | Asnières-lès-Bourges Grosses Plantes ⥋ Bourges Base de voile / Centre hippique |                                                         |                                                         |                                                         |                                                         |                                                         |                                                         |                                                         |                                                         |
| 3     | Ouverture / Fermeture 31 août 2015 / 03 Septembre 2023 | Longueur 16 km                                          | Durée 45 min                                            | Nb. d’arrêts 45                                         | Matériel Mercedes-Benz Citaro Heuliez GX 327            | Jours de fonctionnement L, Ma, Me, J, V, S              | Jour / Soir / Nuit / Fêtes O / N / N / N                | Voy. / an —                                             | Exploitant STUB                                         |
| 3     | Desserte : - Villes et lieux desservis : Bourges, Centre Hippique, Base de voile, Nation, Jardin des Près Fichaux, Place Cothenet et Asnières-lès-Bourges. - Principaux arrêts : Centre Hippique • Base de voile • Roland-Garros • Beugnon • Bardoux • Juranville • Nation • Planchat • Parmentier • Gare SNCF • Cothenet • Gay Lussac • Danton • 14 juillet • Racines • Asnières |                                                         |                                                         |                                                         |                                                         |                                                         |                                                         |                                                         |                                                         |
| 3     | Autre : - Ligne identique à la ligne 3 de l'ancien réseau. Modification du 10/05/2021 : la ligne passe désormais par Foulonne pour rejoindre Asnières. - Arrêts non accessibles aux UFR : Centre Hippique, Jardins Du Val, Base De Voile, Archives, Les Ormeaux, Beugnon, Pierre Sémard, Petite Aujonnière, Racines, Les Gatis, Fauvettes, Maurice Canon. - Amplitudes horaires : La ligne fonctionne du lundi au samedi et les vacances scolaires de 6 h 20 à 20 h 20. La ligne a une fréquence de passage de 30 min. - Équipement et information : La ligne possède des Bornes d'Information aux Voyageur sur 6 arrêts et des annonces sonores et visuelles des arrêts dans les bus. |                                                         |                                                         |                                                         |                                                         |                                                         |                                                         |                                                         |                                                         |
| 3     | Dernière actualisation : —. |                                                         |                                                         |                                                         |                                                         |                                                         |                                                         |                                                         |                                                         |
| 4     | Ligne 4 | Ligne 4                                                 | Ligne 4                                                 | Ligne 4                                                 | Ligne 4                                                 | Ligne 4                                                 | Ligne 4                                                 | Ligne 4                                                 | Ligne 4                                                 |
| 4     | Varennes ⥋ Pyramides |                                                         |                                                         |                                                         |                                                         |                                                         |                                                         |                                                         |                                                         |
| 4     | Ouverture / Fermeture 04 Septembre 2017 / 03 Septembre 2023 | Longueur —                                              | Durée 50 min                                            | Nb. d’arrêts 37                                         | Matériel Mercedes-Benz Citaro Heuliez GX 327            | Jours de fonctionnement L, Ma, Me, J, V, S              | Jour / Soir / Nuit / Fêtes O / N / N / N                | Voy. / an —                                             | Exploitant STUB                                         |
| 4     | Desserte : - Villes et lieux desservis : Bourges Echengeur, Aéroport, Villeneuve, Nation, Technopôle et Pyramides. - Principaux arrêts : Varennes, Charles Pathé, Marcel Dassault, Bois Verts • Airville • Les Ailes • Mermoz • Goulevents • St-Henri • Bardoux • Juranville • Nation • Planchat • Avaricum • Parmentier • Gare SNCF • St Bonnet • A.France • Lahitolle • Technopôle • Pyrotechnie • Pyramides |                                                         |                                                         |                                                         |                                                         |                                                         |                                                         |                                                         |                                                         |
| 4     | Autre : - La ligne 4 ne dessert désormais plus l'Hôpital mais prend son terminus aux Pyramides (route de Guerry). Modification à partir du 14 mai 2018 : après Planchat, la ligne dessert Avaricum puis le centre nautique, la gare SNCF, Parmentier et Saint-Bonnet. Modificatio à partir du 29 août 2022 : l’itinéraire de la ligne 4 est modifié entre les arrêts SAINT-HENRI ANTRE PEAUX et NATION. La ligne dessert désormais le boulevard de l’Avenir à proximité des lycées M. de Navarre, Vauvert et du collège Saint-Exupéry. À partir du 7 novembre 2022, après BOIS VERTS, la ligne 4 est prolongée jusqu’aux zones d’activités de l’échangeur autoroutier. Elle a son terminus à Varennes. - Arrêts non accessibles aux UFR : Pierre Sémard, Devoucoux (direction Varennes), Anatole France. - Amplitudes horaires : La ligne fonctionne du lundi au samedi et les vacances scolaires de 6 h 10 à 20 h 20. La ligne a une fréquence de passage de 30 min. - Équipement et information : La ligne possède des Bornes d'Information aux Voyageur sur 5 arrêts et des annonces sonores et visuelles des arrêts dans les bus. |                                                         |                                                         |                                                         |                                                         |                                                         |                                                         |                                                         |                                                         |
| 4     | Dernière actualisation : —. |                                                         |                                                         |                                                         |                                                         |                                                         |                                                         |                                                         |                                                         |
| 7     | Ligne 7 | Ligne 7                                                 | Ligne 7                                                 | Ligne 7                                                 | Ligne 7                                                 | Ligne 7                                                 | Ligne 7                                                 | Ligne 7                                                 | Ligne 7                                                 |
| 7     | CREPS ⥋ La Rottée |                                                         |                                                         |                                                         |                                                         |                                                         |                                                         |                                                         |                                                         |
| 7     | Ouverture / Fermeture 04 Septembre 2017 / 03 Septembre 2023 | Longueur —                                              | Durée 53 min                                            | Nb. d’arrêts 44                                         | Matériel Mercedes-Benz Citaro Heuliez GX 317            | Jours de fonctionnement L, Ma, Me, J, V, S              | Jour / Soir / Nuit / Fêtes O / N / N / N                | Voy. / an —                                             | Exploitant STUB                                         |
| 7     | Desserte : - Villes et lieux desservis : Bourges, Asnières. - Principaux arrêts : CREPS • Gauchère • Franklin • Cothenet • De lattre • Centre commercial Chaussée de Chappe • Pignoux • Foch • Jacques-Coeur • Pijolins • Justices • Centre Aéré • La Rottée. |                                                         |                                                         |                                                         |                                                         |                                                         |                                                         |                                                         |                                                         |
| 7     | Autre : - Nouvelle ligne du réseau, elle relie le quartier sud d'asnières jusqu'au golf sans passer par Nation. La ligne a une fréquence de 60 minutes. Modification à partir du 14 mai 2018 : Prend son terminus à Foulonne. Dessert désormais Malitorne. Après Pignoux, dessert l'avenue François Mitterrand et le quartier Sembat. Modification à partir du 02 Septembre 2019 : le terminus se fait désormais à l'arrêt La Rottée. La ligne ne dessert plus le Golf. Modification du 10/05/2021 : la ligne effectue désormais son terminus au Creps. - Arrêts non accessibles aux UFR : Gauchère, Méry-es-Bois, Coulangis, Sablons, Malitorne, André-Charles Boulle, Port Sec, Fonds Gaidons, Salle d'Armes, Place Hervier, Foch. - Amplitudes horaires : La ligne fonctionne du lundi au samedi et les vacances scolaires de 7 h 25 à 19 h 30. - Équipement et information : La ligne possède des Bornes d'Information aux Voyageur sur 2 arrêts et des annonces sonores et visuelles des arrêts dans les bus. |                                                         |                                                         |                                                         |                                                         |                                                         |                                                         |                                                         |                                                         |
| 7     | Dernière actualisation : —. |                                                         |                                                         |                                                         |                                                         |                                                         |                                                         |                                                         |                                                         |
| 8     | Ligne 8 | Ligne 8                                                 | Ligne 8                                                 | Ligne 8                                                 | Ligne 8                                                 | Ligne 8                                                 | Ligne 8                                                 | Ligne 8                                                 | Ligne 8                                                 |
| 8     | Bourges Nation ⥋ Salengro / Massoeuvre |                                                         |                                                         |                                                         |                                                         |                                                         |                                                         |                                                         |                                                         |
| 8     | Ouverture / Fermeture 04 Septembre 2017 / 03 Septembre 2023 | Longueur —                                              | Durée 40 min                                            | Nb. d’arrêts 20, 21, 24 ou 25                           | Matériel Mercedes-Benz Citaro Heuliez GX 327            | Jours de fonctionnement L, Ma, Me, J, V, S              | Jour / Soir / Nuit / Fêtes O / N / N / N                | Voy. / an —                                             | Exploitant STUB                                         |
| 8     | Desserte : - Villes et lieux desservis : Bourges, Nation, Le Subdray, Saint-Florent-sur-Cher et Massœuvre. - Principaux arrêts : Nation • St-Henri • Goulevents • Les Ailes • Chambre de commerce • Marcel Dassault • Verniller • Aérospatiale • Lycée Agricole • Le Subdray • Vigonnière • Général Leclerc • Supermarché • République • Salengro • Entrée du Bourg • Massœuvre |                                                         |                                                         |                                                         |                                                         |                                                         |                                                         |                                                         |                                                         |
| 8     | Autre : - Ligne similaire à l'ancien réseau, modification de l'itinéraire entre Nation en Saint-Henri qui passe désormais par le prado. Modification à partir du 14 mai 2018 : Passage par Juranville direction nation. A partie du 29/08/2022 = L’itinéraire de la ligne 8 est modifié entre les arrêts SAINT-HENRI ANTRE PEAUX et NATION. La ligne dessert désormais l’avenue Jean-Jacques ROUSSEAU. - 'Arrêts non accessibles aux UFR : Jean-Jacques ROUSSEAU (direction St-Florent), Chambre de Commerce, Verniller, Aérospatiale,Route du Subdray. - Amplitudes horaires : La ligne fonctionne du lundi au samedi et les vacances scolaires de 5 h 45 à 20 h 40. La ligne a une fréquence de passage de 35 min. - Equipement et information : La ligne possède des Bornes d'Information aux Voyageur sur 1 arrêt et des annonces sonores et visuelles des arrêts dans les bus. |                                                         |                                                         |                                                         |                                                         |                                                         |                                                         |                                                         |                                                         |
| 8     | Dernière actualisation : — |                                                         |                                                         |                                                         |                                                         |                                                         |                                                         |                                                         |                                                         |

#### Lignes de proximité
| Ligne | Caractéristiques | Caractéristiques                                       | Caractéristiques                                       | Caractéristiques                                       | Caractéristiques                                       | Caractéristiques                                       | Caractéristiques                                       | Caractéristiques                                       | Caractéristiques                                       |
| 6     | Ligne 6 | Ligne 6                                                | Ligne 6                                                | Ligne 6                                                | Ligne 6                                                | Ligne 6                                                | Ligne 6                                                | Ligne 6                                                | Ligne 6                                                |
| 6     | Bourges Nation ⥋ La Chapelle-Saint-Ursin Les Pâtureaux | Bourges Nation ⥋ La Chapelle-Saint-Ursin Les Pâtureaux | Bourges Nation ⥋ La Chapelle-Saint-Ursin Les Pâtureaux | Bourges Nation ⥋ La Chapelle-Saint-Ursin Les Pâtureaux | Bourges Nation ⥋ La Chapelle-Saint-Ursin Les Pâtureaux | Bourges Nation ⥋ La Chapelle-Saint-Ursin Les Pâtureaux | Bourges Nation ⥋ La Chapelle-Saint-Ursin Les Pâtureaux | Bourges Nation ⥋ La Chapelle-Saint-Ursin Les Pâtureaux | Bourges Nation ⥋ La Chapelle-Saint-Ursin Les Pâtureaux |
| ----- | --- | ------------------------------------------------------ | ------------------------------------------------------ | ------------------------------------------------------ | ------------------------------------------------------ | ------------------------------------------------------ | ------------------------------------------------------ | ------------------------------------------------------ | ------------------------------------------------------ |
| 6     | Ouverture / Fermeture 26 août 2013 / 03 Septembre 2023 | Longueur —                                             | Durée 20 min                                           | Nb. d’arrêts 16                                        | Matériel Mercedes-Benz Citaro Heuliez GX 327           | Jours de fonctionnement L, Ma, Me, J, V, S             | Jour / Soir / Nuit / Fêtes O / — / N / N               | Voy. / an —                                            | Exploitant STUB                                        |
| 6     | Desserte : - Villes et lieux desservis : Bourges Nation et La Chapelle-Saint-Ursin. - Principaux arrêts : Nation • Prado • Avenir • Saint Exupéry • Louis Armand • Les tilleuls • La Chappelle Ecoles • Accacias • La Chappelle Mairie • Les patureaux |                                                        |                                                        |                                                        |                                                        |                                                        |                                                        |                                                        |                                                        |
| 6     | Autre : - Ligne identique à l'ancien réseau. Modification à partir du 14 mai 2018 : Passage par Juranville direction nation. - Arrêts non accessibles aux UFR : Prado, Avenir (direction La Chapelle). - Amplitudes horaires : La ligne fonctionne du lundi au samedi et les vacances scolaires de 6 h 05 à 19 h 55. La ligne a une fréquence de passage de 1 h. - Équipement et information : La ligne possède des Bornes d'Information aux Voyageur sur 2 arrêts et des annonces sonores et visuelles des arrêts dans les bus. |                                                        |                                                        |                                                        |                                                        |                                                        |                                                        |                                                        |                                                        |
| 6     | Dernière actualisation : —. |                                                        |                                                        |                                                        |                                                        |                                                        |                                                        |                                                        |                                                        |
| 9     | Ligne 9 | Ligne 9                                                | Ligne 9                                                | Ligne 9                                                | Ligne 9                                                | Ligne 9                                                | Ligne 9                                                | Ligne 9                                                | Ligne 9                                                |
| 9     | Bourges Nation ⥋ Pierrelay ↔ Pâtureaux ↔ Morthomiers |                                                        |                                                        |                                                        |                                                        |                                                        |                                                        |                                                        |                                                        |
| 9     | Ouverture / Fermeture 26 août 2013 / 03 Septembre 2023 | Longueur —                                             | Durée 13 - 28 min                                      | Nb. d’arrêts 15 - 17 - 21 - 23                         | Matériel Mercedes-Benz Citaro Heuliez GX 327           | Jours de fonctionnement L, Ma, Me, J, V, S             | Jour / Soir / Nuit / Fêtes O / — / N / N               | Voy. / an —                                            | Exploitant STUB                                        |
| 9     | Desserte : - Villes et lieux desservis : Bourges, Nation, Pierrelay, Pâtureaux, La Chapelle-Saint-Ursin et Morthomiers - Principaux arrêts : Nation • Prado • Pré-Doulet • Avenir • Vauvert • Z.I n°2 • Pierrelay • Avertin • Les Grenades • Les Pâtureaux • Mairie de La Chapelle-Saint-Ursin • Eminence • Les chaumes • Orchidée • Zones d'activités • Morthomiers Mairie. |                                                        |                                                        |                                                        |                                                        |                                                        |                                                        |                                                        |                                                        |
| 9     | Autre : - Ligne identique à l'ancien réseau. Modification à partir du 14 mai 2018 : Passage par Juranville direction Nation. - Arrêts non accessibles aux UFR : Prado, Messagers, Pierrelay, Ecluse, Avertins, Eminence, Les Chaumes, Orchidée, Zones d'activités. - Amplitudes horaires : La ligne fonctionne du lundi au samedi et les vacances scolaires de 6 h 30 à 19 h 40. La ligne a une fréquence de passage de 1 h. - Équipement et information : La ligne possède des Bornes d'Information aux Voyageur sur 2 arrêts et des annonces sonores et visuelles des arrêts dans les bus. |                                                        |                                                        |                                                        |                                                        |                                                        |                                                        |                                                        |                                                        |
| 9     | Dernière actualisation : —. |                                                        |                                                        |                                                        |                                                        |                                                        |                                                        |                                                        |                                                        |
| 10    | Ligne 10 | Ligne 10                                               | Ligne 10                                               | Ligne 10                                               | Ligne 10                                               | Ligne 10                                               | Ligne 10                                               | Ligne 10                                               | Ligne 10                                               |
| 10    | Bourges Quais du Prado ⥋ Fussy ↔ Pigny |                                                        |                                                        |                                                        |                                                        |                                                        |                                                        |                                                        |                                                        |
| 10    | Ouverture / Fermeture 04 Septembre 2017 / 03 Septembre 2023 | Longueur —                                             | Durée 35 min                                           | Nb. d’arrêts 29                                        | Matériel Mercedes-Benz Citaro Heuliez GX 317           | Jours de fonctionnement L, Ma, Me, J, V, S             | Jour / Soir / Nuit / Fêtes O / — / N / N               | Voy. / an —                                            | Exploitant STUB                                        |
| 10    | Desserte : - Villes et lieux desservis : Bourges, Fussy et Pigny - Principaux arrêts : Quais du Prado • Prado • Nation • Planchat • Avaricum • Edouard Vailland • La Butte • Margueritat • Romain Rolland • Corneille • La Gravette • Les Craies • Fussy • Bel Air • Lisy St Michel • Villeneuve • Pigny mairie • Les Tuileries • Pigny. |                                                        |                                                        |                                                        |                                                        |                                                        |                                                        |                                                        |                                                        |
| 10    | Autre : - Prolongement de la ligne de l'ancien réseau jusqu'aux Quais du Prado. Modification à partir du 14 mai 2018 : Passage par Juranville direction Fussy/Pigny. - Arrêts non accessibles aux UFR : Prado, E.Vaillant, Beauvoir, M.Dormoy, La Gravette, L'Arcade, Les Chardons, Les Casseriaux, Les Tuileries, Pigny. - Amplitudes horaires : La ligne fonctionne du lundi au samedi et les vacances scolaires de 6 h 10 à 20 h 30. La ligne a une fréquence de passage de 8 allers-retours par jour. - Equipement et information : La ligne possède des Bornes d'Information aux Voyageur sur 4 arrêts et des annonces sonores et visuelles des arrêts dans les bus. |                                                        |                                                        |                                                        |                                                        |                                                        |                                                        |                                                        |                                                        |
| 10    | Dernière actualisation : —. |                                                        |                                                        |                                                        |                                                        |                                                        |                                                        |                                                        |                                                        |
| 12    | Ligne 12 | Ligne 12                                               | Ligne 12                                               | Ligne 12                                               | Ligne 12                                               | Ligne 12                                               | Ligne 12                                               | Ligne 12                                               | Ligne 12                                               |
| 12    | Bourges Nation ⥋ Golf |                                                        |                                                        |                                                        |                                                        |                                                        |                                                        |                                                        |                                                        |
| 12    | Ouverture / Fermeture 04 Septembre 2017 / 03 Septembre 2023 | Longueur —                                             | Durée 32 min                                           | Nb. d’arrêts 29                                        | Matériel Mercedes-Benz Citaro Heuliez GX 327           | Jours de fonctionnement L, Ma, Me, J, V, S             | Jour / Soir / Nuit / Fêtes O / — / N / N               | Voy. / an —                                            | Exploitant STUB                                        |
| 12    | Desserte : - Villes et lieux desservis : Bourges, Nation, La Rottée. - Principaux arrêts : Nation • Planchat • Avaricum • Anatole France • Marronniers • Europe • Joffre • Abbé Moreux • Garcin • Renoir • Léo Lagrange • Pijolins • Justices • Centre Aéré • La Rottée |                                                        |                                                        |                                                        |                                                        |                                                        |                                                        |                                                        |                                                        |
| 12    | Autre : - Cette ligne reprend les courses de l'ancienne ligne 15 mais est limitée au golf et passe désormais par planchat, avaricum, le boulevard Clemenceau, le parking Anatole France, la rue de Sarrebourg puis reprend l'initéraire normal à l'arrêt Europe. Modification au 02 Septembre 2019 : le terminus se fait désormais à l'arrêt La Rottée comme la ligne 7. Elle ne dessert donc plus le golf. - Arrêts non accessibles aux UFR : Devoucoux (direction Nation), Anatole France, Malus, Marroniers, Séraucourt, Albert Hervet, Joffre (direction La Rottée), Léo Lagrange. - Amplitudes horaires : La ligne fonctionne du lundi au samedi et les vacances scolaires de 6 h 10 à 19 h 50. La ligne effectue 10 allers-retours par jour. - Équipement et information : La ligne possède des Bornes d'Information aux Voyageur sur 4 arrêts et des annonces sonores et visuelles des arrêts dans les bus.                                                                    |                                                        |                                                        |                                                        |                                                        |                                                        |                                                        |                                                        |                                                        |
| 12    | Dernière actualisation : —. |                                                        |                                                        |                                                        |                                                        |                                                        |                                                        |                                                        |                                                        |
| 13    | Ligne 13 | Ligne 13                                               | Ligne 13                                               | Ligne 13                                               | Ligne 13                                               | Ligne 13                                               | Ligne 13                                               | Ligne 13                                               | Ligne 13                                               |
| 13    | Bourges Nation ⥋ Trouy |                                                        |                                                        |                                                        |                                                        |                                                        |                                                        |                                                        |                                                        |
| 13    | Ouverture / Fermeture 04 Septembre 2017 / 03 Septembre 2023 | Longueur —                                             | Durée 25 min                                           | Nb. d’arrêts 20                                        | Matériel Mercedes-Benz Citaro Heuliez GX 317           | Jours de fonctionnement L, Ma, Me, J, V, S             | Jour / Soir / Nuit / Fêtes O / — / N / N               | Voy. / an —                                            | Exploitant STUB                                        |
| 13    | Desserte : - Villes et lieux desservis : Bourges, Nation et Trouy - Principaux arrêts : Nation • Prado • Avenir • Beugnon • Jules Guesde • Roland-Garros • Les Talleries • Pertuisane • Saint Hélène • Grand chemin • Temps Libre • Écoles du Bourg • Église |                                                        |                                                        |                                                        |                                                        |                                                        |                                                        |                                                        |                                                        |
| 13    | Autre : - Modification de la ligne par rapport à l'année précédente. La ligne passe désormais par le prado et rattrape son itinéraire à l'arrêt Jules Guesdes. Modification à partir du 14 mai 2018 : Passage par Juranville direction nation. - Arrêts non accessibles aux UFR : Prado, Avenir (direction Trouy), Beugnon, Fanal, Les Mondores, Givray, Grand Chemin, Eglise. - Amplitudes horaires : La ligne fonctionne du lundi au samedi et les vacances scolaires de 6 h 05 à 20 h 10. La ligne a une fréquence de passage de 1 h - Equipement et information : La ligne possède des Bornes d'Information aux Voyageur sur 2 arrêts et des annonces sonores et visuelles des arrêts dans les bus. |                                                        |                                                        |                                                        |                                                        |                                                        |                                                        |                                                        |                                                        |
| 13    | Dernière actualisation : —. |                                                        |                                                        |                                                        |                                                        |                                                        |                                                        |                                                        |                                                        |
| 15    | Ligne 15 | Ligne 15                                               | Ligne 15                                               | Ligne 15                                               | Ligne 15                                               | Ligne 15                                               | Ligne 15                                               | Ligne 15                                               | Ligne 15                                               |
| 15    | Bourges Nation ⥋ Plaimpied-Givaudins |                                                        |                                                        |                                                        |                                                        |                                                        |                                                        |                                                        |                                                        |
| 15    | Ouverture / Fermeture 04 Septembre 2017 / 03 Septembre 2023 | Longueur —                                             | Durée 47 min                                           | Nb. d’arrêts 36                                        | Matériel Mercedes-Benz Citaro Heuliez GX 317           | Jours de fonctionnement L, Ma, Me, J, V, S             | Jour / Soir / Nuit / Fêtes O / — / N / N               | Voy. / an —                                            | Exploitant STUB                                        |
| 15    | Desserte : - Villes et lieux desservis : Bourges, Nation, Golf et Plaimpied-Givaudins - Principaux arrêts : Nation • Planchat • Avaricum • Malus • Marronniers • Europe • Joffre • Abbé Moreux • Garcin • Renoir • Léo Lagrange • Pijolins • Justices • Centre Aéré • Becker • Golf • Le Porche • Porte de plaimpied • Givaudins • Vaurou • Eglise • La Paille • Grande Ruesse. |                                                        |                                                        |                                                        |                                                        |                                                        |                                                        |                                                        |                                                        |
| 15    | Autre : - Modification de la ligne par rapport à l'année précédente. Elle passe désormais par planchat, avaricum, le boulevard Clémenceau, le parking anatole france, la rue de Sarrebourg puis reprend l'initéraire normal à l'arrêt europe. Après l'arrêt Les peintres, la ligne va directement au Golf sans passer par La Rottée. - Arrêts non accessibles aux UFR : Devoucoux (direction nation), Anatole France, Malus, Marronniers,Séraucourt, Albert Hervet, Joffre (direction Plaimpied-Givaudins), Léo Lagrange, Golf, Yves Montand, Camille Claudel, Becker, Le Porche, Givaudins, Vauroux, Cimetière, Les Bouloises, La Paille, Grande Ruesses. - Amplitudes horaires : La ligne fonctionne du lundi au samedi et les vacances scolaires de 6 h 15 à 19 h 50. La ligne effectue 8 allers-retours par jour. - Equipement et information : La ligne possède des Bornes d'Information aux Voyageur sur 4 arrêts et des annonces sonores et visuelles des arrêts dans les bus. |                                                        |                                                        |                                                        |                                                        |                                                        |                                                        |                                                        |                                                        |
| 15    | Dernière actualisation : —. |                                                        |                                                        |                                                        |                                                        |                                                        |                                                        |                                                        |                                                        |
| 16    | Ligne 16 | Ligne 16                                               | Ligne 16                                               | Ligne 16                                               | Ligne 16                                               | Ligne 16                                               | Ligne 16                                               | Ligne 16                                               | Ligne 16                                               |
| 16    | Bourges Nation ⥋ Berry-Bouy ↔ Marmagne |                                                        |                                                        |                                                        |                                                        |                                                        |                                                        |                                                        |                                                        |
| 16    | Ouverture / Fermeture 04 Septembre 2017 / 03 Septembre 2023 | Longueur —                                             | Durée 28 - 33 min                                      | Nb. d’arrêts 20 - 23                                   | Matériel Mercedes-Benz Citaro Heuliez GX 317           | Jours de fonctionnement L, Ma, Me, J, V, S             | Jour / Soir / Nuit / Fêtes O / N / N / N               | Voy. / an —                                            | Exploitant STUB                                        |
| 16    | Desserte : - Villes et lieux desservis : Bourges, Nation, Saint-Doulchard, Marmagne et Berry-Bouy - Principaux arrêts : Nation • Prado • Pré-Doulet • Mairie de Saint-Doulchard • Varye • Graire • Berry-Bouy • Gare de Marmagne. |                                                        |                                                        |                                                        |                                                        |                                                        |                                                        |                                                        |                                                        |
| 16    | Autre : - Modification de la ligne par rapport à l'année dernière. La ligne passe désormais dans le centre de Saint-Doulchard. La ligne effectue 8 allers-retours par jour. Modification à partir du 14 mai 2018 : Passage par Juranville direction nation. Après Prairie, passage par Saint-Sulpice puis Muraille Blanche et avenue du général de Gaulle. - Arrêts non accessibles aux UFR : Prado, Prairie, Saint-Sulpice, Muraille Blanche, Coupances, Bondoires, Sinay, La Renarderie, Veauce, Les Landes, Châteaux, Graire, Salles des fêtes, Gare de Marmagne. - Amplitudes horaires : La ligne fonctionne du lundi au samedi et les vacances scolaires de 6 h 06 à 20 h 20. La ligne a une fréquence de passage de 8 allers-retours par jour. - Equipement et information : La ligne possède des Bornes d'Information aux Voyageur sur 2 arrêts et des annonces sonores et visuelles des arrêts dans les bus.                                                                  |                                                        |                                                        |                                                        |                                                        |                                                        |                                                        |                                                        |                                                        |
| 16    | Dernière actualisation : —. |                                                        |                                                        |                                                        |                                                        |                                                        |                                                        |                                                        |                                                        |

### Lignes du dimanche
| Ligne | Caractéristiques | Caractéristiques            | Caractéristiques            | Caractéristiques            | Caractéristiques              | Caractéristiques            | Caractéristiques                         | Caractéristiques            | Caractéristiques            |
| D1    | Ligne D1 | Ligne D1                    | Ligne D1                    | Ligne D1                    | Ligne D1                      | Ligne D1                    | Ligne D1                                 | Ligne D1                    | Ligne D1                    |
| D1    | Asnières/Foulonne ⥋ Hôpital | Asnières/Foulonne ⥋ Hôpital | Asnières/Foulonne ⥋ Hôpital | Asnières/Foulonne ⥋ Hôpital | Asnières/Foulonne ⥋ Hôpital   | Asnières/Foulonne ⥋ Hôpital | Asnières/Foulonne ⥋ Hôpital              | Asnières/Foulonne ⥋ Hôpital | Asnières/Foulonne ⥋ Hôpital |
| ----- | --- | --------------------------- | --------------------------- | --------------------------- | ----------------------------- | --------------------------- | ---------------------------------------- | --------------------------- | --------------------------- |
| D1    | Ouverture / Fermeture 04 Septembre 2017 / 03 Septembre 2023 | Longueur —                  | Durée 39 - 52 min           | Nb. d’arrêts 32 - 45        | Matériel Mercedes-Benz Citaro | Jours de fonctionnement D   | Jour / Soir / Nuit / Fêtes O / N / N / N | Voy. / an —                 | Exploitant STUB             |
| D1    | Desserte : Asnières, Foulonne, Bourges (nation) et Hôpital. - Principaux arrêts : Grosses Plantes • Danton • Foulonne • Cothenet • Gare SNCF • Planchat • Nation • Juranville • Europe • Pyrotechnie • Hopital |                             |                             |                             |                               |                             |                                          |                             |                             |
| D1    | Autre : - Cette ligne remplace l'ancienne ligne A de l'ancien réseau, elle passe désormais dans les deux sens rue de Séraucourt. - Arrêt non disponible aux UFR : Maurice Canon, Fauvettes, Les Gâtis, Racine, Petite Aujonnière, Raynal, General Challe, Poulies, Séraucourt, Joffre, Foch. - Amplitudes horaires : La ligne fonctionne de 13 h 30 à 20 h. - Equipement et information : La ligne possède des Bornes d'Information aux Voyageur sur 7 arrêts et des annonces sonores et visuelles des arrêts dans les bus.                                                                         |                             |                             |                             |                               |                             |                                          |                             |                             |
| D1    | Dernière actualisation : —. |                             |                             |                             |                               |                             |                                          |                             |                             |
| D2    | Ligne D2 | Ligne D2                    | Ligne D2                    | Ligne D2                    | Ligne D2                      | Ligne D2                    | Ligne D2                                 | Ligne D2                    | Ligne D2                    |
| D2    | Saint-Doulchard - Le Briou ⥋ La rottée |                             |                             |                             |                               |                             |                                          |                             |                             |
| D2    | Ouverture / Fermeture 04 septempbre 2017 / 03 Septembre 2023 | Longueur —                  | Durée 45 min                | Nb. d’arrêts 48             | Matériel Mercedes-Benz Citaro | Jours de fonctionnement D   | Jour / Soir / Nuit / Fêtes O / N / N / N | Voy. / an —                 | Exploitant STUB             |
| D2    | Desserte : Saint-Doulchard et La rottée. - Principaux arrêts : Mairie de Saint-Doulchard • Le Briou • Croix de Varye • Le bourg • Prés-le-roi • Gare SNCF • Planchat • Nation • Juranville • Europe • Renoir • Lac • La rottée |                             |                             |                             |                               |                             |                                          |                             |                             |
| D2    | Autre : - Cette ligne remplace la ligne B de l'ancien réseau. Après l'arrêt Boissellées, la ligne rejoint l'arrêt Garenne puis Le Briou qui est désormais le nouveau terminus. - Arret non disponible aux UFR : Saint-Sulpice, Muraille Blanche, Le Briou, Poulies, Séraucourt, Joffre, Foch, Léo Lagrange. - Amplitudes horaires : La ligne fonctionne de 13 h 30 à 20 h. - Equipement et information : La ligne possède des Bornes d'Information aux Voyageur sur 7 arrêts et des annonces sonores et visuelles des arrêts dans les bus.                                                          |                             |                             |                             |                               |                             |                                          |                             |                             |
| D2    | Dernière actualisation : —. |                             |                             |                             |                               |                             |                                          |                             |                             |
| D3    | Ligne D3 | Ligne D3                    | Ligne D3                    | Ligne D3                    | Ligne D3                      | Ligne D3                    | Ligne D3                                 | Ligne D3                    | Ligne D3                    |
| D3    | Saint-Germain-du-Puy Terres des Chailloux ⥋ Base de Voile |                             |                             |                             |                               |                             |                                          |                             |                             |
| D3    | Ouverture / Fermeture 26 août 2013 / 03 Septembre 2023 | Longueur —                  | Durée 35 min                | Nb. d’arrêts 35             | Matériel Mercedes-Benz Citaro | Jours de fonctionnement D   | Jour / Soir / Nuit / Fêtes O / — / N / N | Voy. / an —                 | Exploitant STUB             |
| D3    | Desserte : Saint-Germain-du-Puy et la base de voile. - Principaux arrêts : Terre de chailloux • Place du 8 Mai • Nelson Mandela • Lamartine • Centre-commercial Chaussée de Chappe • Pignoux • Europe • Juranville • Nation • Bardoux • Beugnon • R.Garros • Base de voile |                             |                             |                             |                               |                             |                                          |                             |                             |
| D3    | Autre : - Cette ligne remplace la ligne C de l'ancien réseau. Le service reste identique. - Arret non disponible aux UFR : Base de Voile, Archives, Les Ormeaux, Beugnon, Marronniers, Malus, Port Sec, Fourchette, Lamartine, La Fontaine (direction Base de Voile), Pont Réau, Concorde, Les Lilas, Nelson Mandela (direction terres des chailloux), Roland Boual. - Amplitudes horaires : La ligne fonctionne de 13 h 48 à 20 h. - Equipement et information : La ligne possède des Bornes d'Information aux Voyageur sur 6 arrêts et des annonces sonores et visuelles des arrêts dans les bus. |                             |                             |                             |                               |                             |                                          |                             |                             |
| D3    | Dernière actualisation : —. |                             |                             |                             |                               |                             |                                          |                             |                             |
| D4    | Ligne D4 | Ligne D4                    | Ligne D4                    | Ligne D4                    | Ligne D4                      | Ligne D4                    | Ligne D4                                 | Ligne D4                    | Ligne D4                    |
| D4    | Foulonne ⥋ Aéroport/Saint-Florent-sur-Cher |                             |                             |                             |                               |                             |                                          |                             |                             |
| D4    | Ouverture / Fermeture 04 septembre 2017 / 03 Septembre 2023 | Longueur —                  | Durée 38 - 52 min           | Nb. d’arrêts 40 - 53        | Matériel Mercedes-Benz Citaro | Jours de fonctionnement D   | Jour / Soir / Nuit / Fêtes O / N / N / N | Voy. / an —                 | Exploitant STUB             |
| D4    | Desserte : Saint-Florent-sur-Cher / Aéroport - Foulonne - Principaux arrêts : Foulonne • Creps • F.Lehar • Gare SNCF • Planchat • Nation • Prado • Cimetière • Guynemer • Bois Vert • Salengro |                             |                             |                             |                               |                             |                                          |                             |                             |
| D4    | Autre : - Cette ligne remplace la ligne D de l'ancien réseau. La ligne dessert maintenant le Prado. - Arret non disponible aux UFR : Foulonne, F.Léhar, Arthur Rimbaud, Général Challe, Poulies, Prado, Avenir (dans un sens), Chambre de Commerce, Verniller, Aérospatiale, Route du Subdray. - Amplitudes horaires : La ligne fonctionne de 13 h 30 à 20 h. - Equipement et information : La ligne possède des Bornes d'Information aux Voyageur sur 3 arrêts et des annonces sonores et visuelles des arrêts dans les bus.                                                                       |                             |                             |                             |                               |                             |                                          |                             |                             |
| D4    | Dernière actualisation : —. |                             |                             |                             |                               |                             |                                          |                             |                             |
| D5    | Ligne D5 | Ligne D5                    | Ligne D5                    | Ligne D5                    | Ligne D5                      | Ligne D5                    | Ligne D5                                 | Ligne D5                    | Ligne D5                    |
| D5    | Bourges Foulonne ⥋ Saint-Bonnet |                             |                             |                             |                               |                             |                                          |                             |                             |
| D5    | Ouverture / Fermeture — / 03 Septembre 2023 | Longueur —                  | Durée 20 min                | Nb. d’arrêts —              | Matériel Mercedes-Benz Citaro | Jours de fonctionnement D   | Jour / Soir / Nuit / Fêtes O / — / N / N | Voy. / an —                 | Exploitant STUB             |
| D5    | Desserte : - Villes et lieux desservis : Bourges, Marché de la Halle Saint-Bonnet. - Principaux arrêts : Foulonne, Machereaux, Cothenet, Mallarmé, Arthur Rimbaud, 11 novembre, Saint-Bonnet. |                             |                             |                             |                               |                             |                                          |                             |                             |
| D5    | Autre : - Ce service remplace la ligne "La Fourmi" de l'ancien réseau, le dimanche matin. - Arrêts non accessibles aux UFR : Franz Léhar, Arthur Rimbaud. - Amplitudes horaires : La ligne fonctionne le dimanche matin et effectue un seul aller-retour. - Equipement et information : La ligne possède des Bornes d'Information aux Voyageur sur 1 arrêts et des annonces sonores et visuelles des arrêts dans les bus. |                             |                             |                             |                               |                             |                                          |                             |                             |
| D5    | Dernière actualisation : — |                             |                             |                             |                               |                             |                                          |                             |                             |

### Navettes du Centre-Ville
| Ligne | Caractéristiques | Caractéristiques                                                          | Caractéristiques                                                          | Caractéristiques                                                          | Caractéristiques                                                          | Caractéristiques                                                          | Caractéristiques                                                          | Caractéristiques                                                          | Caractéristiques                                                          |
| NAV   | Navette Auron | Navette Auron                                                             | Navette Auron                                                             | Navette Auron                                                             | Navette Auron                                                             | Navette Auron                                                             | Navette Auron                                                             | Navette Auron                                                             | Navette Auron                                                             |
| NAV   | (Circulaire) Séraucourt ⥋ Séraucourt via Bardoux, Planchat et Rue Moyenne | (Circulaire) Séraucourt ⥋ Séraucourt via Bardoux, Planchat et Rue Moyenne | (Circulaire) Séraucourt ⥋ Séraucourt via Bardoux, Planchat et Rue Moyenne | (Circulaire) Séraucourt ⥋ Séraucourt via Bardoux, Planchat et Rue Moyenne | (Circulaire) Séraucourt ⥋ Séraucourt via Bardoux, Planchat et Rue Moyenne | (Circulaire) Séraucourt ⥋ Séraucourt via Bardoux, Planchat et Rue Moyenne | (Circulaire) Séraucourt ⥋ Séraucourt via Bardoux, Planchat et Rue Moyenne | (Circulaire) Séraucourt ⥋ Séraucourt via Bardoux, Planchat et Rue Moyenne | (Circulaire) Séraucourt ⥋ Séraucourt via Bardoux, Planchat et Rue Moyenne |
| ----- | --- | ------------------------------------------------------------------------- | ------------------------------------------------------------------------- | ------------------------------------------------------------------------- | ------------------------------------------------------------------------- | ------------------------------------------------------------------------- | ------------------------------------------------------------------------- | ------------------------------------------------------------------------- | ------------------------------------------------------------------------- |
| NAV   | Ouverture / Fermeture 04 Septembre 2017 / 03 Septembre 2023 | Longueur 4 km                                                             | Durée 15 min                                                              | Nb. d’arrêts 18                                                           | Matériel Fiat Ducato III                                                  | Jours de fonctionnement L, Ma, Me, J, V, S                                | Jour / Soir / Nuit / Fêtes O / N / N / N                                  | Voy. / an —                                                               | Exploitant STUB                                                           |
| NAV   | Desserte : - Lieux desservis : Bourges, Rue Moyenne, Rue d'auron et Séraucourt. - Principaux arrêts : Séraucourt • Europe • Rives d'Auron parking • Labbé • St-Pierre • Arènes • Planchat • Cujas • Témoin • Moyenne • Victor Hugo • Hôtel de Ville. |                                                                           |                                                                           |                                                                           |                                                                           |                                                                           |                                                                           |                                                                           |                                                                           |
| NAV   | Autre : - Modification de la ligne par rapport à l'année précédente : la navette dessert maintenant le parking du plateau d'auron. Modification à partir du 14 mai 2018 : Passage par la rue Jean Baffier en partant et avant d'arriver à Séraucourt. - Arrêts non accessibles aux UFR : Séraucourt, Jeanne d'Arc, Vieil Castel, Auditorium, Museum, Rives d'auron parking, Labbé, Bienfaisance, Saint-Pierre, Arènes, Cujas, Témoin, Victor Hugo, Hôtel de Ville. - Amplitudes horaires : La navette a une fréquence de passage de 30 minutes. - Équipement et information : La navette possède des cubes intelligents (Iqube) sur 11 arrêts du centre-ville et des annonces sonores et visuelles des arrêts dans les navettes. |                                                                           |                                                                           |                                                                           |                                                                           |                                                                           |                                                                           |                                                                           |                                                                           |
| NAV   | Dernière actualisation : —. |                                                                           |                                                                           |                                                                           |                                                                           |                                                                           |                                                                           |                                                                           |                                                                           |
| NAV   | Navette Avaricum | Navette Avaricum                                                          | Navette Avaricum                                                          | Navette Avaricum                                                          | Navette Avaricum                                                          | Navette Avaricum                                                          | Navette Avaricum                                                          | Navette Avaricum                                                          | Navette Avaricum                                                          |
| NAV   | (Circulaire) Séraucourt ⥋ Séraucourt via St-Bonnet, Avaricum et Rue Moyenne |                                                                           |                                                                           |                                                                           |                                                                           |                                                                           |                                                                           |                                                                           |                                                                           |
| NAV   | Ouverture / Fermeture 04 Septembre 2017 / 03 Septembre 2023 | Longueur 4 km                                                             | Durée 15 min                                                              | Nb. d’arrêts 14                                                           | Matériel Fiat Ducato III                                                  | Jours de fonctionnement L, Ma, Me, J, V, S                                | Jour / Soir / Nuit / Fêtes O / N / N / N                                  | Voy. / an —                                                               | Exploitant STUB                                                           |
| NAV   | Desserte : - Lieux desservis : Bourges, Boulevard de Strasbourg, Saint-Bonnet, Avaricum, rue Moyenne. - Principaux arrêts : Séraucourt • Europe • Brisson • Charost • Brives • St Bonnet • Avaricum • Cujas • Témoin • Moyenne • Victor Hugo • Hôtel de Ville. |                                                                           |                                                                           |                                                                           |                                                                           |                                                                           |                                                                           |                                                                           |                                                                           |
| NAV   | Autre : - Le service reste le même. - Arrêts non accessibles aux UFR : Séraucourt, Europe (dans 1 sens), Brisson, Charost, Anatole France, Devoucoux, Peterborough, Cujas, Témoin, Victor Hugo, Hôtel de Ville. - Amplitudes horaires : La navette a une fréquence de passage de 30 minutes. - Équipement et information : La navette possède des cubes intelligents (Iqube) sur 9 arrêts du centre-ville et des annonces sonores et visuelles des arrêts dans les navettes. |                                                                           |                                                                           |                                                                           |                                                                           |                                                                           |                                                                           |                                                                           |                                                                           |
| NAV   | Dernière actualisation : —. |                                                                           |                                                                           |                                                                           |                                                                           |                                                                           |                                                                           |                                                                           |                                                                           |
| NAV   | Navette Prado | Navette Prado                                                             | Navette Prado                                                             | Navette Prado                                                             | Navette Prado                                                             | Navette Prado                                                             | Navette Prado                                                             | Navette Prado                                                             | Navette Prado                                                             |
| NAV   | (Circulaire) Quais du Prado ⥋ Quais du Prado via la rue d'Auron, Planchat et Hôtel Dieu |                                                                           |                                                                           |                                                                           |                                                                           |                                                                           |                                                                           |                                                                           |                                                                           |
| NAV   | Ouverture / Fermeture 04 Septembre 2017 / 03 Septembre 2023 | Longueur —                                                                | Durée —                                                                   | Nb. d’arrêts 12                                                           | Matériel Fiat Ducato III                                                  | Jours de fonctionnement L, Ma, Me, J, V, S                                | Jour / Soir / Nuit / Fêtes O / — / N / N                                  | Voy. / an —                                                               | Exploitant STUB                                                           |
| NAV   | Desserte : - Lieux desservis : Bourges, Quais du prado, Juranville, Rue d'auron et Hôtel Dieu. - Principaux arrêts : Quais du prado • Prado • Juranville • Labbé • St-Pierre • Arènes • Planchat • Saint-Pierre • L'Ile d'Or |                                                                           |                                                                           |                                                                           |                                                                           |                                                                           |                                                                           |                                                                           |                                                                           |
| NAV   | Autre : - Nouvelle navette du réseau, elle dessert le parking du prado, la rue d'auron, la place Planchat et le parking de l'Hôtel Dieu. - Arrêts non accessibles aux UFR : Prado, Labbé, Bienfaisance, Saint-Pierre, Arènes, Notre-Dame, Hôtel Dieu Parking, L'Ile d'Or. - Amplitudes horaires : La navette a une fréquence de passage de 30 minutes. - Équipement et information : La navette possède des cubes intelligents (Iqube) sur 6 arrêts du centre-ville et des annonces sonores et visuelles des arrêts dans les navettes. |                                                                           |                                                                           |                                                                           |                                                                           |                                                                           |                                                                           |                                                                           |                                                                           |
| NAV   | Dernière actualisation : — |                                                                           |                                                                           |                                                                           |                                                                           |                                                                           |                                                                           |                                                                           |                                                                           |

### Services à la demande

#### Vitabus de proximité
| Ligne                 | Caractéristiques | Caractéristiques                                   | Caractéristiques                                   | Caractéristiques                                   | Caractéristiques                                   | Caractéristiques                                   | Caractéristiques                                   | Caractéristiques                                   | Caractéristiques                                   |
| VitaBus proximité V2  | VitaBus Saint-Michel-de-Volangis | VitaBus Saint-Michel-de-Volangis                   | VitaBus Saint-Michel-de-Volangis                   | VitaBus Saint-Michel-de-Volangis                   | VitaBus Saint-Michel-de-Volangis                   | VitaBus Saint-Michel-de-Volangis                   | VitaBus Saint-Michel-de-Volangis                   | VitaBus Saint-Michel-de-Volangis                   | VitaBus Saint-Michel-de-Volangis                   |
| VitaBus proximité V2  | Bourges Europe ⥋ Saint-Michel-de-Volangis Le bourg | Bourges Europe ⥋ Saint-Michel-de-Volangis Le bourg | Bourges Europe ⥋ Saint-Michel-de-Volangis Le bourg | Bourges Europe ⥋ Saint-Michel-de-Volangis Le bourg | Bourges Europe ⥋ Saint-Michel-de-Volangis Le bourg | Bourges Europe ⥋ Saint-Michel-de-Volangis Le bourg | Bourges Europe ⥋ Saint-Michel-de-Volangis Le bourg | Bourges Europe ⥋ Saint-Michel-de-Volangis Le bourg | Bourges Europe ⥋ Saint-Michel-de-Volangis Le bourg |
| --------------------- | --- | -------------------------------------------------- | -------------------------------------------------- | -------------------------------------------------- | -------------------------------------------------- | -------------------------------------------------- | -------------------------------------------------- | -------------------------------------------------- | -------------------------------------------------- |
| VitaBus proximité V2  | Ouverture / Fermeture 04 Septembre 2017 / 03 Septembre 2023 | Longueur x km                                      | Durée 20 min                                       | Nb. d’arrêts 3                                     | Matériel Gruau Microbus                            | Jours de fonctionnement L, Ma, Me, J, V, S         | Jour / Soir / Nuit / Fêtes O / N / N / N           | Voy. / an —                                        | Exploitant STUB                                    |
| VitaBus proximité V2  | Desserte : - Villes desservies : Saint-Michel-de-Volangis et Bourges - Principaux arrêts : Europe, Saint-Michel-de-Volangis Bourg, Saint-Michel-de-Volangis Le Petit Marais.                                             |                                                    |                                                    |                                                    |                                                    |                                                    |                                                    |                                                    |                                                    |
| VitaBus proximité V2  | Autre : - Ce service emmène les usagers depuis Saint-Michel de Volangis jusqu'à l'arrêt Europe, relié au reste du réseau AggloBus. - Amplitudes horaires : Cette ligne fonctionne à raison de 2 aller-retours par jour.  |                                                    |                                                    |                                                    |                                                    |                                                    |                                                    |                                                    |                                                    |
| VitaBus proximité V2  | Dernière actualisation : — |                                                    |                                                    |                                                    |                                                    |                                                    |                                                    |                                                    |                                                    |
| VitaBus proximité V13 | VitaBus Arçay/Lissay-Lochy | VitaBus Arçay/Lissay-Lochy                         | VitaBus Arçay/Lissay-Lochy                         | VitaBus Arçay/Lissay-Lochy                         | VitaBus Arçay/Lissay-Lochy                         | VitaBus Arçay/Lissay-Lochy                         | VitaBus Arçay/Lissay-Lochy                         | VitaBus Arçay/Lissay-Lochy                         | VitaBus Arçay/Lissay-Lochy                         |
| VitaBus proximité V13 | Bourges Europe ⥋ Lissay-Lochy église |                                                    |                                                    |                                                    |                                                    |                                                    |                                                    |                                                    |                                                    |
| VitaBus proximité V13 | Ouverture / Fermeture 04 Septembre 2017 / 03 Septembre 2023 | Longueur x km                                      | Durée 20 min                                       | Nb. d’arrêts 3                                     | Matériel Gruau Microbus                            | Jours de fonctionnement L, Ma, Me, J, V, S         | Jour / Soir / Nuit / Fêtes O / N / N / N           | Voy. / an —                                        | Exploitant STUB                                    |
| VitaBus proximité V13 | Desserte : - Villes desservies : Arçay, Lissay-Lochy et Bourges. - Principaux arrêts : Europe, Arçay mairie, Arçay Les Brissets, Lissay-Lochy église.                                                                    |                                                    |                                                    |                                                    |                                                    |                                                    |                                                    |                                                    |                                                    |
| VitaBus proximité V13 | Autre : - Ce service emmène les usagers depuis Arçay ou Lisaay-Lochy jusqu'à l'arrêt Europe, relié au reste du réseau AggloBus. - Amplitudes horaires : Cette ligne fonctionne à raison de 2 aller-retours par jour.     |                                                    |                                                    |                                                    |                                                    |                                                    |                                                    |                                                    |                                                    |
| VitaBus proximité V13 | Dernière actualisation : —. |                                                    |                                                    |                                                    |                                                    |                                                    |                                                    |                                                    |                                                    |
| VitaBus Proximité V15 | VitaBus Vorly, Annoix, Saint-Just | VitaBus Vorly, Annoix, Saint-Just                  | VitaBus Vorly, Annoix, Saint-Just                  | VitaBus Vorly, Annoix, Saint-Just                  | VitaBus Vorly, Annoix, Saint-Just                  | VitaBus Vorly, Annoix, Saint-Just                  | VitaBus Vorly, Annoix, Saint-Just                  | VitaBus Vorly, Annoix, Saint-Just                  | VitaBus Vorly, Annoix, Saint-Just                  |
| VitaBus Proximité V15 | Bourges Europe ⥋ Bourg de Vorly |                                                    |                                                    |                                                    |                                                    |                                                    |                                                    |                                                    |                                                    |
| VitaBus Proximité V15 | Ouverture / Fermeture 04 Septembre 2017 / 03 Septembre 2023 | Longueur —                                         | Durée 30 min                                       | Nb. d’arrêts 4                                     | Matériel Gruau Microbus                            | Jours de fonctionnement L, Ma, Me, J, V, S         | Jour / Soir / Nuit / Fêtes O / — / N / N           | Voy. / an —                                        | Exploitation STUB                                  |
| VitaBus Proximité V15 | Desserte : - Villes desservies : Vorly, Annoix, Saint-Just, Bourges - Principaux arrêts : Bourg de Vorly, Annoix chemin du Potail, Saint-Just église, Europe                                                             |                                                    |                                                    |                                                    |                                                    |                                                    |                                                    |                                                    |                                                    |
| VitaBus Proximité V15 | Autre : - Ce service emmène les usagers depuis Saint-Just, Vorly ou Annoix jusqu'à l'arrêt Europe, relié au reste du réseau AggloBus. - Amplitudes horaires : Cette ligne fonctionne à raison d'un aller-retour par jour |                                                    |                                                    |                                                    |                                                    |                                                    |                                                    |                                                    |                                                    |
| VitaBus Proximité V15 | Dernière actualisation : —. |                                                    |                                                    |                                                    |                                                    |                                                    |                                                    |                                                    |                                                    |

#### Vitabus Pro²
| Ligne        | Caractéristiques | Caractéristiques                              | Caractéristiques                              | Caractéristiques                              | Caractéristiques                              | Caractéristiques                              | Caractéristiques                              | Caractéristiques                              | Caractéristiques                              |
| VitaBus Pro² | VitaBus Pro² | VitaBus Pro²                                  | VitaBus Pro²                                  | VitaBus Pro²                                  | VitaBus Pro²                                  | VitaBus Pro²                                  | VitaBus Pro²                                  | VitaBus Pro²                                  | VitaBus Pro²                                  |
| VitaBus Pro² | Bourges Les Bois verts ou Marcel Dassault ⥋ ? | Bourges Les Bois verts ou Marcel Dassault ⥋ ? | Bourges Les Bois verts ou Marcel Dassault ⥋ ? | Bourges Les Bois verts ou Marcel Dassault ⥋ ? | Bourges Les Bois verts ou Marcel Dassault ⥋ ? | Bourges Les Bois verts ou Marcel Dassault ⥋ ? | Bourges Les Bois verts ou Marcel Dassault ⥋ ? | Bourges Les Bois verts ou Marcel Dassault ⥋ ? | Bourges Les Bois verts ou Marcel Dassault ⥋ ? |
| ------------ | --- | --------------------------------------------- | --------------------------------------------- | --------------------------------------------- | --------------------------------------------- | --------------------------------------------- | --------------------------------------------- | --------------------------------------------- | --------------------------------------------- |
| VitaBus Pro² | Ouverture / Fermeture 04 Septembre 2017 / 29 août 2022 | Longueur x km                                 | Durée x min                                   | Nb. d’arrêts 16                               | Matériel Mercedes-Benz Citaro Heuliez GX 317  | Jours de fonctionnement L, Ma, Me, J, V, S    | Jour / Soir / Nuit / Fêtes O / N / N / N      | Voy. / an —                                   | Exploitant STUB                               |
| VitaBus Pro² | Desserte : Bourges, Z.A.C de l'échangeur, Z.A du Moutet et Z.A.C césar |                                               |                                               |                                               |                                               |                                               |                                               |                                               |                                               |
| VitaBus Pro² | Autre : - Ce service emmène les usagers depuis l'arrêt Marcel Dassault ou Les Bois Verts jusqu'à un autre parmi 14 arrêts prédéfinis situés dans la Z.A du Moutet, la Z.A.C de l'échangeur ou la Z.A.C César. - Amplitudes horaires : Ce service circule en heures de pointes uniquement. |                                               |                                               |                                               |                                               |                                               |                                               |                                               |                                               |
| VitaBus Pro² | Dernière actualisation : — |                                               |                                               |                                               |                                               |                                               |                                               |                                               |                                               |

#### Vitabus soir
| Ligne        | Caractéristiques | Caractéristiques      | Caractéristiques      | Caractéristiques      | Caractéristiques                             | Caractéristiques                              | Caractéristiques                         | Caractéristiques      | Caractéristiques      |
| Vitabus soir | VitaBus soir | VitaBus soir          | VitaBus soir          | VitaBus soir          | VitaBus soir                                 | VitaBus soir                                  | VitaBus soir                             | VitaBus soir          | VitaBus soir          |
| Vitabus soir | Bourges Gare SNCF ⥋ ? | Bourges Gare SNCF ⥋ ? | Bourges Gare SNCF ⥋ ? | Bourges Gare SNCF ⥋ ? | Bourges Gare SNCF ⥋ ?                        | Bourges Gare SNCF ⥋ ?                         | Bourges Gare SNCF ⥋ ?                    | Bourges Gare SNCF ⥋ ? | Bourges Gare SNCF ⥋ ? |
| ------------ | --- | --------------------- | --------------------- | --------------------- | -------------------------------------------- | --------------------------------------------- | ---------------------------------------- | --------------------- | --------------------- |
| Vitabus soir | Ouverture / Fermeture 04 Septembre 2017 / 03 Septembre 2023 | Longueur x km         | Durée x min           | Nb. d’arrêts 18       | Matériel Mercedes-Benz Citaro Heuliez GX 317 | Jours de fonctionnement L, Ma, Me, J, V, S, D | Jour / Soir / Nuit / Fêtes N / O / N / N | Voy. / an —           | Exploitant STUB       |
| Vitabus soir | Desserte : Bourges |                       |                       |                       |                                              |                                               |                                          |                       |                       |
| Vitabus soir | Autre : Ce service attend les usagers du train Rémi Express 3917 arrivant à 21 h 09 en gare de Bourges et les emmènent à divers arrêts prédéfinis dans toute la ville. |                       |                       |                       |                                              |                                               |                                          |                       |                       |
| Vitabus soir | Dernière actualisation : — |                       |                       |                       |                                              |                                               |                                          |                       |                       |

#### Libertibus
| Ligne      | Caractéristiques                                                                                  | Caractéristiques                              | Caractéristiques                              | Caractéristiques                              | Caractéristiques                              | Caractéristiques                              | Caractéristiques                              | Caractéristiques                              | Caractéristiques                              |
| Libertibus | Libertibus                                                                                        | Libertibus                                    | Libertibus                                    | Libertibus                                    | Libertibus                                    | Libertibus                                    | Libertibus                                    | Libertibus                                    | Libertibus                                    |
| Libertibus | Bourges (Nation) ⥋ l'Agglomération de Bourges                                                     | Bourges (Nation) ⥋ l'Agglomération de Bourges | Bourges (Nation) ⥋ l'Agglomération de Bourges | Bourges (Nation) ⥋ l'Agglomération de Bourges | Bourges (Nation) ⥋ l'Agglomération de Bourges | Bourges (Nation) ⥋ l'Agglomération de Bourges | Bourges (Nation) ⥋ l'Agglomération de Bourges | Bourges (Nation) ⥋ l'Agglomération de Bourges | Bourges (Nation) ⥋ l'Agglomération de Bourges |
| ---------- | ------------------------------------------------------------------------------------------------- | --------------------------------------------- | --------------------------------------------- | --------------------------------------------- | --------------------------------------------- | --------------------------------------------- | --------------------------------------------- | --------------------------------------------- | --------------------------------------------- |
| Libertibus | Ouverture / Fermeture — / —                                                                       | Longueur x km                                 | Durée x min                                   | Nb. d’arrêts x                                | Matériel Renault Master                       | Jours de fonctionnement L, Ma, Me, J, V, S    | Jour / Soir / Nuit / Fêtes O / N / N / N      | Voy. / an —                                   | Exploitant STUB                               |
| Libertibus | Desserte : Bourges et son Agglomération - Principaux arrêts : Tous les arrêts AggloBus.           |                                               |                                               |                                               |                                               |                                               |                                               |                                               |                                               |
| Libertibus | Autre : Destiné aux personnes en situation de handicap. Circule de 8 h à 19 h du lundi au samedi. |                                               |                                               |                                               |                                               |                                               |                                               |                                               |                                               |
| Libertibus | Dernière actualisation : —                                                                        |                                               |                                               |                                               |                                               |                                               |                                               |                                               |                                               |

#### Cycloplus
Il s'agit d'un service de location de vélos classiques ou à assistance électrique pour 1 € par jour et pour une location de 6 mois maximum. Pour louer un vélo, il suffit de contacter le service Cycloplus et de donner un chèque de caution pour avoir un vélo (selon les stocks disponibles).

## Troisième restructuration: service à partir du 4 septembre 2023

### Les objectifs
Dans le cadre de la gratuité du réseau mis en place dès le 1er septembre 2023, du renouvellement de RATP dev comme exploitant du réseau et du futur réseau BHNS une énième restructuration du réseau de transport a été mis en place le 4 septembre 2023. Celui-ci a pour objectifs :
- Rendre plus lisible le réseau en créant une nouvelle numérotation : lignes 1 à 4 pour les lignes structurantes, 10 à 14 pour les lignes urbaines et 20 à 25 pour les lignes périurbaines ;
- La création de lignes radiales, passant ou non par le pôle d'échange Nation en reliant deux communes autres que Bourges afin de faciliter les échanges pour les habitants de l'agglomération ;
- Une extension des horaires avec une anticipation des premiers départs et des départs plus tardifs le soir ;
- Une simplification du réseau du dimanche en utilisant le même réseau que la semaine. Les horaires sont par ailleurs étendus et les fréquences augmentées ;
- La création d'une navette de centre-ville unique avec une fréquence de 11 minutes ;
- Une augmentation du système de transport à la demande.

À la suite des remontées des usagers et des conducteurs du réseau depuis le lancement du nouveau réseau, des ajustements sur les lignes 20 et 25 ont été effectués à partir du 16 octobre 2023

### Le réseau à compter du 04/09/2023

#### Lignes structurantes
| Ligne | Caractéristiques | Caractéristiques                  | Caractéristiques                  | Caractéristiques                  | Caractéristiques                                                                                         | Caractéristiques                              | Caractéristiques                         | Caractéristiques                  | Caractéristiques                  |
| 1     | Ligne 1 | Ligne 1                           | Ligne 1                           | Ligne 1                           | Ligne 1                                                                                                  | Ligne 1                                       | Ligne 1                                  | Ligne 1                           | Ligne 1                           |
| 1     | Bourges CREPS ⥋ Bourges La Rottée | Bourges CREPS ⥋ Bourges La Rottée | Bourges CREPS ⥋ Bourges La Rottée | Bourges CREPS ⥋ Bourges La Rottée | Bourges CREPS ⥋ Bourges La Rottée                                                                        | Bourges CREPS ⥋ Bourges La Rottée             | Bourges CREPS ⥋ Bourges La Rottée        | Bourges CREPS ⥋ Bourges La Rottée | Bourges CREPS ⥋ Bourges La Rottée |
| ----- | --- | --------------------------------- | --------------------------------- | --------------------------------- | --- | --------------------------------------------- | ---------------------------------------- | --------------------------------- | --------------------------------- |
| 1     | Ouverture / Fermeture 04 Septembre 2023 / — | Longueur —                        | Durée 44 min                      | Nb. d’arrêts 34                   | Matériel Mercedes-Benz Citaro C2 Mercedes-Benz Citaro Scania Citywide articulés Iveco Urbanway articulés | Jours de fonctionnement L, Ma, Me, J, V, S, D | Jour / Soir / Nuit / Fêtes O / O / N / O | Voy. / an —                       | exploitant STUB                   |
| 1     | Desserte : - Villes et lieux desservis : Bourges, CREPS, Centre commercial Cap Nord, Pôle de centralité Cothenet, Gare SNCF, Jardin des Prés Fichaux, centre-ville de Bourges, Médiathèque, ensemble scolaire Saint-Dominique/Sainte-Marie, lycées Jacques-Coeur et Pierre Emile Martin, lac d'Auron et La Rottée. - Principaux arrêts : CREPS • Cothenet • Gare SNCF • Planchat • Nation • Juranville • Auron • André Malraux • Séraucourt • Jacques-Cœur • Lac • La Rottée |                                   |                                   |                                   | |                                               |                                          |                                   |                                   |
| 1     | Autre : - Cette ligne remplace la ligne A de l'ancien réseau. Elle est identique à celle-ci. Cette ligne est cadencée à raison d'un bus toutes les 12 minutes la semaine et 20 minutes le samedi. La ligne est cadencée à raison d’un bus par heure le dimanche et les jours fériés. - Arrêts non accessibles aux UFR : Général Challe, Poulies, Séraucourt (direction La Rottée), Foch, Léo Lagrange - Amplitudes horaires : La ligne fonctionne du lundi au vendredi de 5 h 56 à 21 h 20 la semaine, le samedi et les vacances scolaires de 5 h 56 à 21 h 21 et le dimanche et jours fériés de 8 h 52 à 20 h 41. - Équipement et information : La ligne possède des Bornes d'Information aux Voyageur sur 7 arrêts et des annonces sonores et visuelles des arrêts dans les bus. |                                   |                                   |                                   | |                                               |                                          |                                   |                                   |
| 1     | Dernière actualisation : — |                                   |                                   |                                   | |                                               |                                          |                                   |                                   |
| 2     | Ligne 2 | Ligne 2                           | Ligne 2                           | Ligne 2                           | Ligne 2                                                                                                  | Ligne 2                                       | Ligne 2                                  | Ligne 2                           | Ligne 2                           |
| 2     | Bourges CREPS par Turly ⥋ Bourges Hôpital |                                   |                                   |                                   | |                                               |                                          |                                   |                                   |
| 2     | Ouverture / Fermeture 04 Septembre 2023 / — | Longueur —                        | Durée 43 min                      | Nb. d’arrêts 35                   | Matériel Mercedes-Benz Citaro C2 Mercedes-Benz Citaro Scania Citywide articulés Iveco Urbanway articulés | Jours de fonctionnement L, Ma, Me, J, V, S, D | Jour / Soir / Nuit / Fêtes O / O / N / O | Voy. / an —                       | Exploitant STUB                   |
| 2     | Desserte : - Villes et lieux desservis : Bourges, Hôpital, Quartier Sembat, Lycées Jacques-Coeur et Pierre Emile Martin, Ensemble scolaire Saint-Dominique/Sainte-Marie, Médiathèque, Nation, Jardin des Prés Fichaux, Gare SNCF, IUT de Bourges et CREPS. - Principaux arrêts : CREPS • Turly • Gare SNCF • Planchat • Nation • Juranville • Auron • André Malraux • Séraucourt • Jacques-Cœur • Pyrotechnie • Sembat • Hôpital |                                   |                                   |                                   | |                                               |                                          |                                   |                                   |
| 2     | Autre : - Cette ligne remplace la ligne B de l'ancien réseau. Elle est identique à celle-ci. Cette ligne est cadencée à raison d'un bus toutes les 18 minutes la semaine et 26 minutes le samedi. La ligne est cadencée à raison d’un bus par heure le dimanche et les jours fériés. - Arrêts non accessibles aux UFR : Franz Léhar, Arthur Rimbaud, Général Challe, Poulies, Séraucourt (direction Hôpital), Foch - Amplitudes horaires : La ligne fonctionne la semaine, le samedi et les vacances scolaires de 5 h 07 à 21 h 50 et le dimanche de 8 h 47 à 20 h 23. - Équipement et information : La ligne possède des Bornes d'Information aux Voyageur sur 6 arrêts et des annonces sonores et visuelles des arrêts dans les bus. |                                   |                                   |                                   | |                                               |                                          |                                   |                                   |
| 2     | Dernière actualisation : — |                                   |                                   |                                   | |                                               |                                          |                                   |                                   |
| 3     | Ligne 3 | Ligne 3                           | Ligne 3                           | Ligne 3                           | Ligne 3                                                                                                  | Ligne 3                                       | Ligne 3                                  | Ligne 3                           | Ligne 3                           |
| 3     | Saint-Doulchard Le Briou (Saint-Doulchard par Centre Commercial sur les girouettes) ⥋ Bourges Hôpital |                                   |                                   |                                   | |                                               |                                          |                                   |                                   |
| 3     | Ouverture / Fermeture 04 Septembre 2023 / — | Longueur —                        | Durée 49 min                      | Nb. d’arrêts 33                   | Matériel Mercedes-Benz Citaro C2 Mercedes-Benz Citaro Scania Citywide articulés                          | Jours de fonctionnement L, Ma, Me, J, V, S, D | Jour / Soir / Nuit / Fêtes O / O / N / O | Voy. / an —                       | Exploitant STUB                   |
| 3     | Desserte : - Villes et lieux desservis : Bourges, Hôpital Jacques Coeur, Technopôle, Lycées Jacques-Coeur et Pierre Emile Martin, Ensemble scolaire Saint-Dominique/Sainte-Marie, Médiathèque, Nation, Jardin des prés Fichaux, Gare SNCF, Marie de Saint-Doulchard, Collèges et route de Saint-Doulchard. - Principaux arrêts : Hôpital • Pyrotechnie • Jacques Coeur • André Malraux • Auron • Juranville • Nation • Planchat • Gare SNCF • Mairie de Saint-Doulchard • Les Verdins • C.Commercial St Doulchard • Le Briou |                                   |                                   |                                   | |                                               |                                          |                                   |                                   |
| 3     | Autre : - Cette ligne remplace la ligne C1 de l'ancien réseau. Elle est identique à celle-ci mais la partie entre le Briou et Papelourde via Varye est supprimée. La ligne passe donc dans les deux sens par l'avenue d'Orléans et la mairie de St Doulchard. Cette ligne est cadencée à raison d'un bus toutes les 24 minutes la semaine et 40 minutes le samedi et les vacances scolaires. La ligne est cadencée à raison d’un bus par heure le dimanche et les jours fériés. - Arrêts non accessibles aux UFR : Poulies, Séraucourt (direction Hôpital), Foch, Pignoux (direction Hôpital) - Amplitudes horaires : La ligne fonctionne de 6 h 07 à 21 h 53 la semaine, le samedi et les vacances scolaires de 6 h 07 à 21 h 27 et le dimanche et les jours fériés de 8 h 34 à 20 h 18. - Équipement et information : La ligne possède des Bornes d'Information aux Voyageur sur 7 arrêts et des annonces sonores et visuelles des arrêts dans les bus. |                                   |                                   |                                   | |                                               |                                          |                                   |                                   |
| 3     | Dernière actualisation : — |                                   |                                   |                                   | |                                               |                                          |                                   |                                   |
| 4     | Ligne 4 | Ligne 4                           | Ligne 4                           | Ligne 4                           | Ligne 4                                                                                                  | Ligne 4                                       | Ligne 4                                  | Ligne 4                           | Ligne 4                           |
| 4     | Bourges Nation ⥋ Saint-Germain-du-Puy Terres des Chailloux |                                   |                                   |                                   | |                                               |                                          |                                   |                                   |
| 4     | Ouverture / Fermeture 04 Septembre 2023 / — | Longueur —                        | Durée 29 min                      | Nb. d’arrêts 23                   | Matériel Mercedes-Benz Citaro C2 Mercedes-Benz Citaro Scania Citywide articulés Iveco Urbanway articulés | Jours de fonctionnement L, Ma, Me, J, V, S, D | Jour / Soir / Nuit / Fêtes O / O / N / O | Voy. / an —                       | Exploitant STUB                   |
| 4     | Desserte : - Villes et lieux desservis : Bourges, Nation, Médiathèque, Technopôle Lahitolle, Centre Commercial Chaussée de Chappe, route de La Charité et Saint-Germain-du-Puy - Principaux arrêts : Nation • Juranville • Auron • Europe • Marronniers • Pignoux • Centre Commercial Chaussée de Chappe • Porte de Saint-Germain • Lamartine • Terres des Chailloux |                                   |                                   |                                   | |                                               |                                          |                                   |                                   |
| 4     | Autre : - Cette ligne remplace la ligne n°2 de l'ancien réseau. Elle est identique à celle-ci. Cette ligne est cadencée à raison d'un bus toutes les 20 minutes la semaine et les vacances scolaires (hors été). Le samedi la ligne est cadencée d’un bus toutes les 30 minutes et l’après-midi de 20 minutes entre 13h20 et 19h10 (hors été). Pendant les vacances d’été la ligne est cadencée d’un bus toutes les 30 minutes du lundi au samedi. La ligne est cadencée à raison d’un bus par heure le dimanche et les jours fériés. - Arrêts non accessibles aux UFR : Marronniers, Malus, Fourchette, Lamartine, La Fontaine (direction nation), Pont Réau, Concorde, Les Lilas, Nelson Mandela (direction terres des chailloux), Roland Boual - Amplitudes horaires : La ligne fonctionne du lundi au samedi et les vacances scolaires de 6 h 00 à 21 h 17 et le dimanche et les jours fériés de 8 h 51 à 20 h 45. - Équipement et information : La ligne possède des Bornes d'Information aux Voyageurs sur 5 arrêts et des annonces sonores et visuelles des arrêts dans les bus. |                                   |                                   |                                   | |                                               |                                          |                                   |                                   |
| 4     | Dernière actualisation : — |                                   |                                   |                                   | |                                               |                                          |                                   |                                   |

#### Lignes urbaines
| Ligne | Caractéristiques | Caractéristiques                                               | Caractéristiques                                               | Caractéristiques                                               | Caractéristiques                                                                         | Caractéristiques                                               | Caractéristiques                                               | Caractéristiques                                               | Caractéristiques                                               |
| 10    | Ligne 10 | Ligne 10                                                       | Ligne 10                                                       | Ligne 10                                                       | Ligne 10                                                                                 | Ligne 10                                                       | Ligne 10                                                       | Ligne 10                                                       | Ligne 10                                                       |
| 10    | Asnières-lès-Bourges Grosses Plantes ⥋ Bourges Centre Hippique | Asnières-lès-Bourges Grosses Plantes ⥋ Bourges Centre Hippique | Asnières-lès-Bourges Grosses Plantes ⥋ Bourges Centre Hippique | Asnières-lès-Bourges Grosses Plantes ⥋ Bourges Centre Hippique | Asnières-lès-Bourges Grosses Plantes ⥋ Bourges Centre Hippique                           | Asnières-lès-Bourges Grosses Plantes ⥋ Bourges Centre Hippique | Asnières-lès-Bourges Grosses Plantes ⥋ Bourges Centre Hippique | Asnières-lès-Bourges Grosses Plantes ⥋ Bourges Centre Hippique | Asnières-lès-Bourges Grosses Plantes ⥋ Bourges Centre Hippique |
| ----- | --- | -------------------------------------------------------------- | -------------------------------------------------------------- | -------------------------------------------------------------- | ---------------------------------------------------------------------------------------- | -------------------------------------------------------------- | -------------------------------------------------------------- | -------------------------------------------------------------- | -------------------------------------------------------------- |
| 10    | Ouverture / Fermeture 04 Septembre 2023 / — | Longueur —                                                     | Durée 52 min                                                   | Nb. d’arrêts 48                                                | Matériel Mercedes-Benz Citaro C2 Mercedes-Benz Citaro Scania Citywide Heuliez Bus GX 327 | Jours de fonctionnement L, Ma, Me, J, V, S, D                  | Jour / Soir / Nuit / Fêtes O / N / N / O                       | Voy. / an —                                                    | Exploitant STUB                                                |
| 10    | Desserte : - Villes et lieux desservis : Bourges, Centre Hippique, Base de voile, Nation, Jardin des Prés Fichaux, Gare SNCF, Pôle de centralité Cothenet et Asnières-lès-Bourges. - Principaux arrêts : Centre Hippique • Base de voile • Roland-Garros • Beugnon • Avenir • Prado • Juranville • Nation • Planchat • Ambroise Croizat • Gare SNCF • Cothenet • Gay Lussac • Danton • 14 juillet • Racines • Grosses Plantes |                                                                |                                                                |                                                                |                                                                                          |                                                                |                                                                |                                                                |                                                                |
| 10    | Autre : - Cette ligne est quasiment identique à la ligne 3 de l'ancien réseau. Elle passe désormais par le prado entre Nation et Beugnon. Dans le secteur du Val d'Auron, son itinéraire est modifié afin de desservir le nouveau lotissement. Le terminus au Centre Hippique est ainsi généralisé. La ligne a une fréquence de passage de 26 min la semaine, 40 min le samedi et durant les vacances scolaires et de 2 heures le dimanche et les jours fériés. - Arrêts non accessibles aux UFR : Base De Voile, Les Ormeaux (direction Centre Hippique), Beugnon, Avenir (direction Centre Hippique), Prado, Pierre Sémard, Petite Aujonnière, Racines, Les Gatis, Fauvettes, Maurice Canon. - Amplitudes horaires : La ligne fonctionne de 6 h 04 à 20 h 47 la semaine, le samedi et les vacances scolaires de 6 h 03 à 21 h 02 et le dimanche et les jours fériés de 9 h 00 à 20 h 39. - Équipement et information : La ligne possède des Bornes d'Information aux Voyageur sur 6 arrêts et des annonces sonores et visuelles des arrêts dans les bus. |                                                                |                                                                |                                                                |                                                                                          |                                                                |                                                                |                                                                |                                                                |
| 10    | Dernière actualisation : — |                                                                |                                                                |                                                                |                                                                                          |                                                                |                                                                |                                                                |                                                                |
| 11    | Ligne 11 | Ligne 11                                                       | Ligne 11                                                       | Ligne 11                                                       | Ligne 11                                                                                 | Ligne 11                                                       | Ligne 11                                                       | Ligne 11                                                       | Ligne 11                                                       |
| 11    | Saint-Doulchard Le Briou ⥋ La Chapelle-Saint-Ursin Les Pâtureaux |                                                                |                                                                |                                                                |                                                                                          |                                                                |                                                                |                                                                |                                                                |
| 11    | Ouverture / Fermeture 04 Septembre 2023 / — | Longueur —                                                     | Durée 49 min                                                   | Nb. d’arrêts 47                                                | Matériel Mercedes-Benz Citaro Scania Citywide Heuliez GX 327 GNV                         | Jours de fonctionnement L, Ma, Me, J, V, S, D                  | Jour / Soir / Nuit / Fêtes O / O / N / O                       | Voy. / an —                                                    | Exploitant STUB                                                |
| 11    | Desserte : - Villes et lieux desservis : Saint-Doulchard, Le Briou, Clinique Guillaume de Varye, Bourg de Saint-Doulchard, Mairie de Saint-Doulchard, Gare SNCF, Centre Nautique, Halle Saint-Bonnet, Malus, Marronniers, Médiathèque, Prado, Lycée Marguerite de Navarre, Pierrelay, La Chapelle-Saint-Ursin Les Pâtureaux. - Principaux arrêts : Le Briou • Varye • St Douclhard Place du 8 mai • Les vignes • Gare SNCF • Centre Nautique • Europe • Auron • Juranville • Prado • Marguerite de Navarre • Danjons • Pierrelay • Avertins • Les Pâtureaux. |                                                                |                                                                |                                                                |                                                                                          |                                                                |                                                                |                                                                |                                                                |
| 11    | Autre : - Cette ligne reprend la partie de l'ancienne ligne C entre Le Briou et les Vignes via Varye. La ligne dessert ensuite République, la gare SNCF, le centre nautique, la halle Saint-Bonnet, la place Malus, Europe, Juranville puis reprends les courses de l'ancienne ligne 9 et fait son terminus à La Chapelle-Saint-Ursin à l'arrêt les Pâtureaux. Cette ligne à une fréquence d'une heure. - Arrêts non accessibles aux UFR : Pierre Sémard, Malus, Marronniers, Pierrelay, Ecluse, Avertins. - Amplitudes horaires : La ligne fonctionne du lundi au samedi et les vacances scolaires de 5 h 59 à 20 h 53, et le dimanche et les jours fériés de 14 h 16 à 20 h 07. - Équipement et information : La ligne possède des Bornes d'Information aux Voyageur sur 4 arrêts et des annonces sonores et visuelles des arrêts dans les bus. |                                                                |                                                                |                                                                |                                                                                          |                                                                |                                                                |                                                                |                                                                |
| 11    | Dernière actualisation : — |                                                                |                                                                |                                                                |                                                                                          |                                                                |                                                                |                                                                |                                                                |
| 12    | Ligne 12 | Ligne 12                                                       | Ligne 12                                                       | Ligne 12                                                       | Ligne 12                                                                                 | Ligne 12                                                       | Ligne 12                                                       | Ligne 12                                                       | Ligne 12                                                       |
| 12    | Varennes ⥋ Faraday |                                                                |                                                                |                                                                |                                                                                          |                                                                |                                                                |                                                                |                                                                |
| 12    | Ouverture / Fermeture 04 Septembre 2023 / — | Longueur —                                                     | Durée 50 min                                                   | Nb. d’arrêts 37                                                | Matériel Mercedes-Benz Citaro Scania Citywide Heuliez GX 327 GNV                         | Jours de fonctionnement L, Ma, Me, J, V, S                     | Jour / Soir / Nuit / Fêtes O / O / N / N                       | Voy. / an —                                                    | Exploitant STUB                                                |
| 12    | Desserte : - Villes et lieux desservis : Bourges Echengeur, Aéroport, Villeneuve, Prado, Nation, Jardins des prés Fichaux, Gare SNCF, Turly, IUT, Z.A. Esprit 1. - Principaux arrêts : Varennes • Echangeur • Marcel Dassault • Bois Verts • Airville • Cimetière du Lautier • St-Henri • Prado • Juranville • Nation • Planchat • Gare SNCF • Franz Lehar • De Lattre • Faraday. |                                                                |                                                                |                                                                |                                                                                          |                                                                |                                                                |                                                                |                                                                |
| 12    | Autre : - Cette ligne reprend une partie de l'ancienne ligne n°4. La boucle via les arrêts Mermoz-Farman est supprimé. Après Nation, la ligne dessert la gare SNCF via Poulies puis la rue de Turly, l'IUT, l'avenue de Lattre de Tassigny, la route de la charité et effectue son terminus au Parc Esprit 1 à l'arrêt Faraday. La ligne a une fréquence de passage de 35 min. - Arrêts non accessibles aux UFR : Prado, Pierre Sémard, Arthur Rimbaud, Franz Lehar, Palissy, Fourchette, Faraday. - Amplitudes horaires : La ligne fonctionne du lundi au samedi et les vacances scolaires de 5 h 50 à 21 h 42. - Équipement et information : La ligne possède des Bornes d'Information aux Voyageur sur 5 arrêts et des annonces sonores et visuelles des arrêts dans les bus. |                                                                |                                                                |                                                                |                                                                                          |                                                                |                                                                |                                                                |                                                                |
| 12    | Dernière actualisation : — |                                                                |                                                                |                                                                |                                                                                          |                                                                |                                                                |                                                                |                                                                |
| 13    | Ligne 13 | Ligne 13                                                       | Ligne 13                                                       | Ligne 13                                                       | Ligne 13                                                                                 | Ligne 13                                                       | Ligne 13                                                       | Ligne 13                                                       | Ligne 13                                                       |
| 13    | La Chapelle-Saint-Ursin Les Pâtureaux ⥋ Bourges Pyramides |                                                                |                                                                |                                                                |                                                                                          |                                                                |                                                                |                                                                |                                                                |
| 13    | Ouverture / Fermeture 04 Septembre 2023 / — | Longueur —                                                     | Durée 51 min                                                   | Nb. d’arrêts 38                                                | Matériel Mercedes-Benz Citaro Scania Citywide Heuliez GX 327 GNV                         | Jours de fonctionnement L, Ma, Me, J, V, S                     | Jour / Soir / Nuit / Fêtes O / N / N / N                       | Voy. / an —                                                    | Exploitant STUB                                                |
| 13    | Desserte : - Villes et lieux desservis : La Chapelle-Saint-Ursin, Mairie de la Chapelle, Ecoles, Bourges, Beauregard, Prado, Nation, Gare SNCF, Centre Nautique, Saint-Bonnet, Malus, Technopôle, Lycées Jacques-Coeur et Pierre-Emile Martin, Ecoles militaires et Pyramides. - Principaux arrêts : Les Pâtureaux • Mairie de la Chapelle • La Chapelle Ecoles • Beauregard • Prado • Juranville • Nation • Planchat • Gare SNCF • Centre Nautique • Saint Bonnet • Technopôle • Jacques-Coeur • Carnot • Pyramides |                                                                |                                                                |                                                                |                                                                                          |                                                                |                                                                |                                                                |                                                                |
| 13    | Autre : - Cette nouvelle ligne est la fusion des lignes 4 et 6 de l'ancien réseau. Cette ligne reprend ainsi le parcours de l'ancienne ligne 6 de la Chapelle Saint-Ursin jusqu'à Nation. La ligne reprend ensuite l'itinéraire de la ligne 4 jusqu'à Pyramides avec un itinéraire plus direct entre Nation et la Gare SNCF. Entre le technopôle et Pyramides, la ligne dessert la place Hervier, les lycées Jacques-Coeur et Pierre-Emile Martin et les écoles militaires avenue Carnot. - Arrêts non accessibles aux UFR : Hauts de la Chapelle, Avenir (direction Les Pâtureaux), Prado, Pierre Sémard, Devoucoux (direction Les Pâtureaux), Anatole France (direction Les Pâtureaux), Place Hervier, Foch. - Amplitudes horaires : La ligne fonctionne du lundi au samedi et les vacances scolaires de 6 h 23 à 20 h 58. - Équipement et information : La ligne possède des Bornes d'Information aux Voyageur sur 6 arrêts et des annonces sonores et visuelles des arrêts dans les bus.                                                               |                                                                |                                                                |                                                                |                                                                                          |                                                                |                                                                |                                                                |                                                                |
| 13    | Dernière actualisation : — |                                                                |                                                                |                                                                |                                                                                          |                                                                |                                                                |                                                                |                                                                |
| 14    | Ligne 14 | Ligne 14                                                       | Ligne 14                                                       | Ligne 14                                                       | Ligne 14                                                                                 | Ligne 14                                                       | Ligne 14                                                       | Ligne 14                                                       | Ligne 14                                                       |
| 14    | Saint-Doulchard Le Briou ⥋ Bourges Guynemer |                                                                |                                                                |                                                                |                                                                                          |                                                                |                                                                |                                                                |                                                                |
| 14    | Ouverture / Fermeture 04 Septembre 2023 / — | Longueur —                                                     | Durée 56 min                                                   | Nb. d’arrêts 45                                                | Matériel Mercedes-Benz Citaro Scania Citywide Heuliez GX 327 GNV                         | Jours de fonctionnement L, Ma, Me, J, V, S                     | Jour / Soir / Nuit / Fêtes O / N / N / N                       | Voy. / an —                                                    | Exploitant STUB                                                |
| 14    | Desserte : - Villes et lieux desservis : Saint-Doulchard, Centre-commercial, mairie de Saint-Doulchard, Bourges, Cothenet, IUT, Centre commercial Chaussée de Chappe, Pignoux, Hôpital, Ecoles militaires, Lycées Jacques-Coeur et Pierre-Emile Martin, Camping, Aéroport, Guynemer. - Principaux arrêts : Le Briou • Varye • Les Vignes • Cothenet • De Lattre • Centre commercial Chaussée de Chappe • Pignoux • Sembat • Jacques-Coeur • Camping • Guynemer. |                                                                |                                                                |                                                                |                                                                                          |                                                                |                                                                |                                                                |                                                                |
| 14    | Autre : - Nouvelle ligne du réseau, elle relie Saint-Doulchard au quartier de l'aéroport à Bourges sans passer par Nation. Cette ligne passe par l'usine Michelin, le quartier de la Chancellerie puis des Gibjoncs, la chaussée de Chappe, l'avenue François-Mittetrand, le quartier Sembat, les lycées Jacques-Coeur et le camping. Le matin, la première course effectue son départ à l'arrêt Juranville en direction de Saint-Doulchard. Itinéraire inverse le soir pour la dernière course. - Arrêts non accessibles aux UFR : Michelin-Paradis, Général Challe, Palissy, Foch, Camping, Santos Dumont, Farman (direction Le Briou). - Amplitudes horaires : La ligne fonctionne du lundi au samedi et les vacances scolaires de 6 h 45 à 20 h 21. - Equipement et information : La ligne possède des Bornes d'Information aux Voyageur sur 2 arrêt et des annonces sonores et visuelles des arrêts dans les bus. |                                                                |                                                                |                                                                |                                                                                          |                                                                |                                                                |                                                                |                                                                |
| 14    | Dernière actualisation : — |                                                                |                                                                |                                                                |                                                                                          |                                                                |                                                                |                                                                |                                                                |

#### Lignes périurbaines
| Ligne | Caractéristiques | Caractéristiques                                            | Caractéristiques                                            | Caractéristiques                                            | Caractéristiques                                            | Caractéristiques                                            | Caractéristiques                                            | Caractéristiques                                            | Caractéristiques                                            |
| 20    | Ligne 20 | Ligne 20                                                    | Ligne 20                                                    | Ligne 20                                                    | Ligne 20                                                    | Ligne 20                                                    | Ligne 20                                                    | Ligne 20                                                    | Ligne 20                                                    |
| 20    | Bourges Nation ⥋ Saint-Florent-sur-Cher Salengro/Massoeuvre | Bourges Nation ⥋ Saint-Florent-sur-Cher Salengro/Massoeuvre | Bourges Nation ⥋ Saint-Florent-sur-Cher Salengro/Massoeuvre | Bourges Nation ⥋ Saint-Florent-sur-Cher Salengro/Massoeuvre | Bourges Nation ⥋ Saint-Florent-sur-Cher Salengro/Massoeuvre | Bourges Nation ⥋ Saint-Florent-sur-Cher Salengro/Massoeuvre | Bourges Nation ⥋ Saint-Florent-sur-Cher Salengro/Massoeuvre | Bourges Nation ⥋ Saint-Florent-sur-Cher Salengro/Massoeuvre | Bourges Nation ⥋ Saint-Florent-sur-Cher Salengro/Massoeuvre |
| ----- | --- | ----------------------------------------------------------- | ----------------------------------------------------------- | ----------------------------------------------------------- | ----------------------------------------------------------- | ----------------------------------------------------------- | ----------------------------------------------------------- | ----------------------------------------------------------- | ----------------------------------------------------------- |
| 20    | Ouverture / Fermeture 04 Septembre 2023 / — | Longueur —                                                  | Durée 45 min                                                | Nb. d’arrêts 35                                             | Matériel Mercedes-Benz Citaro Scania Citywide               | Jours de fonctionnement L, Ma, Me, J, V, S, D               | Jour / Soir / Nuit / Fêtes O / O / N / O                    | Voy. / an —                                                 | Exploitant STUB                                             |
| 20    | Desserte : - Villes et lieux desservis : Bourges, Nation, Le Subdray, Saint-Florent-sur-Cher et Massœuvre. - Principaux arrêts : Nation • Juranville • Bardoux • St-Henri • Cimetière du Lautier • Marcel Dassault • Aérospatiale • Lycée Agricole • Le Subdray • Vigonnière • Supermarché • République • Salengro • Entrée du Bourg • Massœuvre |                                                             |                                                             |                                                             |                                                             |                                                             |                                                             |                                                             |                                                             |
| 20    | Autre : - Cette ligne remplace la ligne n°8 de l'ancien réseau. Elle est identique à celle-ci. Cette ligne est cadencée à raison d'un bus toutes les 20 minutes à 45 minutes la semaine et le samedi et vacances scolaires. Le dimanche et les jours fériés la fréquences est de 2 heures. - Arrêts non accessibles aux UFR : Jean-Jacques ROUSSEAU (direction St-Florent), Chambre de Commerce, Verniller, Aérospatiale, Route du Subdray. - Amplitudes horaires : La ligne fonctionne du lundi au vendredi et durant les vacances scolaires de 5 h 39 à 20 h 59, le samedi et du lundi au vendredi pendant les vacances d’été de 5 h 39 à 20 h 58, et le dimanche et jours fériés de 9 h 01 à 20 h 34. De juillet à fin août la ligne a une amplitude de 5 h 39 à 22 h 21. - Equipement et information : La ligne possède des Bornes d'Information aux Voyageur sur 3 arrêt et des annonces sonores et visuelles des arrêts dans les bus. |                                                             |                                                             |                                                             |                                                             |                                                             |                                                             |                                                             |                                                             |
| 20    | Dernière actualisation : — |                                                             |                                                             |                                                             |                                                             |                                                             |                                                             |                                                             |                                                             |
| 21    | Ligne 21 | Ligne 21                                                    | Ligne 21                                                    | Ligne 21                                                    | Ligne 21                                                    | Ligne 21                                                    | Ligne 21                                                    | Ligne 21                                                    | Ligne 21                                                    |
| 21    | Bourges Quais du Prado ⥋ Fussy ↔ Pigny |                                                             |                                                             |                                                             |                                                             |                                                             |                                                             |                                                             |                                                             |
| 21    | Ouverture / Fermeture 04 Septembre 2017 / — | Longueur —                                                  | Durée 35 min                                                | Nb. d’arrêts 29                                             | Matériel Mercedes-Benz Citaro Scania Citywide               | Jours de fonctionnement L, Ma, Me, J, V, S                  | Jour / Soir / Nuit / Fêtes O / N / N / N                    | Voy. / an —                                                 | Exploitant STUB                                             |
| 21    | Desserte : - Villes et lieux desservis : Bourges, Fussy et Pigny - Principaux arrêts : Quais du Prado • Prado • Nation • Planchat • Avaricum • Edouard Vailland • Romain Rolland • Corneille • Fussy • Papin • Lisy St Michel • Pigny mairie • Pigny. |                                                             |                                                             |                                                             |                                                             |                                                             |                                                             |                                                             |                                                             |
| 21    | Autre : - Cette ligne est identique à la ligne n°10 de l'ancien réseau. - Arrêts non accessibles aux UFR : Prado, E.Vaillant, Beauvoir, M.Dormoy, La Gravette, L'Arcade, Les Chardons, Les Casseriaux, Les Tuileries, Pigny. - Amplitudes horaires : La ligne fonctionne du lundi au samedi et les vacances scolaires de 6 h 10 à 20 h 32. La ligne a une fréquence de passage de 8 allers-retours par jour. - Equipement et information : La ligne possède des Bornes d'Information aux Voyageur sur 4 arrêts et des annonces sonores et visuelles des arrêts dans les bus. |                                                             |                                                             |                                                             |                                                             |                                                             |                                                             |                                                             |                                                             |
| 21    | Dernière actualisation : — |                                                             |                                                             |                                                             |                                                             |                                                             |                                                             |                                                             |                                                             |
| 22    | Ligne 22 | Ligne 22                                                    | Ligne 22                                                    | Ligne 22                                                    | Ligne 22                                                    | Ligne 22                                                    | Ligne 22                                                    | Ligne 22                                                    | Ligne 22                                                    |
| 22    | Bourges Nation ⥋ Trouy Eglise |                                                             |                                                             |                                                             |                                                             |                                                             |                                                             |                                                             |                                                             |
| 22    | Ouverture / Fermeture 04 Septembre 2023 / — | Longueur —                                                  | Durée 25 min                                                | Nb. d’arrêts 20                                             | Matériel Mercedes-Benz Citaro Scania Citywide               | Jours de fonctionnement L, Ma, Me, J, V, S                  | Jour / Soir / Nuit / Fêtes O / — / N / N                    | Voy. / an —                                                 | Exploitant STUB                                             |
| 22    | Desserte : - Villes et lieux desservis : Bourges, Nation et Trouy - Principaux arrêts : Nation • Bardoux • Beugnon • Jules Guesde • Roland-Garros • Les Talleries • Pertuisane • Saint Hélène • Grand chemin • Temps Libre • Écoles du Bourg • Église |                                                             |                                                             |                                                             |                                                             |                                                             |                                                             |                                                             |                                                             |
| 22    | Autre : - Cette ligne reprend les courses de la ligne n°13 de l'ancien réseau. Elle passe désormais par le pont d'Auron et la rue Barbès entre Beugnon et Juranville. - Arrêts non accessibles aux UFR : Beugnon, Fanal, Givray, Grand Chemin, Eglise. - Amplitudes horaires : La ligne fonctionne du lundi au samedi et les vacances scolaires de 5 h 56 à 20 h 11. La ligne a une fréquence de passage de 1 h - Equipement et information : La ligne possède des Bornes d'Information aux Voyageur sur 3 arrêts et des annonces sonores et visuelles des arrêts dans les bus. |                                                             |                                                             |                                                             |                                                             |                                                             |                                                             |                                                             |                                                             |
| 22    | Dernière actualisation : — |                                                             |                                                             |                                                             |                                                             |                                                             |                                                             |                                                             |                                                             |
| 23    | Ligne 23 | Ligne 23                                                    | Ligne 23                                                    | Ligne 23                                                    | Ligne 23                                                    | Ligne 23                                                    | Ligne 23                                                    | Ligne 23                                                    | Ligne 23                                                    |
| 23    | Bourges Nation ⥋ Plaimpied-Givaudins Grande Ruesse |                                                             |                                                             |                                                             |                                                             |                                                             |                                                             |                                                             |                                                             |
| 23    | Ouverture / Fermeture 04 Septembre 2023 / — | Longueur —                                                  | Durée 39 min                                                | Nb. d’arrêts 32                                             | Matériel Mercedes-Benz Citaro Scania Citywide               | Jours de fonctionnement L, Ma, Me, J, V, S                  | Jour / Soir / Nuit / Fêtes O / N / N / N                    | Voy. / an —                                                 | Exploitant STUB                                             |
| 23    | Desserte : - Villes et lieux desservis : Bourges, Nation, Golf et Plaimpied-Givaudins - Principaux arrêts : Nation • Juranville • André Malraux • Joffre • Renoir • Léo Lagrange • Justices • Golf • Givaudins • Eglise • La Paille • Grande Ruesse. |                                                             |                                                             |                                                             |                                                             |                                                             |                                                             |                                                             |                                                             |
| 23    | Autre : - Cette ligne reprend les courses de la ligne n°15 de l'ancien réseau. Son itinéraire est plus direct entre Nation et André Malraux, la ligne passe désormais par Juranville et Auron. - Arrêts non accessibles aux UFR : Séraucourt (direction Plaimpied-Givaudins), Albert Hervet, Léo Lagrange, Golf, Yves Montand, Camille Claudel, Becker, Le Porche, Givaudins, Vauroux, Cimetière, Petit Port, Les Chênes. - Amplitudes horaires : La ligne fonctionne du lundi au samedi et les vacances scolaires de 6 h 32 à 20 h 38. La ligne effectue 8 allers-retours par jour. - Equipement et information : La ligne possède des Bornes d'Information aux Voyageur sur 4 arrêts et des annonces sonores et visuelles des arrêts dans les bus. |                                                             |                                                             |                                                             |                                                             |                                                             |                                                             |                                                             |                                                             |
| 23    | Dernière actualisation : — |                                                             |                                                             |                                                             |                                                             |                                                             |                                                             |                                                             |                                                             |
| 24    | Ligne 24 | Ligne 24                                                    | Ligne 24                                                    | Ligne 24                                                    | Ligne 24                                                    | Ligne 24                                                    | Ligne 24                                                    | Ligne 24                                                    | Ligne 24                                                    |
| 24    | Bourges Nation ⥋ Berry-Bouy ↔ Marmagne |                                                             |                                                             |                                                             |                                                             |                                                             |                                                             |                                                             |                                                             |
| 24    | Ouverture / Fermeture 04 Septembre 2023 / — | Longueur —                                                  | Durée 29 min                                                | Nb. d’arrêts 21                                             | Matériel Mercedes-Benz Citaro Scania Citywide               | Jours de fonctionnement L, Ma, Me, J, V, S                  | Jour / Soir / Nuit / Fêtes O / N / N / N                    | Voy. / an —                                                 | Exploitant STUB                                             |
| 24    | Desserte : - Villes et lieux desservis : Bourges, Nation, Saint-Doulchard, Marmagne et Berry-Bouy - Principaux arrêts : Nation • Prado • Pré-Doulet • Saint-Doulchard place du 8 mai • Graire • Berry-Bouy • Gare de Marmagne. |                                                             |                                                             |                                                             |                                                             |                                                             |                                                             |                                                             |                                                             |
| 24    | Autre : - Cette ligne reprends les courses de la ligne n°16 de l'ancien réseau. Son itinéraire est plus direct à Saint-Doulchard. - Arrêts non accessibles aux UFR : Prado, Prairie, Saint-Sulpice, Muraille Blanche, La Renarderie, Veauce, Les Landes, Châteaux, Graire, Salles des fêtes, Gare de Marmagne. - Amplitudes horaires : La ligne fonctionne du lundi au samedi et les vacances scolaires de 6 h 25 à 20 h 54. La ligne a une fréquence de passage de 8 allers-retours par jour. - Equipement et information : La ligne possède des Bornes d'Information aux Voyageur sur 2 arrêts et des annonces sonores et visuelles des arrêts dans les bus. |                                                             |                                                             |                                                             |                                                             |                                                             |                                                             |                                                             |                                                             |
| 24    | Dernière actualisation : — |                                                             |                                                             |                                                             |                                                             |                                                             |                                                             |                                                             |                                                             |
| 25    | Ligne 25 | Ligne 25                                                    | Ligne 25                                                    | Ligne 25                                                    | Ligne 25                                                    | Ligne 25                                                    | Ligne 25                                                    | Ligne 25                                                    | Ligne 25                                                    |
| 25    | Bourges Nation ⥋ Morthomiers Mairie |                                                             |                                                             |                                                             |                                                             |                                                             |                                                             |                                                             |                                                             |
| 25    | Ouverture / Fermeture 04 Septembre 2023 / — | Longueur —                                                  | Durée 30 min                                                | Nb. d’arrêts 24                                             | Matériel Mercedes-Benz Citaro Scania Citywide               | Jours de fonctionnement L, Ma, Me, J, V, S                  | Jour / Soir / Nuit / Fêtes O / N / N / N                    | Voy. / an —                                                 | Exploitant STUB                                             |
| 25    | Desserte : - Villes et lieux desservis : Bourges, Nation, Le Subdray, La Chapelle-Saint-Ursin, Morthomiers Mairie. - Principaux arrêts : Nation • Prado • Pré-Doulet • St-Henri • Cimetière du Lautier • Météo • Beaulier • César • Route de Villeneuve • Morthomiers Mairie |                                                             |                                                             |                                                             |                                                             |                                                             |                                                             |                                                             |                                                             |
| 25    | Autre : - Cette ligne reprend les courses de la ligne n°17 de l'ancien réseau. Elle est prolongée jusqu'à Mothormiers. À compter du 16 octobre 2023, l’itinéraire de la ligne 25 est modifiée pour desservir les arrêts Guilbeau, Farman, Mermoz et Guynemer auparavant desservis par la ligne 4 de l’ancien réseau. Les résidents de ce quartier se plaignaient de ne plus avoir de ligne régulière sur ce secteur. - Arrêts non accessibles aux UFR : Prado, Avenir (direction Morthomiers), Chambre de commerce, Beaulieu, Chagnières, Lafleur. - Amplitudes horaires : La ligne fonctionne du lundi au samedi et les vacances scolaires de 6 h 15 à 19 h 54. La ligne a une fréquence de passage de 8 allers-retours par jour. - Equipement et information : La ligne possède des Bornes d'Information aux Voyageur sur 2 arrêts et des annonces sonores et visuelles des arrêts dans les bus.                                          |                                                             |                                                             |                                                             |                                                             |                                                             |                                                             |                                                             |                                                             |
| 25    | Dernière actualisation : — |                                                             |                                                             |                                                             |                                                             |                                                             |                                                             |                                                             |                                                             |

### Navette du Centre-Ville
| Ligne | Caractéristiques | Caractéristiques                                                     | Caractéristiques                                                     | Caractéristiques                                                     | Caractéristiques                                                     | Caractéristiques                                                     | Caractéristiques                                                     | Caractéristiques                                                     | Caractéristiques                                                     |
| NAV   | Navette du centre ville | Navette du centre ville                                              | Navette du centre ville                                              | Navette du centre ville                                              | Navette du centre ville                                              | Navette du centre ville                                              | Navette du centre ville                                              | Navette du centre ville                                              | Navette du centre ville                                              |
| NAV   | (Circulaire) Séraucourt ⥋ Séraucourt via Auron, Cujas et Rue Moyenne | (Circulaire) Séraucourt ⥋ Séraucourt via Auron, Cujas et Rue Moyenne | (Circulaire) Séraucourt ⥋ Séraucourt via Auron, Cujas et Rue Moyenne | (Circulaire) Séraucourt ⥋ Séraucourt via Auron, Cujas et Rue Moyenne | (Circulaire) Séraucourt ⥋ Séraucourt via Auron, Cujas et Rue Moyenne | (Circulaire) Séraucourt ⥋ Séraucourt via Auron, Cujas et Rue Moyenne | (Circulaire) Séraucourt ⥋ Séraucourt via Auron, Cujas et Rue Moyenne | (Circulaire) Séraucourt ⥋ Séraucourt via Auron, Cujas et Rue Moyenne | (Circulaire) Séraucourt ⥋ Séraucourt via Auron, Cujas et Rue Moyenne |
| ----- | --- | -------------------------------------------------------------------- | -------------------------------------------------------------------- | -------------------------------------------------------------------- | -------------------------------------------------------------------- | -------------------------------------------------------------------- | -------------------------------------------------------------------- | -------------------------------------------------------------------- | -------------------------------------------------------------------- |
| NAV   | Ouverture / Fermeture 04 Septembre 2023 / — | Longueur —                                                           | Durée 15 min                                                         | Nb. d’arrêts 14                                                      | Matériel Fiat Ducato III                                             | Jours de fonctionnement L, Ma, Me, J, V, S                           | Jour / Soir / Nuit / Fêtes O / N / N / N                             | Voy. / an —                                                          | Exploitant STUB                                                      |
| NAV   | Desserte : - Lieux desservis : Bourges, Médiathèque, Rue d’Auron, Palais Jacques-Coeur, Rue Moyenne et Séraucourt. - Principaux arrêts : Séraucourt • André Malraux • Auron • Palais Jacques-Coeur • Cujas • Moyenne • Simone Veil. |                                                                      |                                                                      |                                                                      |                                                                      |                                                                      |                                                                      |                                                                      |                                                                      |
| NAV   | Autre : - Les circuits des navettes du centre ville ont totalement été repensés et un itinéraire unique créé. Une boucle se faisant uniquement dans le centre ville avec une fréquence de 8 minutes est mis en place. Modification à partir du 8 janvier 2024 : à la suite de nombreuses plaintes des usagers et des commerçants de la rue d’Auron, le circuit est modifié entre André Malraux et Palais Jacques-Cœur. La navette passe désormais par l’arrêt Auron et dessert 3 arrêts situés sur la rue d’Auron. Sa fréquence est modifiée et est désormais de 11 minutes et 9 minutes le mercredi et samedi. - Arrêts non accessibles aux UFR : Séraucourt, Labbé, Bienfaisance, Armuriers, Palais Jacques-Coeur, Cujas, Témoin, Hôtel de Ville. - Amplitudes horaires : La navette a une fréquence de passage de 11 minutes. - Équipement et information : La navette possède des cubes intelligents (Iqube) sur 9 arrêts du centre-ville et des annonces sonores et visuelles des arrêts dans les navettes. |                                                                      |                                                                      |                                                                      |                                                                      |                                                                      |                                                                      |                                                                      |                                                                      |
| NAV   | Dernière actualisation : — |                                                                      |                                                                      |                                                                      |                                                                      |                                                                      |                                                                      |                                                                      |                                                                      |

### Services à la demande

#### Vitabus de proximité
| Ligne                         | Caractéristiques | Caractéristiques                                           | Caractéristiques                                           | Caractéristiques                                           | Caractéristiques                                           | Caractéristiques                                           | Caractéristiques                                           | Caractéristiques                                           | Caractéristiques                                           |
| VitaBus Saint-Michel          | VitaBus Saint-Michel-de-Volangis | VitaBus Saint-Michel-de-Volangis                           | VitaBus Saint-Michel-de-Volangis                           | VitaBus Saint-Michel-de-Volangis                           | VitaBus Saint-Michel-de-Volangis                           | VitaBus Saint-Michel-de-Volangis                           | VitaBus Saint-Michel-de-Volangis                           | VitaBus Saint-Michel-de-Volangis                           | VitaBus Saint-Michel-de-Volangis                           |
| VitaBus Saint-Michel          | Saint-Michel-de-Volangis ⥋ Bourges / Saint-Germain-du-Puy | Saint-Michel-de-Volangis ⥋ Bourges / Saint-Germain-du-Puy  | Saint-Michel-de-Volangis ⥋ Bourges / Saint-Germain-du-Puy  | Saint-Michel-de-Volangis ⥋ Bourges / Saint-Germain-du-Puy  | Saint-Michel-de-Volangis ⥋ Bourges / Saint-Germain-du-Puy  | Saint-Michel-de-Volangis ⥋ Bourges / Saint-Germain-du-Puy  | Saint-Michel-de-Volangis ⥋ Bourges / Saint-Germain-du-Puy  | Saint-Michel-de-Volangis ⥋ Bourges / Saint-Germain-du-Puy  | Saint-Michel-de-Volangis ⥋ Bourges / Saint-Germain-du-Puy  |
| ----------------------------- | --- | ---------------------------------------------------------- | ---------------------------------------------------------- | ---------------------------------------------------------- | ---------------------------------------------------------- | ---------------------------------------------------------- | ---------------------------------------------------------- | ---------------------------------------------------------- | ---------------------------------------------------------- |
| VitaBus Saint-Michel          | Ouverture / Fermeture 04 Septembre 2023 / — | Longueur —                                                 | Durée —                                                    | Nb. d’arrêts 3                                             | Matériel Renault Master III TPMR, Peugeot Boxer III        | Jours de fonctionnement L, Ma, Me, J, V, S                 | Jour / Soir / Nuit / Fêtes O / N / N / N                   | Voy. / an —                                                | Exploitant STUB                                            |
| VitaBus Saint-Michel          | Desserte : - Villes desservies : Saint-Michel-de-Volangis, Saint-Germain-du-Puy et Bourges - Arrêts desservis : Saint-Michel-de-Volangis Bourg, Saint-Michel-de-Volangis Le Petit Marais, Saint-Michel-de-Volangis La Fringale, Gare SNCF, Hôpital, CREPS, Romain Rolland, La Fontaine. |                                                            |                                                            |                                                            |                                                            |                                                            |                                                            |                                                            |                                                            |
| VitaBus Saint-Michel          | Autre : - Ce service emmène les usagers depuis Saint-Michel de Volangis à un des cinq arrêts prédéfinis, relié au reste du réseau AggloBus, parmi Hôpital, Gare SNCF, CREPS, Romain Rolland et La Fontaine. - Amplitudes horaires : Ce service fonctionne sur réservation jusqu'à une heure avant l'horaire de départ souhaité. Le service fonctionne du lundi au samedi de 7 h à 19 h. |                                                            |                                                            |                                                            |                                                            |                                                            |                                                            |                                                            |                                                            |
| VitaBus Saint-Michel          | Dernière actualisation : — |                                                            |                                                            |                                                            |                                                            |                                                            |                                                            |                                                            |                                                            |
| VitaBus sud                   | VitaBus Arçay / Lissay-Lochy / Vorly / Annoix / Saint-Just | VitaBus Arçay / Lissay-Lochy / Vorly / Annoix / Saint-Just | VitaBus Arçay / Lissay-Lochy / Vorly / Annoix / Saint-Just | VitaBus Arçay / Lissay-Lochy / Vorly / Annoix / Saint-Just | VitaBus Arçay / Lissay-Lochy / Vorly / Annoix / Saint-Just | VitaBus Arçay / Lissay-Lochy / Vorly / Annoix / Saint-Just | VitaBus Arçay / Lissay-Lochy / Vorly / Annoix / Saint-Just | VitaBus Arçay / Lissay-Lochy / Vorly / Annoix / Saint-Just | VitaBus Arçay / Lissay-Lochy / Vorly / Annoix / Saint-Just |
| VitaBus sud                   | Arçay / Lissay-Lochy / Vorly / Annoix / Saint-Just ⥋ Bourges / Plaimpied-Givaudins / Trouy |                                                            |                                                            |                                                            |                                                            |                                                            |                                                            |                                                            |                                                            |
| VitaBus sud                   | Ouverture / Fermeture 04 Septembre 2023 / — | Longueur —                                                 | Durée —                                                    | Nb. d’arrêts 24                                            | Matériel Renault Master III TPMR, Peugeot Boxer III        | Jours de fonctionnement L, Ma, Me, J, V, S                 | Jour / Soir / Nuit / Fêtes O / N / N / N                   | Voy. / an —                                                | Exploitant STUB                                            |
| VitaBus sud                   | Desserte : - Villes desservies : Arçay, Lissay-Lochy, Vorly, Annoix, Saint-Just, Bourges, Trouy, Plaimpied-Givaudins - Principaux arrêts : Bourges Europe, Trouy Eglise, Plaimpied Abbatiale, Arçay mairie, Lissay-Lochy église, Annoix Chemin du portail, Saint-Just Eglise, Vorly Bourg, |                                                            |                                                            |                                                            |                                                            |                                                            |                                                            |                                                            |                                                            |
| VitaBus sud                   | Autre : - Ce service emmène les usagers depuis Arçay, Lissay-Lochy, Vorly, Annoix ou Saint-Just à un des dix arrêts prédéfinis, relié au reste du réseau AggloBus, comme Europe, Trouy Eglise ou Plaimpied Abbatiale. - Amplitudes horaires : Ce service fonctionne sur réservation jusqu'à une heure avant l'horaire de départ souhaité. Le service fonctionne du lundi au vendredi de 6 h à 20 h et le samedi de 7 h à 19 h.                                                                 |                                                            |                                                            |                                                            |                                                            |                                                            |                                                            |                                                            |                                                            |
| VitaBus sud                   | Dernière actualisation : — |                                                            |                                                            |                                                            |                                                            |                                                            |                                                            |                                                            |                                                            |
| VitaBus Berry-Bouy Marmagne   | VitaBus Berry-Bouy Marmagne | VitaBus Berry-Bouy Marmagne                                | VitaBus Berry-Bouy Marmagne                                | VitaBus Berry-Bouy Marmagne                                | VitaBus Berry-Bouy Marmagne                                | VitaBus Berry-Bouy Marmagne                                | VitaBus Berry-Bouy Marmagne                                | VitaBus Berry-Bouy Marmagne                                | VitaBus Berry-Bouy Marmagne                                |
| VitaBus Berry-Bouy Marmagne   | Berry-Bouy / Marmagne ⥋ Berry-Bouy / Marmagne / Mehun-sur-Yèvre / Saint-Doulchard |                                                            |                                                            |                                                            |                                                            |                                                            |                                                            |                                                            |                                                            |
| VitaBus Berry-Bouy Marmagne   | Ouverture / Fermeture 04 Septembre 2023 / — | Longueur —                                                 | Durée —                                                    | Nb. d’arrêts 32                                            | Matériel Renault Master III TPMR, Peugeot Boxer III        | Jours de fonctionnement L, Ma, Me, J, V, S                 | Jour / Soir / Nuit / Fêtes O / — / N / N                   | Voy. / an —                                                | Exploitation STUB                                          |
| VitaBus Berry-Bouy Marmagne   | Desserte : - Villes desservies : Berry-Bouy, Marmagne, Mehun-sur-Yèvre, Saint-Doulchard - Principaux arrêts : Marmagne Gare, Berry-Bouy Mairie, Varye, Mairie de Saint-Doulchard, 14 Juillet, Boulevard de la Liberté. |                                                            |                                                            |                                                            |                                                            |                                                            |                                                            |                                                            |                                                            |
| VitaBus Berry-Bouy Marmagne   | Autre : - Ce service emmène les usagers depuis Berry-Bouy et Marmagne à un des 18 arrêts prédéfinis, relié au reste du réseau AggloBus, comme Marmagne Gare, Berry-Bouy Mairie, Varye ou mairie de Saint-Doulchard. - Amplitudes horaires : Ce service fonctionne sur réservation jusqu'à une heure avant l'horaire de départ souhaité. Le service fonctionne du lundi au samedi de 7 h à 19 h.                                                                                                |                                                            |                                                            |                                                            |                                                            |                                                            |                                                            |                                                            |                                                            |
| VitaBus Berry-Bouy Marmagne   | Dernière actualisation : — |                                                            |                                                            |                                                            |                                                            |                                                            |                                                            |                                                            |                                                            |
| VitaBus Mehun                 | VitaBus Mehun sur Yèvre | VitaBus Mehun sur Yèvre                                    | VitaBus Mehun sur Yèvre                                    | VitaBus Mehun sur Yèvre                                    | VitaBus Mehun sur Yèvre                                    | VitaBus Mehun sur Yèvre                                    | VitaBus Mehun sur Yèvre                                    | VitaBus Mehun sur Yèvre                                    | VitaBus Mehun sur Yèvre                                    |
| VitaBus Mehun                 | Mehun-sur-Yèvre ⥋ Mehun-sur-Yèvre |                                                            |                                                            |                                                            |                                                            |                                                            |                                                            |                                                            |                                                            |
| VitaBus Mehun                 | Ouverture / Fermeture 02 Janvier 2023 / — | Longueur —                                                 | Durée —                                                    | Nb. d’arrêts 28                                            | Matériel Renault Master III TPMR, Peugeot Boxer III        | Jours de fonctionnement L, Ma, Me, J, V, S                 | Jour / Soir / Nuit / Fêtes O / N / N / N                   | Voy. / an —                                                | Exploitant STUB                                            |
| VitaBus Mehun                 | Desserte : - Villes desservies : Mehun-sur-Yèvre - Principaux arrêts : 14 Juillet, Boulevard de la Liberté, Camping, Gare de Mehun. |                                                            |                                                            |                                                            |                                                            |                                                            |                                                            |                                                            |                                                            |
| VitaBus Mehun                 | Autre : - Ce service emmène les usagers depuis Mehun sur Yèvre à un des 28 arrêts prédéfinis dans la commune. - Amplitudes horaires : Ce service fonctionne sur réservation jusqu'à une heure avant l'horaire de départ souhaité. Le service fonctionne du lundi au samedi de 7 h à 19 h. |                                                            |                                                            |                                                            |                                                            |                                                            |                                                            |                                                            |                                                            |
| VitaBus Mehun                 | Dernière actualisation : — |                                                            |                                                            |                                                            |                                                            |                                                            |                                                            |                                                            |                                                            |
| VitaBus Saint-Germain         | VitaBus Saint-Germain-du-Puy | VitaBus Saint-Germain-du-Puy                               | VitaBus Saint-Germain-du-Puy                               | VitaBus Saint-Germain-du-Puy                               | VitaBus Saint-Germain-du-Puy                               | VitaBus Saint-Germain-du-Puy                               | VitaBus Saint-Germain-du-Puy                               | VitaBus Saint-Germain-du-Puy                               | VitaBus Saint-Germain-du-Puy                               |
| VitaBus Saint-Germain         | Saint-Germain-du-Puy ⥋ Saint-Germain-du-Puy / Bourges |                                                            |                                                            |                                                            |                                                            |                                                            |                                                            |                                                            |                                                            |
| VitaBus Saint-Germain         | Ouverture / Fermeture 04 Septembre 2023 / — | Longueur —                                                 | Durée —                                                    | Nb. d’arrêts 8                                             | Matériel Renault Master III TPMR, Peugeot Boxer III        | Jours de fonctionnement L, Ma, Me, J, V, S                 | Jour / Soir / Nuit / Fêtes O / N / N / N                   | Voy. / an —                                                | Exploitant STUB                                            |
| VitaBus Saint-Germain         | Desserte : - Villes desservies : Saint-Germain-du-Puy et Bourges - Principaux arrêts : Nelson Mandela, Gare de Saint-Germain-du-Puy, Terres des Chailloux, Centre Intergénérationnel, Hôpital. |                                                            |                                                            |                                                            |                                                            |                                                            |                                                            |                                                            |                                                            |
| VitaBus Saint-Germain         | Autre : - Ce service emmène les usagers depuis Saint-Germain-du-Puy à un des 8 arrêts prédéfinis, relié au reste du réseau AggloBus, parmi Nelson Mandela, Terres des Chailloux et Hôpital. - Amplitudes horaires : Ce service fonctionne sur réservation jusqu'à une heure avant l'horaire de départ souhaité. Le service fonctionne du lundi au samedi de 7 h à 19 h. |                                                            |                                                            |                                                            |                                                            |                                                            |                                                            |                                                            |                                                            |
| VitaBus Saint-Germain         | Dernière actualisation : — |                                                            |                                                            |                                                            |                                                            |                                                            |                                                            |                                                            |                                                            |
| VitaBus Prospective Malitorne | Vitabus Prospective / Malitorne | Vitabus Prospective / Malitorne                            | Vitabus Prospective / Malitorne                            | Vitabus Prospective / Malitorne                            | Vitabus Prospective / Malitorne                            | Vitabus Prospective / Malitorne                            | Vitabus Prospective / Malitorne                            | Vitabus Prospective / Malitorne                            | Vitabus Prospective / Malitorne                            |
| VitaBus Prospective Malitorne | Bourges / Saint-Doulchard ⥋ Bourges / Saint-Doulchard |                                                            |                                                            |                                                            |                                                            |                                                            |                                                            |                                                            |                                                            |
| VitaBus Prospective Malitorne | Ouverture / Fermeture 04 Septembre 2023 / — | Longueur —                                                 | Durée —                                                    | Nb. d’arrêts 10                                            | Matériel Renault Master III TPMR, Peugeot Boxer III        | Jours de fonctionnement L, Ma, Me, J, V, S                 | Jour / Soir / Nuit / Fêtes O / N / N / N                   | Voy. / an —                                                | Exploitant STUB                                            |
| VitaBus Prospective Malitorne | Desserte : - Villes desservies : Bourges et Saint-Doulchard - Principaux arrêts : Prospective, Malitorne, Billant, Les Sandins, Gare SNCF, CREPS, Mairie de Saint-Doulchard. |                                                            |                                                            |                                                            |                                                            |                                                            |                                                            |                                                            |                                                            |
| VitaBus Prospective Malitorne | Autre : - Ce service emmène les usagers depuis les arrêts de bus situés avenue de la Prospective à Bourges et rue de Malitorne à Saint-Doulchard vers 4 arrêts prédéfinis, relié au reste du réseau AggloBus, qui sont Mairie de Saint-Doulchard, Gare SNCF, CREPS et Romain Rolland. - Amplitudes horaires : Ce service fonctionne sur réservation jusqu'à une heure avant l'horaire de départ souhaité. Le service fonctionne du lundi au vendredi de 6 h à 20 h et le samedi de 7 h à 19 h. |                                                            |                                                            |                                                            |                                                            |                                                            |                                                            |                                                            |                                                            |
| VitaBus Prospective Malitorne | Dernière actualisation : — |                                                            |                                                            |                                                            |                                                            |                                                            |                                                            |                                                            |                                                            |

#### Noxibus
| Ligne   | Caractéristiques | Caractéristiques      | Caractéristiques      | Caractéristiques      | Caractéristiques                                          | Caractéristiques                              | Caractéristiques                         | Caractéristiques      | Caractéristiques      |
| Noxibus | Noxibus | Noxibus               | Noxibus               | Noxibus               | Noxibus                                                   | Noxibus                                       | Noxibus                                  | Noxibus               | Noxibus               |
| Noxibus | Bourges Gare SNCF ⥋ ? | Bourges Gare SNCF ⥋ ? | Bourges Gare SNCF ⥋ ? | Bourges Gare SNCF ⥋ ? | Bourges Gare SNCF ⥋ ?                                     | Bourges Gare SNCF ⥋ ?                         | Bourges Gare SNCF ⥋ ?                    | Bourges Gare SNCF ⥋ ? | Bourges Gare SNCF ⥋ ? |
| ------- | --- | --------------------- | --------------------- | --------------------- | --------------------------------------------------------- | --------------------------------------------- | ---------------------------------------- | --------------------- | --------------------- |
| Noxibus | Ouverture / Fermeture 04 Septembre 2023 / — | Longueur x km         | Durée x min           | Nb. d’arrêts 36       | Matériel Mercedes-Benz Intouro II L, Scania Interlink GNV | Jours de fonctionnement L, Ma, Me, J, V, S, D | Jour / Soir / Nuit / Fêtes N / O / N / O | Voy. / an —           | Exploitant STUB       |
| Noxibus | Desserte : Bourges, Saint-Doulchard et Le Subdray |                       |                       |                       |                                                           |                                               |                                          |                       |                       |
| Noxibus | Autre : Ce service permet de transporter les usagers depuis 3 points d'arrêts de montée (Gare SNCF, Cinémas Prado et André Malraux) vers 36 arrêts du réseau. Trois départs se font chaque soir, à 21h25, 22h30 et 23h45 à la gare SNCF. Ce service est sous traité à la STI Centre. |                       |                       |                       |                                                           |                                               |                                          |                       |                       |
| Noxibus | Dernière actualisation : — |                       |                       |                       |                                                           |                                               |                                          |                       |                       |

#### Libertibus
| Ligne      | Caractéristiques | Caractéristiques                              | Caractéristiques                              | Caractéristiques                              | Caractéristiques                              | Caractéristiques                              | Caractéristiques                              | Caractéristiques                              | Caractéristiques                              |
| Libertibus | Libertibus | Libertibus                                    | Libertibus                                    | Libertibus                                    | Libertibus                                    | Libertibus                                    | Libertibus                                    | Libertibus                                    | Libertibus                                    |
| Libertibus | Bourges (Nation) ⥋ l'Agglomération de Bourges | Bourges (Nation) ⥋ l'Agglomération de Bourges | Bourges (Nation) ⥋ l'Agglomération de Bourges | Bourges (Nation) ⥋ l'Agglomération de Bourges | Bourges (Nation) ⥋ l'Agglomération de Bourges | Bourges (Nation) ⥋ l'Agglomération de Bourges | Bourges (Nation) ⥋ l'Agglomération de Bourges | Bourges (Nation) ⥋ l'Agglomération de Bourges | Bourges (Nation) ⥋ l'Agglomération de Bourges |
| ---------- | --- | --------------------------------------------- | --------------------------------------------- | --------------------------------------------- | --------------------------------------------- | --------------------------------------------- | --------------------------------------------- | --------------------------------------------- | --------------------------------------------- |
| Libertibus | Ouverture / Fermeture — / — | Longueur x km                                 | Durée x min                                   | Nb. d’arrêts x                                | Matériel Renault Master                       | Jours de fonctionnement L, Ma, Me, J, V, S, D | Jour / Soir / Nuit / Fêtes O / N / N / O      | Voy. / an —                                   | Exploitant STUB                               |
| Libertibus | Desserte : Bourges et son Agglomération - Principaux arrêts : Tous les arrêts AggloBus.                                                                   |                                               |                                               |                                               |                                               |                                               |                                               |                                               |                                               |
| Libertibus | Autre : Destiné aux personnes en situation de handicap. Circule de 6 h à 20 h du lundi au vendredi, le samedi de 7 h à 19 h et de 9 h à 18 h le dimanche. |                                               |                                               |                                               |                                               |                                               |                                               |                                               |                                               |
| Libertibus | Dernière actualisation : — |                                               |                                               |                                               |                                               |                                               |                                               |                                               |                                               |

#### Cycloplus
Il s'agit d'un service de location de vélos classiques, à assistance électrique ou de vélo cargo pour 1 € par jour et pour une location allant de 1 semaine à 1 an maximum selon le type de vélo choisi. Pour louer un vélo, il suffit de contacter le service Cycloplus et de donner un chèque de caution pour avoir un vélo (selon les stocks disponibles).

## Lignes interurbaines
Les lignes régionales du Réseau de mobilité interurbaine (Rémi) sont accessibles gratuitement dans les villes faisant partie du syndicat mixte intercommunal d'AggloBus. Elles permettent de compléter le réseau de bus de ville ou de le desservir en cas d’absence de desserte.
Ces lignes permettent de compléter le service présent sur les villes de Mehun sur Yèvre, Fussy, Saint-Germain-du-Puy, Saint-Florent-sur-Cher et Saint-Doulchard :
| Lignes | Dessertes                           |
| ------ | ----------------------------------- |
| 100    | Argent-sur-Sauldre ↔ Bourges        |
| 105    | Henrichemont ↔ Bourges              |
| 110    | Sancerre ↔ Bourges                  |
| 120    | La Charité-sur-Loire ↔ Bourges      |
| 185    | Vierzon ↔ Mehun-sur-Yèvre ↔ Bourges |
| 190    | Nançay ↔ Bourges                    |

D'autres villes comme Annoix, Saint-Just , Vorly et Lissay-Lochy ne bénéficiant pas de service urbain, sont desservies par le réseau Rémi Car :
| Lignes | Dessertes                          |
| ------ | ---------------------------------- |
| 145    | Sancoins ↔ Dun-sur-Auron ↔ Bourges |
| 150    | Levet ↔ Bourges                    |

Par ailleurs, la communauté d'agglomération Bourges Plus est en partenariat avec la SNCF et le réseau ferroviaire TER Centre/Rémi Train pour desservir les villes de Mehun sur Yèvre (lignes Tours/Nevers - Orléans/Nevers - Bourges/Vierzon) et Marmagne (ligne Bourges/Vierzon) avec la ligne fictive Y, Saint Germain du Puy (ligne Bourges/Nevers) par la ligne fictive W et la ville de Saint Florent sur Cher (ligne Bourges/Montluçon) par la ligne fictive Z, accessible également gratuitement sur demande d'une carte d'accès couplé à l'espace Nation d'AggloBus.

## Parc de véhicules
En août 2025, le parc d'autobus du réseau AggloBus est composé de 92 véhicules dont 11 bus articulés, 48 bus standards, 6 minibus et 27 autocars, Au sein de cette flotte, 26 bus fonctionnent au gaz naturel dont 11 sont hybrides, 10 bus roulent au biodiesel et le reste des véhicules roule au diesel.

### STU Bourges

#### Bus articulés
| Constructeur | Modèle          | Nombre | Numéros de parc | Période de mise en service | Affectation | Observation |
| ------------ | --------------- | ------ | --------------- | -------------------------- | ----------- | ----------- |
| Iveco Bus    | Urbanway 18 GNV | 3      | 222-224         | Août 2024                  | 1, 2, 4, 22 | –           |
| Scania       | Citywide LFA ll | 8      | 214-221         | Août 2023                  | 1, 2, 4, 22 | –           |

#### Bus standards
| Constructeur  | Modèle               | Nombre | Numéros de parc | Période de mise en service           | Affectation                                            | Observation         |
| ------------- | -------------------- | ------ | --------------- | ------------------------------------ | ------------------------------------------------------ | ------------------- |
| Heuliez Bus   | GX 327 GNV           | 1      | 331             | Mai 2008                             | 1, 2, 3, 4, 10, 11, 12, 13, 14, 20, 21, 22, 23, 24, 25 | Véhicule de réserve |
| Mercedes-Benz | Citaro Facelift      | 22     | 400-421         | Entre juin 2009 à juillet 2011       | 1, 2, 3, 4, 10, 11, 12, 13, 14, 20, 21, 22, 23, 24, 25 | –                   |
| Mercedes-Benz | Citaro C2            | 2      | 422-423         | Février 2015                         | 1, 2, 3, 4, 10, 11, 12, 13, 14, 20, 21, 22, 23, 24, 25 | –                   |
| Mercedes-Benz | Citaro C2 NGT        | 5      | 501-505         | Entre janvier 2016 et décembre 2016  | 1, 2, 3, 4, 10, 11, 12, 13, 14, 20, 21, 22, 23, 24, 25 | –                   |
| Mercedes-Benz | Citaro C2 NGT Hybrid | 11     | 506-516         | Entre février 2019 à septembre 2021  | 1, 2, 3, 4, 10, 11, 12, 13, 14, 20, 21, 22, 23, 24, 25 | –                   |
| Scania        | Citywide LE ll       | 2      | 424-425         | Août 2023                            | 21, 23, 24, 25                                         | –                   |
| Scania        | Citywide LF ll GNV   | 5      | 517-521         | Entre septembre 2022 à décembre 2022 | 1, 2, 3, 4, 10, 11, 12, 13, 14, 20, 21, 22, 23, 24, 25 |                     |

#### Minibus
| Constructeur  | Modèle          | Nombre | Numéros de parc | Période de mise en service | Affectation           | Observation      |
| ------------- | --------------- | ------ | --------------- | -------------------------- | --------------------- | ---------------- |
| Mercedes-Benz | City 35         | 2      | 174-175         | Janvier 2018               | La Navette            | –                |
| Renault       | Master III TPMR | 3      | Pas de numéro   | Juillet 2015 à Août 2015   | Vitabus et Libertibus | Exploitant privé |
| Peugot        | Boxer III       | 1      | 601             | Avril 2016                 | Vitabus et Libertibus |                  |

### STI Centre (Groupe RATP-Dev)

#### Autocars
| Constructeur  | Modèle           | Nombre | Numéros de parc | Période de mise en service    | Affectation                 | Observation |
| ------------- | ---------------- | ------ | --- | ----------------------------- | --------------------------- | ----------- |
| Irisbus       | Récréo II        | 22     | 1090, 1092, 1096, 1100, 1106, 1107, 1116, 10903, 10904, 10907, 10916, 10917, 10918, 10921, 10923, 10924, 10925, 10926, 11010, 11100, 11110, 11120 | Entre mai 2009 à octobre 2010 | Circuits Scolaires          |             |
| Irisbus       | Crossway         | 1      | 11105 | Décembre 2011                 | Circuits Scolaires          |             |
| Mercedes-Benz | Intouro II E     | 2      | 6093, 6094 | Septembre 2009                | Circuits Scolaires          |             |
| Mercedes-Benz | Intouro II L     | 1      | 31402 | Septembre 2014                | Circuits scolaires, Noxibus |             |
| Scania        | Interlink LD GNV | 1      | 31900 | Novembre 2019                 | Noxibus                     |             |

### Dépôts
- Le dépôt de STU Bourges est situé dans la principauté, au 23 Rue Théophile Lamy, 18000 Bourges
- Le dépôt de STI Centre (Groupe RATP-Dev) est situé dans l’agglomération, au 88 D2076, 18230 Saint-Doulchard